# 魔兽系列角色列表
魔獸系列角色列表是《魔獸争霸系列》中登場的主要、次要角色。
所有角色按种族和名字的開頭英文字母順序排列。
有的角色属于多个种族，取剧情关联较大和种族人数较少者。

## 人類

### 亞歷山卓斯·莫格萊尼（Alexandros Mograine）
白銀之手騎士團的領袖之一，神器灰燼使者最早的持有者，雷諾·莫格萊尼和達瑞安·莫格萊尼的父親。在第三次戰爭期間率領白銀之手殘部繼續在瘟疫之地抵抗天譴軍團。
在巴納札爾和科爾蘇加德的聯合謀劃下，亞歷山卓斯被已經腐化的長子雷諾慫恿攻打斯坦索姆。在與天譴軍團的戰鬥中，雷諾背叛了父親，並用灰燼使者殺死了他。之後亞歷山卓斯被克爾蘇加德轉化為了死亡騎士，成為納克薩瑪斯的天啟四騎士之一。
後來亞歷山卓斯在納克薩瑪斯被次子達瑞安擊敗，墮落的灰燼使者由達瑞安帶回血色修道院。此時附在灰燼使者內的亞歷山卓斯之亡魂出現，以死亡懲罰了背叛的雷諾。隨後科爾蘇加德率領天譴大軍圍攻聖光之願禮拜堂，銀色黎明與白銀之手的守軍情勢危急。此時达瑞安為了拯救被困於灰燼使者內的亞歷山卓斯之靈魂，將大劍刺入體內自殺，進而以自己為代價解放了父親的靈魂。跟著埋葬於此的眾多聖騎士亡魂引發“聖光清算”將天譴軍團掃蕩一空。但科爾蘇加德將達瑞安轉變為死亡騎士，並繼續持有大劍灰燼使者。
在《巫妖王之怒》的死亡騎士新手任務結尾，達瑞安接受巫妖王的命令進攻聖光之願禮拜堂，此時亞歷山卓斯的亡魂再次出現，喚回了兒子的正義良知。

### 阿隆索斯·法奧（Alonsus Fao）
聖光教會的大主教。第一次戰爭後，法奧向安杜因·洛薩推薦了自己的五位優秀的弟子——烏瑟、賽丹·達索漢、提里奧·弗丁、圖拉揚和加文拉德·厄運，共同組建了白銀之手騎士團。這五名弟子也即是最初的五名聖騎士。第二次戰爭結束後，法奧籌集資金在暴風城中修建了光明大教堂。法奧的墓地位於血色修道院邊。天譴戰爭期間，他受瘟疫影響而復活，目前為羅德隆公主#卡莉亞·米奈希爾的導師，組織牧師對抗燃燒軍團。

### 安杜因·洛薩（Anduin Lothar）
阿拉索王朝最後的血脈，暴風城的皇家勇士，萊恩王以及守護者麥迪文的兒時好友。在第一次戰爭期間，與卡德加一起擊敗了被薩格拉斯附身的麥迪文。當從卡拉贊回來時，暴風城已被部落踏平，洛薩便和瓦里安王子與民眾前往北方的羅德隆王國尋求幫助。
第二次戰爭期間擔任暴風城的攝政王，並以暴風城代表的身份與其他王國組成了聯盟，擔任聯盟軍隊的指揮官；聖騎士圖拉揚則是他的副官。在黑石山腳下，聯盟軍隊與殘存的部落激戰。在戰鬥中，洛薩與奧格林·末日鎚一對一正面決鬥，最終不敵遭到擊殺。

### 安杜因·烏瑞恩（Anduin Wrynn）
瓦里安國王的兒子，暴風王國國王。在瓦里安失蹤后，一度成為暴風王國的國王，實際權力則掌握在攝政王伯瓦爾·弗塔根與普瑞斯托女士（實際為黑龍公主奧妮克希亞）。
在大災變前夕，安杜因違背了父親的意願，希望成為一名牧師。在造訪鐵爐堡期間，安杜因被麥格尼·銅鬚國王鼓勵。在麥格尼試圖治愈大地但不幸化為鑽石后，鐵爐堡陷入混亂，安杜因被軟禁，但他利用珍娜·普勞德摩爾給他的爐石成功逃脫至塞拉摩尋求珍娜的幫助，並結識了貝恩·血蹄。在瓦里安試圖強攻鐵爐堡解救安杜因時，安杜因出現阻止了父親，並與父親一起成功化解了鐵爐堡的危機。
在大災變期間，安杜因跟隨預言者費倫學習牧師之道。在幫助父親擊退了暮光之錘教徒的刺殺後，父子之間的嫌隙也隨之消除。在聯盟海軍與部落海軍的交戰中，安杜因所在的艦船在潘達利亞的翡翠林擱淺，安杜因也被部落俘獲，但不久之後脫逃。安杜因在潘達利亞探尋終結戰爭的途經，並說服白虎雪怒打開恆春谷的大門，使得難民得以進入恆春谷避難。此後安杜因阻止了卡爾洛斯·地獄吼使用聖鐘，但他自己也被重傷。
後來安杜因遇到了黑龍王子怒西昂，拄着拐杖的他與怒西昂在言語上針鋒相對，卻又共同探討著現今艾澤拉斯的局勢，可謂惺惺相惜。又因為自身是一名牧師，人送外號白王子（與黑王子相對）。
随後在聯盟部落共同討伐並戰勝了卡爾洛斯後，安杜因杜自一人去了關押卡爾洛斯的監獄。然而正當他面對卡爾洛斯時，凱諾茲——青銅龍軍團的叛徒，為了某種目的把卡爾洛斯救了出去。而安杜因則被能量波及。
到了《軍臨天下》，瓦里安國王戰死，年輕的安杜因繼任國王並擔任聯盟最高領袖。8.0版本中，希瓦娜斯率領軍團縱火燒毀世界樹泰達希爾，導致夜精靈首都達納蘇斯嚴重傷亡，安杜因以聯盟代表身份，偕同虛空精靈代表艾蘭里亞、狼人王吉恩·葛雷邁恩、地精王梅卡托克、珍娜率軍進攻羅德隆，出於對瓦洛克的尊敬選擇留戰敗的後者生路，將其關進監獄，透過珍娜的協助成功逃離遭希瓦娜斯引爆瘟疫的羅德隆。
《暗影國度》及後續相關版本，安杜因、薩爾、珍娜、牛頭人領袖貝恩•血蹄、泰蘭德及其義女為了解決發生在暗影國度眾多無辜靈魂被拖入最底層相當於地獄的「淵喉」而深入調查，安杜因與希瓦娜斯對峙，遭「淵喉」典獄長控制和其他人為敵。後來安杜因取得前巫妖王阿薩斯持有的遺劍「霜之哀傷」，險遭阿薩斯殘存其中的靈魂控制，及時因為瓦利安和薩魯法爾的靈魂現身協助而破壞「霜之哀傷」擺脫典獄長和阿薩斯的控制。9.2版本與冒險者、盟友們在奧利波斯見證仲裁者和泰蘭德對希瓦娜斯的審判，為了完成後續在暗影國度的任務，任命圖拉揚成為暴風城攝政王負責管理聯盟相關事務。

### 安東尼達斯（Antonidas）
原達拉然六人議會的成員，祈倫托的領導者，也是庫爾提拉斯王女珍娜·普勞德摩爾的導師。在第二次戰爭後因發現科爾蘇加德在研究死靈法術而將他驅逐出境。在第三次戰爭期間，被想要奪取麥迪文之書的阿薩斯率領的天譴軍團所殺。

### 阿魯高（Arugal）
原為達拉然的大法師。在第三次戰爭後，爲了尋求更強大的力量以自保，阿魯高與其他部份法師一起召喚了狼人。阿魯高很快控制了嗜血的狼人，並利用狼人的力量將一座城堡據為己有，改名為影牙城堡。阿魯高在此不斷擴充自己的狼人軍團，但被冒險者擊敗。
在遠征北裂境期間，天譴軍團復活了阿魯高，並在灰白之丘造出了一支新的狼人軍團，但被冒險者擊敗。

### 伯瓦爾·弗塔根（Bolvar Fordragon）
暴風王國的大領主，在瓦里安·烏瑞恩國王失蹤后成為暴風王國的攝政王，輔佐安杜因·烏瑞恩王子。但伯瓦爾被卡特拉娜·普瑞斯托女士（實際為黑龍公主奧妮克希亞）所迷惑。
在瓦里安國王與雷吉納德·溫德索爾元帥回到暴風城后，奧妮克希亞的身份被揭穿，伯瓦爾繼續輔佐瓦里安國王處理暴風王國政事。
在《巫妖王之怒》期間，伯瓦爾率領聯盟軍隊前往北裂境與巫妖王作戰。在天譴之門一戰中，伯瓦爾與德拉諾斯·薩魯法爾所率領的部落軍隊一起對抗巫妖王，但由於幽暗城大藥劑師普崔司的叛變，聯盟—部落聯軍與天譴軍團雙方都受到叛軍的突襲，損失慘重。
此戰之後，伯瓦爾被世人認為已死，但他實際上被巫妖王俘獲。巫妖王試圖將伯瓦爾轉化為死亡騎士，但伯瓦爾始終沒有屈服。在巫妖王被提里奧·弗丁擊殺后，伯瓦爾爲了防止失控的天譴軍團席捲艾澤拉斯，自願戴上統御之盔，成為新一任巫妖王。
《軍臨天下》資料片時，成為巫妖王的伯瓦爾與黯刃騎士團達成協議，以達瑞安·莫格萊尼（原訂是提里奧·弗丁）為首組成新天譴四騎士，其成員還有：第二次獸人戰爭後被兒子背叛殺死的激流王國國王索拉斯·托爾貝恩、在血色修道院被玩家擊敗且被莉莉安·佛斯給予最後一擊殺死的莎莉·懷特邁恩與在圍攻奧格瑪中戰死的獸人將軍納茲格寧姆。委任玩家為死亡領主並引導玩家突擊晶紅龍殿後，復活一頭紅龍作為死亡領主的專屬坐騎。要求黯刃騎士團必須以新巫妖王之名對抗燃燒軍團。
《暗影之境》資料片時，部落時任大酋長兼被遺忘者領導人希瓦娜斯·風行者設局擊敗伯瓦爾，破壞其配戴的統御之盔，打破了現世和死後世界的界線，成為《暗影之境》的劇情開端。伯瓦爾成為死亡騎士陣營的首領，招集聯盟和部落各種族的領袖討論對策，在後續版本與冒險者、盟友們合作解決暗影之境的相關事件。9.2版本中與冒險者、盟友們在奧利波斯見證仲裁者和泰蘭德對希瓦娜斯的罪行審判，對於被眾人擊敗的噬淵典獄長過去造成的影響，產生疑慮和擔憂。9.25版和女兒泰莉亞·弗塔根重逢。

### 霸德（Budd）
人類冒險者。曾率領一支冒險者小隊進入祖阿曼，被祖爾金俘獲，後來的冒險者殺死了祖爾金，並解救了霸德的小隊。然而此後霸德的心智疑似被祖爾金控制，變得精神錯亂。此後霸德又繼續冒險，出現在灰熊丘陵、瓦許依爾、奧丹姆等地。

### 卡莉亞·米奈希爾（ Calia Menethil）
羅德隆王國的公主，阿薩斯·米奈希爾的姊姊，同時是珍娜·普勞德摩爾的好友。在阿薩斯弒父之後也失去歸所。
第二次大戰後，被父王泰瑞納斯強迫嫁給奧特蘭克的貴族-普瑞斯托領主（實為偽裝成普瑞斯托的死亡之翼），然而這樁聯姻隨著死亡之翼失蹤的計劃被破壞逃亡而跟著失效。卡莉亞在《軍臨天下》版本中作為虛空之光的神殿牧師兼阿隆索斯·法奧的弟子登場。
官方小說《風暴前夕》中，安杜因·烏瑞恩想與被遺忘者緩和關係，與荒蕪議會（相當於希瓦娜斯的攝政）在阿拉希高地舉辦了一個見面會，被遺忘者可以和他們的生者家屬見面。然而卡莉亞在安杜因、希瓦娜斯都不知情的情况下現身會場，造成很多被遺忘者内心動搖，此時希瓦娜斯不僅下令要求所有被遺忘者撤回，還將把那些沒有撤回去的、向自己親友那邊走的被遺忘者與卡莉亞本人全射殺了，並且清洗了荒蕪議會。後來卡莉亞透過法奧和安杜因的協助聯手復活，成為體内既有亡靈的凋零之力，又兼具聖光之力的罕見「光鑄亡靈」。
後由於希瓦娜斯拋棄被遺忘者離開部落、開啟了暗影之境的界線，導致被遺忘者群龍無首，卡莉亞經過和珍娜、莉莉安·弗斯的協商，志願返回羅德隆帶領被遺忘者（珍娜的兄長德瑞克·普勞德摩爾亦決定跟隨卡莉亞），獲莉莉安授權接管領導先前在泰達希爾死去、夜精靈變成的黑暗遊俠。會同聯盟與部落領袖會晤前任巫妖亡兼現任死亡騎士首領的伯瓦爾·弗塔根，表達了幫助眾人的立場。9.2版本中與冒險者、盟友們在奧利波斯見證仲裁者和泰蘭德對希瓦娜斯的罪行審判。9.25經由莉莉安輔佐，返回洛丹倫正式登基成為被遺忘者的新任領導者。

### 凱瑟琳·普勞德摩爾（Catherine Proudmoore）
海軍強國庫爾提拉斯的繼任君主，戴林·普勞德摩爾的遺孀，珍娜·普勞德摩爾的母親。在丈夫過身後成為庫爾提拉斯的繼任領導者兼海軍總帥。
8.0版本裡於珍娜返回並請求庫爾提拉斯重新加入聯盟作戰時，曾一度抱持懷疑，但後來和冒險者經歷與體會珍娜的罪惡感與自責後，選擇寬恕和支持珍娜，於追擊引起內亂的普莉希拉·艾胥凡過程中任命珍娜作為庫爾提拉斯的海軍總帥，以此契機同意讓庫爾提拉斯成為聯盟的海軍戰力。

### 戴林·普勞德摩爾（Daelin Proudmoore）
海軍強國庫爾提拉斯的君主，聯盟海軍上將，珍娜·普勞德摩爾的父親。第二次戰爭期間，作為安杜因·洛薩的老友率領庫爾提拉斯的艦隊加入聯盟作戰，發動對部落的海上反擊。
第三次戰爭後，戴林率領艦隊在塞拉摩登陸，將傾向於與部落和解的女兒、塞拉摩的領袖珍娜軟禁，並對部落發動攻擊。最後在珍娜的默許之下，索爾與雷克薩等人率領的部落軍隊攻入塞拉摩，戴林死於戰鬥中。

### 達納斯·托爾貝恩（Danath Trollbane）
現任激流堡王國的正統繼承人，前任激流堡國王索拉斯•托爾貝恩的姪子。在第二次戰爭期間擔任聯盟的民兵指揮官。
第二次戰爭結束後，達納斯加入了遠征隊進入獸人的家鄉德拉諾。在帶著聯盟軍隊進入奧金頓追殺奈祖奧時，遇到了德萊尼牧師奈姆蘭，藉由他以及德萊尼英靈的幫助得以與部落戰鬥並救出當時被俘虜的庫德蘭·蠻鎚。之後達納斯與血窟氏族的酋長基爾羅格·死眼決鬥，最後基爾羅格被達納斯擊敗。
在奈祖奧逃進了其中一道傳送門後，與圖拉揚一行人回到黑暗之門，並掩護卡德加將黑暗之門催毀掉，成功地隔絕了兩個世界。在圖拉揚失蹤之後，達納斯就擔任榮譽堡的軍隊指揮官並對抗著魔獄部落以及燃燒軍團。
他同時也是「救贖者」阿拉托爾的養父。

### 加里索斯（Garithos）
一名人類將領，第三次戰爭后一度成為聯盟在洛丹倫地區殘餘部隊的總指揮官，收復了被毀滅的達拉然。為人傲慢自大，因為認為暫居其麾下的凱爾薩斯通敵而將凱爾薩斯及其部隊囚禁于地牢，最終導致凱爾薩斯與血精靈叛離聯盟。
此後其部隊一度被德塞洛克控制，在擺脫控制后，加里索斯與希尔瓦娜斯合作，聯合消滅了恐懼魔王在洛丹倫的勢力。但之后被希尔瓦娜斯杀死。

### 珍娜·普勞德摩爾(Jaina Proudmoore)
庫爾提拉斯的王女，海軍上將戴林·普勞德摩爾的女兒。幼時即到魔法王國達拉然學習，肯瑞托的領導人大法師安東尼達斯為其導師。雖然小時候哥哥遭獸人燒死，但在看到在集中營內被俘虜的獸人之後沒有怨恨，反而對他們感到同情。在達拉然學習魔法時曾與洛丹伦王子阿薩斯是戀人，一年後阿薩斯覺得兩人過於年輕並且並未準備好而提出與其分手，但兩人仍保持朋友關係。
第三次戰爭期間，受安東尼達斯的託付前往洛丹伦王國北方察看瘟疫，同時也遇到前男友阿薩斯。但在斯坦索姆前，被仇恨蒙蔽的阿薩斯執意屠城，珍娜與烏瑟的意見沒有被阿薩斯採納，珍娜因為無法看著阿薩斯殺害無辜的人民而離去。爾後珍娜受到守護者麥迪文的指引前往卡利姆多，並在那裡結識索爾領導的獸人，之後與索爾和夜精靈德魯伊瑪法里恩·怒風組成聯軍抵擋燃燒軍團的侵略，成功地消滅了阿克蒙德。
在海加爾山之戰後，珍娜在奥格瑞玛附近建立海港城市塞拉摩並與獸人保持和平。但珍娜的爸爸戴林上將卻在此時突然率領庫爾提拉斯艦隊抵卡利姆多並迅速向獸人開戰，看著自己的爸爸和友人開戰，珍娜選擇幫助索爾擊敗戴林。雖然失去親人，卻繼續維持了奥格瑞玛以及塞拉摩的和平。此後與薩爾通過定期會晤，繼續保持著雙方之間脆弱的和平。
之後珍娜遇上了前任守護者艾格文，並讓她作為珍娜的顧問。爾後她們遇上了競技場三人組：血精靈盜賊瓦莉拉、夜精靈德魯伊布洛·熊皮以及人類鬥士洛戈許。吉安娜幫助洛戈許恢復他的記憶，後來發現洛戈許就是失蹤的瓦里安國王。在這之後遇上了躲避暮光之錘追殺的迦羅娜以及梅里爾與麦德安。後來珍娜提議重組提瑞斯法議會，並邀請各個不同領域的專家加入，之後新議會擊敗了丘加利。
在遠征诺森德期間，珍娜與聯盟領導者瓦里安國王一同活躍于诺森德前線。在冰冠堡垒的最終戰役中，珍娜率領一支小隊伍進入冰冠堡垒的側邊，打通了灵魂洪炉以及萨隆矿坑，在映像大廳中由烏瑟的靈魂得知了巫妖王的秘密，並從巫妖王的追殺中逃脫。
在大災變前夕，安杜因王子被軟禁于鐵爐堡時利用珍娜送的爐石逃脫至塞拉摩向珍娜求助。此時貝恩·血蹄也前來塞拉摩求助于珍娜，珍娜先後幫兩人解決危機。
在大災變期間，由於部落大酋長由卡爾洛斯接替，珍娜與部落之間的關係持續地惡化，導致她也不得不與部落戰鬥，泰半頭髮亦因過度惱慮而變白。在部落使用由聚焦之虹製作的法力炸彈毀滅塞拉摩要塞時，罗宁以犧牲自己為代價將珍娜傳送出塞拉摩，珍娜因此開始仇恨卡爾洛斯領導的部落，甚至試圖製造海嘯來淹沒奥格瑞玛。之後接替身故的罗宁成為繼任達拉然領導者，一開始珍娜也認為達拉然不只是聯盟法師的家，也是部落法師的家所以選擇中立，但后来发现有部落法師背叛達拉然，暗中幫助了卡爾洛斯，所以珍娜聯同罗宁的遺孀凡蕾莎將奪日者勢力逐出達拉然，並與卡雷苟斯成為戀人。
在潘達利亞之霧散去后，珍娜率領肯瑞托的部隊前往雷神之島對抗復活的雷神，並與洛索瑪·塞隆達成一同推翻卡爾洛斯的默契。後與聯盟、熊貓人、部落的領袖及冒險者組成的反抗軍聯合進攻奥格瑞玛，正式擊潰卡爾洛斯，參與卡爾洛斯的審判。8.0版本中，珍娜前往故鄉庫爾提拉斯，請求當地重新加入聯盟陣營，同時經由母親凱瑟琳·普勞德摩爾（Catherine Proudmoore）的寬恕引導，正式面對自己過往造成父親和無辜聯盟民眾犧牲的罪惡感。希瓦娜斯率領軍團縱火燒毀世界樹泰達希爾，導致夜精靈首都達納蘇斯嚴重傷亡後，珍娜現身支援安度因、虛空精靈代表艾蘭里亞、狼人王吉恩‧葛雷邁恩、地精王梅卡托克率軍攻陷羅達隆，協助聯盟代表成功逃離遭希瓦娜斯引爆瘟疫的羅達隆。
暗影國度及相關版本中，與冒險者、盟友們合作解決暗影國度的事件，9.2版本中與冒險者、盟友們在奧利波斯見證仲裁者和泰蘭德對希瓦娜斯的罪行審判，婉拒返回和接管達拉然的請求。

### 卡德加(Khadgar)
來自達拉然的年輕法師，在第一次戰爭期間被導師們派去做為守護者麥迪文的學徒。到後來才發現麥迪文被薩格拉斯附身的事實，後來與迦羅娜以及洛薩對抗瘋狂的麥迪文，但是卡德加卻在戰鬥期間被麥迪文吸走法力以及青春，變成一個普通的老人。之後將劍刺入麥迪文的心臟，讓洛薩有空檔砍下麥迪文的頭顱。之後與洛薩以及暴風城的難民往北方向洛丹伦王國尋求幫助，卡德加的法力也在旅途當中漸漸地恢復。
在第二次戰爭期間對抗來勢洶洶的部落；在圖拉揚擊敗了奧格林之後帶領聯盟軍隊來到已經荒蕪的黑色沼澤，並施展法術將黑暗之門摧毀掉。但是兩年後才發現黑暗之門的裂隙漸漸地擴大，而部落再次建立了黑暗之門並試圖奪取艾澤拉斯的神器來侵略其他的世界。在將部落逼退到黑暗之門後，卡德加成立了聯盟遠征隊並通過了黑暗之門，到達了獸人的家鄉德拉諾。
在攻下了地獄火堡壘後，卡德加、圖拉揚以及艾蘭里亞往北到刀锋山脈追查古爾丹之顱的下落，並與戈魯爾以及食人魔軍團一同對抗死亡之翼以及黑龍軍團。在面對強大的死亡之翼時，卡德加急中生智，施展了閃現術讓死亡之翼的鎧甲脫落以讓他撤退，成功地取得了古爾丹之顱。後來在泰罗卡森林與達納斯等人會合，並前往黑暗神殿取得麥迪文之書。
拿到了麥迪文之書後，看見奈祖奧已進入了傳送門，眾人決定回到黑暗之門旁，讓卡德加施展法術來摧毀黑暗之門。在黑暗之門成功地崩塌，裂隙也完全關閉之後，卡德加在整個星球爆炸前進入了其中一道傳送門。在德拉諾炸裂成外域之後又經由別的傳送門回來，接著跟隨圖拉揚回到荣耀堡。
在圖拉揚失蹤之後，卡德加率領聯盟軍隊對抗入侵的燃燒軍團，在軍隊即將崩潰前，卡德加在心中一直在向聖光祈禱，接著納魯便降臨並協助卡德加擊退燃燒軍團。之後卡德加便與阿達歐學習聖光並成為它的顧問。在新提瑞斯法議會的組成期間，卡德加曾和守备官玛尔拉德傳授麦德安關於聖光的道理。
在平行時空的德拉諾中，為了關閉鋼鐵部落開啟的黑暗之門，卡德加拜託聯盟部落的指揮官（玩家）去把暗影議會三巨頭放出來，但也因為這個決定，導致後來看受者˙蔻達娜的墮落。在這期間卡德加除了不斷調解部落與聯盟的衝突，也暗中與平行時空的古爾丹交手，最終在平行時空的德拉諾獲得勝利，但平行時空線的古爾丹也被阿克蒙德傳送回正常時間線的艾澤拉斯。
在軍臨天下資料片時，卡德加奔波各地，想讓所有的組織聯手對抗燃燒軍團並與六人議會成員將達拉然傳送到破碎群島附近，作為一個戰略要點支援聯軍，在支援夜裔精靈進攻暗夜堡、和聯軍進攻薩格拉斯之墓和阿古斯甚至是最後的萬神殿之戰，卡德加均有參與並最終獲得對燃燒軍團抗戰勝利。
在重返卡拉贊並擊退入侵的燃燒軍團部隊之後，卡德加遇到復活的老師麥迪文，麥迪文讚賞卡德加的能力與永不放棄的精神並說他才是艾澤拉斯真正的「守護者」

### 麥迪文（Medivh）
舊提瑞斯法議會的最後一位守護者，前一任守護者艾格文的兒子，他在出生前就被惡魔之王薩格拉斯所附身。在十四歲那一年，他與萊恩以及洛薩遇上了食人妖，雖然食人妖被擊敗了，麥迪文卻昏了過去。之後他醒了過來，迷迷糊糊地進入他父親埃蘭的房間，當埃蘭碰到他時，艾格文傳給麥迪文的力量覺醒並殺死了埃蘭，而麥迪文之後就昏迷了二十年。
二十年之後，麥迪文醒來並開始執行守護者的工作。但是另一方面，薩格拉斯操縱著他的身體與德拉諾的術士古爾丹溝通，兩人合力創造了黑暗之門，讓獸人入侵艾澤拉斯並爆發了第一次戰爭。之後在卡拉贊的戰鬥中，麥迪文被洛薩以及學徒卡德加所擊敗。
在第三次戰爭前夕，麥迪文被他的母親艾格文利用僅存的法力復活，並真正地開始執行守護者的責任。他引導索爾以及珍娜到卡利姆多，並讓他們與夜精靈結盟，成功地將阿克蒙德消滅。在海加爾山之戰結束後，他便卸下守護者的職務，並失去了蹤影。在新提瑞斯法議會的組成期間，麥迪文的幻影曾出現在卡拉贊並與麦德安談過話。
在軍臨天下資料片中，麥迪文會出現在「重返卡拉贊」的副本中，麥迪文對卡德加表示在他的心目中，卡德加是真正的艾澤拉斯「守護者」，隨後又消失在時空亂流之中。

### 梅里爾·魔風（Meryl Felstorm）
人類法師，為提瑞斯法議會的成員，本姓冬風暴(Winterstorm)。
過去曾參與食人妖戰爭，卻在戰場上受到致命傷，因此不得已用秘術強迫讓自己的靈魂附在肉體上，成為活屍。
後來梅里爾在經歷第一次獸人戰爭，與提瑞斯法議會遭薩格拉斯附身的麥迪文消滅後，被迦羅娜請求照顧他的兒子麥德安。數年後，麥德安目擊自己的母親被暮光之錘教徒綁架，而開始追尋她的蹤跡，梅里爾緊跟著追上去，卻因為天譴軍團派軍在各地肆虐而跟丟了他。擊退天譴軍團後，梅里爾才得知麥德安也遭暮光之錘抓走並送往安其拉帝國，準備用來復活克蘇恩，隨後他與瓦莉拉聯手救出了麥德安，但丘加利卻突然趕到擊倒了他，危急時瓦莉拉以體內惡魔的力量抵擋丘加利，三人才得以逃脫。
事後梅里爾才驚覺附身在瓦莉拉身上的惡魔，竟是數個世紀前被他所放逐的恐懼魔王凱斯拉納提爾（Kathra'natir），為了救瓦莉拉，他將凱斯拉納提爾轉移至自己的體內。但在與新提瑞斯法議會對抗暮光之錘的過程中，梅里爾越來越無法壓抑惡魔，最後凱斯拉納提爾趁著梅里爾不注意之時逃出他的體外並吸光了血精靈員達琳妮雅·怒痕的生命力。意識到自身危險的梅里爾，選擇了離開新提瑞斯法議會，尋找永久監禁凱斯拉納提爾，並改姓魔風，作為自己墮落的標記。
《軍臨天下》中，恐懼魔王凱斯拉納提爾重獲自由，並於達拉然大肆破壞，後被擊敗。

### 羅甯（Rhonin）
卡薩斯的學徒，曾在第二次戰爭過後被他指派去拯救紅龍女王阿莱克斯塔萨並摧毀了惡魔之魂，在任務當中與高等精靈遊俠兼風行者三姐妹的小妹凡蕾莎·風行者相戀。
第三次戰爭後被青銅龍王諾茲多姆送回一萬年前的上古之戰，與卡薩斯以及獸人戰士布洛希加去修正時間線，在戰爭期間曾收伊利丹·怒風為學生。
在燃燒的遠征結束後，協助進行達拉然的重建工作，重建期間因為擔心凡蕾莎也一路跟到了格瑞姆巴托，在那裡和眾人一起對抗希奈丝特拉以及第一個完全體暮光龍——達貢納克斯，然而卻完全對付不了能夠切換空間以及吸收能量的達貢納克斯，最後達貢納克斯因為自己製造的撕裂力場而死；在達拉然重建完畢之後，大法師安斯雷姆·鲁因维沃尔將達拉然領導者的位置交給了他，並成為新六人議會的成員。
在遠征诺森德期間，將達拉然移至晶歌森林以處理魔枢之戰的事務。後來協助布萊恩·銅鬚發射星球的安全代號，以阻止泰坦萬神殿進行星球重塑的動作。
在部落突襲塞拉摩時為了保護珍娜等人而死。過身後留下凡蕾莎及尚未成年的兩名雙胞胎兒子，他的死去也成為凡蕾莎与珍娜·普勞德摩爾仇視部落、在聖鐘事件後驱逐达拉然的夺日者势力和参与了围攻奥格瑞玛的战斗的導火線。

### 莎莉·怀特迈恩（Sally Whitemane）
《魔兽世界》5人副本“血色修道院”的登场人物。为亚历山德罗斯·莫格莱尼的养女，原本是灰烬使者手下一名圣騎士的女儿。怀特迈恩从小受到诸多前辈的教导成为一名优秀的牧师，作为牧师的怀特迈恩信仰圣光，在血色修道院担任血色十字军大检察官。非常痛恨亡灵天灾。
她和雷诺·莫格莱尼是青梅竹马的童年玩伴，彼此相互爱慕。在养父亚历山德罗斯·莫格莱尼被杀害后，善良温柔的怀特迈恩变得极度疯狂。
最终被莉莉安·沃斯在大教堂用圣化的长剑杀死了怀特迈恩。
在7.0軍團再臨資料片中怀特迈恩被黯刃騎士團的死亡領主（冒險者）在新任巫妖王（伯爾瓦˙弗塔根）的指引下复活为新天启四骑士之一，想藉由她強大的心靈力量來連結四騎士的靈魂。

### 提里奧·弗丁（Tirion Fordring）
是第一批受洗的白銀之手騎士團的五位聖騎士之一，在第二次戰爭中對抗部落，是壁爐谷的領主。在戰爭結束後，偶然遇到了隱居的獸人戰士伊崔格，雖然一開始兩人大打出手，但是後來才互相了解到彼此沒有惡意並成為了好友。後來伊崔格被追來的聯盟軍隊抓走並準備被處決，但是提里奧卻偷偷地將他放走，而他也從騎士團中被除名並以叛國罪判決而被放逐。
在第三次戰爭後得知了烏瑟之死以及騎士團的瓦解，持續地在索多里爾河對抗來襲的天譴軍。之後接受了冒險者的幫助，決定重組騎士團並想要把他的兒子泰蘭拉攏到銀色黎明，但是泰蘭卻在路途中被血色十字軍突襲而死。
重新回到了銀色黎明之後，提里奧得知達里安·莫格萊尼率領一小群人進入納克薩瑪斯並遇到了已故的聖騎士亞歷山卓斯·莫格萊尼，達里安為了拯救他的父親而殺死了他的肉身以解放他的靈魂，之後再用被污染的聖劍灰燼使者自刎，然而卻成為了克尔苏加德以及天譴軍的一名死亡騎士。
在阿薩斯甦醒之後，率領以達里安為首的死亡騎士團進攻聖光之願禮拜堂，在天譴軍團敗退之後提里奧才走出來並對達里安訓話並告知阿薩斯只是將他們當作送死的棋子。之後阿薩斯出現並擊退了在場的所有聖騎士，在提里奧頻死之際，達里安才將手中的灰燼使者丟向提里奧，結果一到他的手中灰燼使者就被淨化了，提里奧便以灰燼使者擊退了阿薩斯。之後便將銀色黎明重組成銀色十字軍並準備遠征诺森德的工作。
在遠征诺森德期間，提里奧以及達里安在冰冠冰川處理對抗天譴軍團的事務，除了攻下十字軍之巔外還籌辦了十字军的试炼，為了訓練對抗巫妖王的勇士們。之後攻破了冰冠堡垒的大門並持續地往冰封王座推進，最後與勇士們以及泰瑞納斯之靈一起擊敗了阿薩斯。
在大災變期間，提里奧回到了壁爐谷並開始訓練新一代的白銀之手聖騎士並準備淨化西瘟疫之地。由於希尔瓦娜斯的因素，他們也同時進行著反瘟疫的煉金術研究。
在军团再临中，提里奥·弗丁中了燃燒軍團佈下的陷阱，在重傷之餘把灰燼使者託付給新任的大領主（玩家）後陣亡，遺體被帶回聖光之願禮拜堂。

### 圖拉揚（Turalyon）
是第一批受洗的白銀之手騎士團的五位聖騎士之一，也是安杜因·洛薩的副官。原本是一位牧師，也是阿隆索斯·法奧的學生。在第二次戰爭期間對抗部落，並與高等精靈遊俠艾蘭里亞·風行者相戀。
在黑石山的部落基地中，因為與奧格林的談判失和而產生流血衝突，在洛薩被擊殺之後，圖拉揚拾起了他的斷劍並擊倒了奧格林，讓聯盟獲得了第二次戰爭的勝利。之後與卡德加等人一起來到詛咒之地，並看著獸人逃回德拉諾以及卡德加摧毀黑暗之門。在戰爭結束後自稱聯盟的軍隊為洛薩之子。
兩年後，卡德加才召開緊急會議，說明黑暗之門仍然有著微小的裂隙並不斷地擴大，之後圖拉揚便組成了聯盟遠征軍，與洛薩之子成員一起遠征到德拉諾與奈祖奧對抗。在擊潰了地獄火堡壘的防禦之後與達納斯兵分兩路；達納斯以及庫德蘭往南追擊奈祖奧，而圖拉揚、卡德加以及艾蘭里亞則往北追蹤古爾丹之顱。
圖拉揚等人到了刀锋山脈後與戈魯爾接觸，並一同對抗死亡之翼與他的黑龍軍團，在死亡之翼因為卡德加施展的閃現術擊退後成功地取得古爾丹之顱，並立即往南到影月谷與達納斯會合。在到達黑暗神殿之後，圖拉揚與死亡騎士泰朗·血魔對決，並將血魔的肉體摧毀，讓他的靈魂徘徊於影月谷。
在奈祖奧開啟眾多傳送門並進入其中一扇之後，眾人立刻返回黑暗之門，圖拉揚等人掩護卡德加完成法術，成功地將黑暗之門摧毀。在德拉諾爆炸之前，圖拉揚與艾蘭里亞等人先行進入了其中一扇傳送門，躲開了毀滅性的衝擊，並在星球炸裂開來之後返回到原地，之後率領眾人回到荣耀堡。
在黑暗之門重新開啟之後與艾蘭里亞一樣下落不明。
在軍團再臨時，圖拉揚等人的聖光軍團把聖光之母：「瑟拉」的核心從阿古斯送往艾澤拉斯求援。在等到來自艾澤拉斯的援軍後與燃燒軍團決戰，大勝而歸。
9.2版本中與冒險者、盟友們在奧利波斯見證仲裁者和泰蘭德對希瓦娜斯的罪行審判，代表聯盟與部落簽訂停戰協議，被安度因委任命為暴風城的攝政王，協助治理國家和領導聯盟。

### 烏瑟·光明使者（Uther The Lightbringer）
白銀之手騎士團的第一批聖騎士之一，是第一位受洗的聖騎士，也是騎士團的領導者，在第二次戰爭期間對抗着部落。戰爭結束後，他便成為了阿薩斯的聖騎士導師。由於他對聖光的虔誠以及堅定讓他獲得了「光明使者」的稱號。
在第三次戰爭期間，曾與阿薩斯以及珍娜爭論斯坦索姆的瘟疫爆發事件。然而阿薩斯卻聽不進兩人的勸告，甚至解除了烏瑟的聖騎士資格。然而烏瑟離開之後便向洛丹伦國王泰瑞納斯回報，並派信使前往诺森德，要求阿薩斯的軍隊立刻回國。然而阿薩斯把所有的船全部燒了，便留下來對抗天譴軍團。
在阿薩斯回國並摧毀了洛丹伦之後，便接到命令要用泰瑞納斯的骨灰罈來裝克尔苏加德的屍體，而骨灰罈是被烏瑟保管著。阿薩斯擊潰了殘存的騎士團並與烏瑟決鬥，雖然烏瑟的聖光之力以強大的力量壓制住阿薩斯，然而烏瑟最後還是戰死了。乌瑟尔最后被葬在西瘟疫之地的安多哈尔。
在遠征诺森德期間，烏瑟的靈魂從霜之哀傷跑出來並對珍娜以及希尔瓦娜斯說出巫妖王的秘密。
《暗影之境》資料片時，烏瑟因為生前助人為樂的精神，死後靈魂被分配至死後世界「暗影之境」的「昇靈堡」區域和琪拉安族共同生活，被「昇靈堡」的晉升者德沃絲發現靈魂被霜之哀傷創傷的事實後，獲得德沃絲提拔變成晉升者的一員，將阿薩斯的靈魂投入暗影之境最底部的淵喉。後續由於冒險者、盟友們的行動，對於自己和阿薩斯的經歷和決策作出省思，引領希尔瓦娜斯整合靈魂和理解後者所作的行為，加入解決淵喉事件的行動。9.2版本與冒險者、盟友們在奧利波斯見證仲裁者、泰蘭德對希尔瓦娜斯的審判，體認人心隱藏的黑暗面影響力與理解、同情的重要性。

### 瓦里安·烏瑞恩（Varian Wrynn）
暴風王國的國王。在第一次戰爭期間親眼目睹到父親萊恩王被暗殺，從此就對獸人極度仇恨。在第一次戰爭期間跟著洛薩到北方的羅德隆王國尋求幫助，在那裡也結識了好友阿薩斯。第二次戰爭結束之後，他便回到南方的暴風城登基為王，並進行城市的重建工作。
第三次戰爭結束之後，他接受珍娜的提議與當時的部落大酋長索爾簽訂和平條約。但是在前往塞拉摩的途中被奧妮克希亞抓走，並被黑魔法影響而分裂成兩個人。一個被帶回暴風城，另一個則隨著海流漂流到了杜洛塔並失去了記憶。漂流到杜洛塔時，被獸人薩滿雷加·地怒看上並把他強押到自己的競技場隊伍中。
之後由於競技場的連續勝利，他被眾人封上了「洛戈許」的稱號。之後便與他的另外兩位競技場隊友——瓦莉拉以及布洛逃亡，開始展開他的記憶追尋之旅。之後他成功到了塞拉摩並讓珍娜恢復了他的記憶，便搭着船到達溼地的米奈希爾港，準備往南前往暴風城。中途與矮人合作，前往黑石山救出被俘虜的暴風城元帥雷吉納德·溫德索爾。
到達暴風城後，眾人與另一個瓦里安會合，並揭穿了奧妮克希亞的真面目。之後奧妮克希亞把瓦里安的兒子安杜因抓走，兩個人格便開始合作，前往她在塵泥沼澤的巢穴，珍娜也送了這兩人各一把夜精靈寶劍。攻入奧妮克希亞的巢穴之後，她的黑魔法擊中了瓦里安，結果兩個人格合而為一，瓦里安獲得了雙倍的力量並結束了奧妮克希亞的生命。
在《巫妖王之怒》期間，由於天譴之門戰役中部落的叛變，讓大多數的聯盟軍隊以及指揮官伯瓦爾·弗塔根死亡，瓦里安便帶著聯盟軍隊以及兩位競技場戰友進攻幽暗城，想要將敵人消滅掉並把洛丹伦重新納入聯盟的版圖之中，然而最後與索爾對峙時卻被珍娜冰凍並被帶回了暴風城。之後也參與了寒冰皇冠的戰役。
在北裂境的戰鬥結束之後，全艾澤拉斯的生物所面臨的是薩維斯引發的夢魘之戰，由於瓦里安喝下特殊的藥劑而沒有身陷惡夢之中，而在戰鬥之後終於與部落簽訂了和平條約。但是後來的元素入侵讓艾澤拉斯發生了許多重大事件，新的部落大酋長卡爾洛斯破壞了和平條約並對聯盟全面宣戰。接著是茉艾拉帶著黑鐵矮人返回卡茲莫丹王國，由於一連串的誤會讓瓦里安出動了軍情七處的刺客。誤會解除後，瓦里安便提議讓三族矮人代表組成三鎚議會，一同統治矮人王國。後與聯盟、熊貓人、部落的領袖及冒險者組成的反抗軍聯合進攻奥格瑪，正式擊潰卡爾洛斯。
在《軍臨天下》率领暴風城軍隊一同參與破碎海岸战役，意圖驅逐燃燒軍團，但最終死於古爾丹之手。瓦里安逝世後，安度因繼位成為暴風王國繼任國王。《暗影之境》的後續版本中，瓦利安和薩魯法爾的靈魂於安杜因取得前巫妖王阿薩斯持有的遺劍「霜之哀傷」、險遭阿薩斯殘存其中的靈魂控制時，現身協助安杜因破壞「霜之哀傷」擺脫典獄長和阿薩斯的控制。

## 獸人

### 阿格拉（Aggra）
獸人霜狼氏族的女性薩滿，一直與祖母蓋亞一起居住於納葛蘭。在大災變期間，索爾回到外域學習薩滿之道，阿格拉被蓋亞派去指導索爾，阿格拉在與索爾相處過程中成為戀人。在索爾完成試煉后，阿格拉與索爾一起回到艾澤拉斯，拯救飽受傷害的世界。
之後在海加爾山的會議上，索爾被火焰德魯伊范達爾·鹿盔襲擊，靈魂被分成四個部份並放逐到各個元素位面內。阿格拉前往元素位面，在冒險者和各地的元素的幫助下尋回索爾的靈魂，使得索爾恢復原狀。在死亡之翼被徹底擊敗后，雅立史卓莎暗示阿格拉已經懷孕。
在潘達利亞之霧散去后，阿格拉與索爾的孩子已經出生。

### 布洛克斯希加·薩魯法爾(Broxigar Saurfang)
通稱布洛克斯（Brox），黑石氏族獸人戰士，瓦洛克·薩魯法爾的哥哥。曾參加海加爾山之戰，并成為索爾酋長的保鏢。後在一次任務中，意外被傳送回一萬年前的卡林多，並作為反抗軍的一員參與上古之戰。塞納留斯和瑪法里恩為他鑄造了一把橡木之斧。
在上古之戰的最後關頭，爲了給盟友爭取時間，布洛克斯穿過永恆之井的傳送門，孤身斬殺燃燒軍團的侵略軍，獨自面對黑暗泰坦薩格拉斯，並且成功對他造成了傷害。雖然只是一道淺淺的傷口，作為神的薩格拉斯依然被其所影響，沒能及時穿過崩潰的傳送門。(布洛克斯阻止了艾澤拉斯的毀滅，也因此而戰死。他的戰斧被考雷斯塔茲送回了一萬年後的奧格瑪。)

### 德拉諾斯·薩魯法爾（Dranosh Saurfang）
又稱小薩魯法爾，瓦洛克·薩魯法爾之子。在出生後被留在納葛蘭的長老處寄養長大。在《燃燒的遠征》期間，與其他瑪格哈獸人一起回歸部落。
在遠征北裂境期間，作為部落遠征軍的將領一起前往北裂境進攻天譴軍團。在天譴之門一戰中，率領部落軍隊與伯瓦爾·弗塔根率領的聯盟軍隊一起對抗巫妖王親自率領的天譴軍團，並在此役中陣亡。
此後被巫妖王復活成為死亡騎士。在進攻寒冰皇冠的最終戰役中被聯軍擊殺，靈魂獲得解脫。

### 德雷克塔爾（Drek'thar）
霜狼獸人的長老薩滿，現任的霜狼氏族領導者。曾因為古爾丹的關係而加入術士的訓練，第一次戰爭期間就被放逐，與整個霜狼氏族到北邊的奧特蘭克山脈內隱居。在當時的霜狼酋長杜洛坦被暗殺之後，德雷克塔爾成為霜狼氏族的領導者。
在第二次戰爭過後，從敦霍爾德逃出來的索爾遇到了霜狼氏族。德雷克塔爾將索爾訓練成薩滿，讓獸人的薩滿文化再次被發揚光大。在索爾、葛羅以及奧格林集結戰歌獸人與霜狼獸人後，德雷克塔爾加入了他們解放集中營的行動。
在第三次戰爭後幫助雷克薩調查雷霆蜥蜴暴怒的源頭，發現是海軍上將戴林·普勞德摩爾所為。之後由於雷矛矮人的部隊進駐奧特蘭克山谷，德雷克塔爾親自坐鎮霜狼堡壘內與其爭鬥。
大災變前夕，德雷克塔爾曾作出多个預言，但未被重視。

### 杜洛坦（Durotan）
霜狼氏族的酋長。首先懷疑古爾丹和惡魔有背信的交易，當他試圖阻止時，被古爾丹放逐出部落。
第一次戰爭末期，杜洛坦拜會了他的舊友奧格林·末日鎚，告知他古爾丹的背叛。奧格林發誓古爾丹將會受到懲罰，並派了一名護衛為杜洛坦送行。但這名護衛勾结古爾丹的刺客殺死了杜洛坦夫婦后自己也被滅口，只有杜洛坦尚未命名的兒子倖免於難。
杜洛坦的孩子就是後來的大酋長索爾。索爾最終將獸人定居的地方命名為“杜洛塔”，以此紀念他的父親。

### 伊崔格（Eitrigg）
部落大酋長索爾的顧問，曾參與過第一次與第二次戰爭。在第二次戰爭期間，由於兩個兒子的死亡以及古爾丹的背叛，使得他脫離了部落，在羅德隆的境內隱居。偶然結識了聖騎士元老提里奧·弗丁，並成為了生死之交的好友。後來伊崔格被追來的聯盟軍隊抓走並準備被處決，但是提里奧卻偷偷地將他放走。在這之後，他也加入了索爾建立的新部落。
在遠征北裂境期間，他在祖爾德拉克與大地之環、塞納里奧議會、聖光兄弟會以及白銀十字軍一起研究神秘的薩隆邪鐵礦石，然而最後只研究出聖光碰到薩隆邪鐵礦石會產生劇烈的爆炸。
在大災變期間，他與第三個兒子阿里歐克一起在黑石山對抗黑暗部落。
之後在遠征北裂境時，三子阿里歐克為了掩護玩家不被基爾羅格的血窟氏族追擊，自願受血魔法洗禮變成狂戰士阻撓基爾羅格•死眼。

### 迦羅娜·半血（Garona Halforcen）
半獸人半德萊尼刺客，從小被術士古爾丹扶養長大。在第一次戰爭期間被派去卡拉贊做密探，結果與守護者麥迪文產生感情，兩人生了一子麦德安。後來與卡德加以及洛薩等人對抗麥迪文，結果她被麥迪文下咒，被迫刺殺了萊恩王。在萊恩王死後，迦羅娜被奧格林·末日鎚抓起來拷問暗影議會的下落。接著便一個人逃走、隱居，臨走前將麦德安交給前提瑞斯法議會成員梅里爾·冬風暴扶養。
第三次戰爭後，迦羅娜被暮光之鎚控制住，並計劃刺殺瓦里安；然而最後失敗，還被監禁了起來，不過隨即就被她的舅舅瑪拉德放出來。之後在安其拉的戰鬥中，與新提瑞斯法議會一起對抗暮光之鎚以及丘加利。在丘加利被壓倒之後，與梅里爾·冬風暴兩人一起出外獵殺暮光之鎚的成員。
在大災變期間，迦羅娜尋求龍喉氏族的幫助以對抗丘加利。
在軍臨天下資料片中，迦羅娜加入了以刺客、盜賊和海盜組成的秘密組織「無冕者」並協助玩家獲得她曾經擁有的匕首「王禍」，說是這對匕首對她來說是極為痛苦的回憶，於是託付給玩家。

### 卡爾洛斯·地獄吼（Garrosh Hellscream）
獸人英雄葛羅的兒子，是一位未受惡魔污染的玛格哈獸人，由於在年輕時生了一場大病，所以沒有加入部落的軍隊。待在德拉諾時，知曉他的父親是第一位喝下惡魔之血的獸人而將大家帶向墮落之路，從此以他的父親為恥。直到黑暗之門再次被開啟後，索爾向卡爾洛斯顯現葛羅與瑪諾洛斯戰鬥的幻像，讓他知道他的父親是一位大英雄，之後就以他的父親為榮。
但是這樣的行為讓卡爾洛斯越來越傲慢無理，甚至在奥格瑞玛與索爾決鬥爭奪大酋長的位置，然而決鬥還沒結束就被突然襲來的天譴軍打斷，之後卡爾洛斯就與瓦洛克·薩魯法爾遠征诺森德，擔任北风凍原的戰鬥指揮官。之後多次與聯盟的領導者瓦里安國王發生衝突。在冰冠城塞的最終戰役中，卡爾洛斯作為部落的最高指揮官參戰。
在巫妖王殞落且夢魘之戰結束後，他就與大部分的戰士一起從诺森德歸來，歸來之後索爾就給了他葛羅的武器——血吼之斧。然而，元素與大地正處於混亂狀態，索爾暫時離去并把大酋長的位置給了卡爾洛斯。之後由於暮光之鎚的擾亂行動，讓牛頭人酋長凱恩對卡爾洛斯有著極大的誤會，兩人爆發了衝突並進行爭奪大酋長位置的決鬥。
雖然卡爾洛斯處於下風，但是他不知道他的武器被恐怖圖騰的薩滿玛加萨下了毒，毒藥讓凱恩失去了戰鬥能力，卡爾洛斯因此殺死了凱恩，直到後來伊崔格的訓斥才讓他了解事情的原委。
在大災變期間，爲了爭奪資源而與聯盟展開全面戰爭。他率領軍隊前往暮光高地並想要與龍喉氏族結盟，由於他沒有經過思考的決定，導致暮光之鎚在中途就攔截毫無防備的哥布林飛船，卡爾洛斯也就此落海，但是隨後又被救起並任命龍喉的年輕女戰士扎伊拉擔任龍喉獸人的領導者。此後親自率軍在灰谷與聯盟交戰，但被瓦里安、泰蘭妲和吉恩·葛雷邁恩率領的聯盟軍隊擊敗。
在潘達利亞之霧散去后，率領部落軍隊在卡桑琅丛林登陸，繼續與聯盟爭奪潘達利亞。由於一系列不得人心的政策，沃金、貝恩·血蹄和洛索瑪·塞隆都意圖推翻卡爾洛斯。卡爾洛斯試圖利用圣鐘的力量控制煞能，但計劃被安杜因·烏瑞恩阻止。最後在奥格瑞玛被聯盟、熊貓人、部落的領袖及冒險者組成的反抗軍正式擊潰。其後在白虎寺接受審判期間險些服用希尔瓦娜斯和凡蕾莎投毒的餐餚，但被安杜因·烏瑞恩及時制止，於審判尾聲表示自己對於所做過的事毫無悔意，被青铜龙凯诺兹救往另一條時間線的德拉諾。及後在遠征德拉諾的期間，卡爾洛斯告知平行時空的葛羅不可以喝下惡魔之血，那將會使整個獸人種族腐化，同時也用从黑索公司带回的科技促使鋼鐵部落的興起，最終在元素王座與索爾決鬥而被殺死。
《暗影之境》改版中，卡爾洛斯死後的靈魂墜入死後世界「暗影之境」裡專門收容傲慢自大靈魂的「瑞文崔斯」地區，被當地的汎希爾族囚禁折磨作為靈魄提取的容器。

### 葛羅瑪許·地獄吼（Grommash Hellscream）
通稱葛羅（Grom），戰歌獸人的酋長，是帶頭喝下惡魔之血的獸人。在第二次戰爭後一年，葛羅被當時的大酋長奈祖奧命令看守艾澤拉斯這邊的黑暗之門，卻不知道奈祖奧已經把他們當作棄子。在黑暗之門崩塌後，便帶領著族人躲避聯盟的追殺。多年之後遇到逃出敦霍爾德的薩爾，便成為好友，並成功地解放了集中營內的獸人戰俘。
在第三次戰爭期間，葛羅與索爾一起西渡至卡利姆多，并被索爾任命建立新據點，卻與捍衛森林的夜精靈起了衝突。由於夜精靈有強大的半神塞納留斯的幫助，葛羅再次喝下惡魔之血，成為魔獄獸人並殺死了塞納留斯。爾後由索爾以及珍娜協助淨化身心，並與索爾進入屠魔峡谷與深淵領主的領導者瑪諾洛斯戰鬥，最後葛羅與瑪諾洛斯同歸於盡，解除了獸人長年來所受到的惡魔之血詛咒。

### 古爾丹（Gul'dan）
原本是奈祖奧的徒弟，在基爾加丹與奈祖奧協議失敗後將目標轉向古爾丹，他為了力量而拋棄了薩滿的教義，開始學習術士的黑暗法術。接著為了讓獸人無法與元素們溝通而在影月谷施展了毀滅密碼法術，將獸人與元素之間的連結切斷，並謊稱是元素拋棄了他們，讓各個氏族的薩滿開始投入術士的訓練。之後將各個氏族聯合起來組成了部落，將德萊尼一族消滅至失去蹤跡，另外還將為世仇的食人魔們納入部落中，並創造了第一個雙頭食人魔——丘加利。此外還創立暗影議會，并把迦羅娜當作議會的專屬刺客。
然後古爾丹與被附身的麥迪文溝通，兩人合力創造了黑暗之門，讓部落對艾澤拉斯展開第一次的入侵。在第一次戰爭末期派刺客去刺殺被流放的杜洛坦，讓奧格林勃然大怒，將大酋長黑手殺死並殺光了暗影議會的術士，惟獨古爾丹向他下跪才免於一死。在第一次戰爭結束後，將術士泰朗·血魔的靈魂封入已死的暴風城騎士的屍體內，創造了第一個死亡騎士。
之後在第二次戰爭期間，古爾丹竊取了奎爾薩拉斯王國境內的符文石，打造了三個風暴祭壇，並在上面施展法術創造了雙頭食人魔法師。爾後在部落攻打洛丹伦的期間，古爾丹與丘加利背叛了部落並航行到了破碎群島的薩格拉斯之墓，古爾丹與他的風暴掠奪者術士進入了陵墓內，但是卻被裡面的惡魔看守者所殺死。
古爾丹即使是在死後仍然擁有無比的影響力，他的頭顱曾被用來關閉黑暗之門，以及用來腐化費伍德森林。
在平行時空的德拉諾中，因為卡爾洛斯酋長的阻止下，使獸人喝下惡魔之血的計劃失敗被俘虜，不久後和親信們逃出並且伺機而動，在鋼鐵部落的接連戰敗下奪取其控制權，使基爾羅格為首的獸人喝下惡魔之血。之後召喚#阿克蒙德來到德拉諾，但被聯盟、部落和德拉諾反抗軍聯手擊敗，#阿克蒙德在被擊敗前，把平行時空線的古爾丹傳送到正常時空線的艾澤拉斯，藉由惡魔之力和正常時空線的古爾丹之顱的連結下，想利用伊力丹的遺體讓薩格拉斯降臨在艾澤拉斯。古爾丹召喚惡魔大軍至破碎群島，擊敗部落與聯盟聯軍並用處決式的方式殺死了暴風城國王瓦里安，最後在暗夜堡之戰時，古爾丹復活薩格拉斯的計畫被冒險者、聯盟、部落與夜落反抗軍所組成的聯軍破壞，最後被復活的伊利丹用古爾丹殺死瓦里安的方式所殺死。

### 基爾羅格·死眼(Kilrogg Deadeye)
血窟氏族的酋長，在第二次戰爭結束時沒能回到德拉諾而在艾澤拉斯流浪，直到黑暗之門再次被開啟才返鄉。基爾羅格與他的血窟族人由於人數稀少，擔任大酋長奈祖奧的精英護衛隊。
在被聯盟軍隊追進奥金顿的時候，基爾羅格為了拖延時間讓奈祖奧能夠及時傳送到黑暗神殿，而與達納斯·托爾貝恩決鬥。然而最後基爾羅格卻被達納斯給擊殺。

### 麦德安（Med'an）
前守護者麥迪文以及半獸人刺客迦羅娜的兒子，留著人類、獸人以及德萊尼的血，在迦羅娜成功刺殺萊恩王後便把麦德安生了下來，並把他交給了舊提瑞斯法議會的不死族法師梅里爾·冬風暴扶養長大，麦德安就被梅里訓練成法師。
在奧妮克希亞死後的某個晚上，麦德安與梅里突然被一群暮光之槌的教徒襲擊，後來迦羅娜突然現身並幫助他們逃跑，後來才得知迦羅娜是他的母親且被暮光之槌的食人魔法師丘加利控制住，並前往塞拉摩準備刺殺瓦里安王。麦德安知道這件事後便騎乘一隻吸血蝙蝠並前往塞拉摩。
麦德安到達後，迦羅娜以及暮光之鎚的成員已經和聯盟與部落等人起了衝突，暮光之鎚突襲失敗後把麦德安抓走，而迦羅娜則被留了下來當俘虜，但是沒過多久便被守备官玛尔拉德救出並回到暮光之鎚作臥底。麦德安被抓到已經荒廢的安其拉帝國，並被丘加利放到上古之神克蘇恩的屍體上，讓麦德安飽受精神攻擊之苦。後來麦德安才被潛入安其拉的梅里與瓦莉拉·萨古纳尔以及瓦莉拉体内寄居的恐惧魔王凯斯拉纳提尔救出。麦德安被救出後仍然持續地被上古之神的低語所折磨，直到玛尔拉德利用聖光安撫才漸漸改善。而凯斯拉纳提尔的宿主則轉移到了梅里身上。
在了解暮光之鎚的嚴重性後，珍娜提議要重組提瑞斯法議會，但是由於藍龍王瑪里苟斯準備發動魔枢之戰並吸取著艾澤拉斯各地的奧術能量，因此需要奧術能量以外的力量協助才能發揮守護者的力量。也因為這樣，大德魯伊哈缪爾·符文圖騰、薩滿雷加·地怒以及牧師洛漢等人都同意加入新提瑞斯法議會。就在那一晚，麦德安與麥迪文的幻影會面並被告知前往卡拉贊尋找答案，並得知了艾格文是他的奶奶。
在麦德安跟著玛尔拉德前往外域向卡德加指教聖光的回途中，麦德安向玛尔拉德告知要晚點回去而去了卡拉贊。麥迪文的幻影將他帶到西洋棋房並述說著麥迪文的故事，說完後棋子從第一次戰爭的內容變成了丘加利以及元素軍團，麦德安最後選擇了要與丘加利決一死戰。
當麦德安回到塞拉摩後，元素軍團正攻擊着塞拉摩，藉著新成員的幫助以及麦德安的力量，元素通通被打退。接著梅里秘密地傳送到安其拉並告知迦羅娜必須找到守護者之杖埃提耶什的杖尾以重組埃提耶什。后梅里將議會成員們傳送到扭曲虛空，並向麦德安傳輸法力以便對抗丘加利。這時候丘加利卻獲得了上古之神的祝福而使得威力大幅增強。
這時候迦羅娜成功地在克蘇恩的體內找到了杖尾，但是這時候麦德安與丘加利的戰火波即到了整個安其拉，且凯斯拉纳提尔趁着梅里不注意之時逃出他的體外並吸光了其中一位成員達琳妮雅的生命力，麦德安的力量也下降了許多。這時候瓦莉拉協助迦羅娜運送杖尾給麦德安以重組法杖，而艾格文也將自己的生命力轉化成法力傳輸給麦德安，獲得了守護者之杖的力量以及奶奶的犧牲，麦德安以壓倒性的法力擊毀了安其拉帝國的城牆，將丘加利壓垮在下面。而凯斯拉纳提尔則再次回到了梅里的體內。
在這場戰鬥結束後，迦羅娜以及梅里一同離去獵殺暮光之鎚，而艾格文則被葬在卡拉贊旁，這場戰鬥也就此告一段落。之後麦德安便向玛尔拉德學習聖光。

### 納茲格雷爾（Nazgrel）
前任大酋長索爾的顧問，是傳奇獸人戰士卡斯拉克尔的後代，曾經幫助雷克薩完成他的任務。
在黑暗之門重新開啟後，他在地獄火半島建立了部落的第一個前線基地：索爾瑪，同時也擔任這次遠征的指揮官。

### 奈祖奧（Ner'zhul）
原是影月獸人的領導者兼長老薩滿，也是所有獸人社會上最受愛戴的人。在一次與靈魂溝通的期間，從他已故的妻子露爾坎的靈魂得知，德萊尼們想要攻擊獸人。之後與德萊尼們全面爆發衝突，並把德萊尼們消滅殆盡，後來才發覺被基爾加丹所欺騙，就此在影月谷中隱居。
第二次戰爭之後，部落在艾澤拉斯敗退並退回到了德拉諾。死亡騎士泰朗·血魔拜訪奈祖奧並告知他計畫帶人民到更美好的世界去，由此展開了到艾澤拉斯奪取神器的任務，奈祖奧也重新被推舉為部落大酋長。原本他持有徒弟古爾丹的頭顱，後來被死亡之翼拿走。
奪取完必要的神器之後，奈祖奧一行人便向黑暗神殿移動以完成儀式，後來奈祖奧在德拉諾打開了數以萬計的傳送門，而自己進到了其中一扇門中。德拉諾因為撐不住如此大的壓力就爆炸了，成為現今的外域。而奈祖奧通過之後遇到的不是更美好的世界，而是憤怒的基爾加丹。基爾加丹將他的靈魂束縛住並消滅他的肉體，將他與扭曲虛空的暗影冰晶以及符文劍霜之哀傷結合起來並丟到艾澤拉斯的诺森德，要他製造可以替燃燒軍團作戰的士兵。奈祖奧就這樣成為了第一任巫妖王。
奈祖奧利用瘟疫以及死靈法術創造出了天譴軍團，並征服了大部分的诺森德。之後更拉攏克尔苏加德以及阿薩斯等人為他效命。之後他背叛了基爾加丹，並感應到伊利丹已前往冰封王座要來消滅他。後來伊利丹被阿薩斯擊敗，而阿薩斯則登上了冰封王座，並戴上了頭盔，與奈祖奧合為一體，就此沉睡了五年。
在這五年間，奈祖奧、阿薩斯與米希阿斯不斷地對抗，最後米希阿斯與奈祖奧被阿薩斯用劍刺穿，離開了阿薩斯的心智。奈祖奧目前下落不明，極有可能是利用他生前的神器寶珠附在牛頭人死亡騎士塔拉格·高山的體內。

### 奧格林·末日鎚（Orgrim Doomhammer）
原是雷霆王獸人的酋長，第一次戰爭時加入了部落的軍隊。是索爾的父親杜洛坦的好友，也是少數未喝下惡魔之血的獸人之一。第一次戰爭末期，從杜洛坦的口中得知古爾丹的陰謀；隨後杜洛坦被刺客暗殺，得知杜洛坦死訊的奧格林，氣憤地向當時的部落大酋長黑手發出挑戰權，奪得了大酋長的位置並擔任黑石獸人的領導者。之後又拷問迦羅娜說出暗影議會的集會地，將除了古爾丹的其他術士殺掉。
第二次戰爭期間，原本可以攻下洛丹伦，由於古爾丹的背叛只好撤退到黑石山。聯盟方面派出洛薩以及圖拉揚，帶著軍隊與部落談判，但是最後談判失和，雙方爆發流血衝突；在戰鬥中，奧格林將洛薩擊殺，但是隨後又被圖拉揚擊倒，讓聯盟取得了第二次戰爭的勝利。
戰爭結束後，奧格林被關在洛丹伦底下的幽暗城，但是之後又將守衛擊殺，從此在荒野中隱居。之後德雷克塔爾用他的霜狼聰明耳把奧格林帶到奧特蘭克山谷，並與索爾以及葛羅計畫解放集中營的獸人。
但是在突襲阿拉希高地的集中營時，奧格林被敵人偷襲；在斷氣之前將大酋長的位置以及身上的黑鐵鎧甲和武器末日鎚傳給索爾。

### 奧妮克希亞（Onyxia）
黑龍公主。黑龍王奈薩里奧被古神腐化後，她也跟著整個黑龍族墮落。
為了毀滅聯盟，曾化名成卡特拉娜˙普瑞斯托女爵(普瑞斯托為被死亡之翼消滅的奧特蘭克王國的貴族)進入風暴城，用黑魔法蠱惑了大臣，並刻意引發石工兄弟會的叛變。後來又趁瓦里安到塞拉摩開會時，綁架他並用法術將他分裂成個性軟弱與個性剛烈的兩種人，原本企圖帶走一個當傀儡而殺死另一個，但卻遭到納迦將軍莫格拉˙夜哭的攻擊而讓兩人逃脫，奧妮克希亞最後只找到了軟弱的那個。
不料剛烈部分的瓦里安在瓦麗拉與布洛的幫助下順利回到風暴城，而雷吉納德˙溫德索爾將軍則揭發了她其實是黑龍的事實，情急之下奧妮克希亞殺了溫德索爾，並抓走安杜因王子，最後兩個瓦里安親自與她決戰，奧妮克希亞因此被殺，頭顱被掛起來示眾。

### 薩爾（Thrall/Go'el）
本名古伊尔，是霜狼獸人酋長杜洛坦以及德拉卡的兒子。在他年幼時期，杜洛坦被古爾丹派出的刺客暗殺，只有他免於一死；在雪地裡奄奄一息的他被碰巧經過的敦霍爾德城主埃德拉斯·布萊克摩爾撿回去並安排佣人抚养他成長，並以通用語中的「奴隸」替他取名為「索爾」。而在索爾的成長歷程，只有塔蕾莎將他當作親人看待。
在索爾漸漸成長之後，布萊克摩爾就停止了他對文字以及語言的學習，並讓他與一般士兵接受中士的戰鬥指導，接著布萊克摩爾就把索爾訓練成一位競技場鬥士。但是當索爾輸掉了一場戰鬥並受了重傷時，受到的卻是無情的踐踏，讓他萌生了逃出去的念頭。
藉由塔蕾莎的秘密協助，索爾終於在一場火災中逃出敦霍爾德，並找尋著與他一樣的獸人。而他終於在一個洞窟中找到葛羅·地獄吼與他的戰歌獸人，並在這之後找到了屬於他歸屬的霜狼獸人的山谷，且通過了德雷克塔爾的薩滿幻象試練。接著索爾、戰歌獸人以及霜狼獸人與前部落大酋長奧格林·末日鎚一起解放遍佈在東部王國的獸人集中營。在突襲阿拉希高地的集中營時，奧格林被人偷襲而死，接著奧格林將他的鎧甲、末日鎚以及大酋長的位置一併交給了索爾。
在解放敦霍爾德的集中營時，布萊克摩爾卻告知索爾塔蕾莎的死亡處決並將她的頭顱扔到他面前，悲憤的索爾便率領軍隊對整座集中營展開猛攻，最後在城堡內擊殺了布萊克摩爾，之後索爾施展了地震術摧毀了整個敦霍爾德。最後一個集中營被解放之後，索爾便在夢中遇到了守護者麥迪文給他的幻象並被他指引率領人民到達卡利姆多大陸。在航行途中索爾遇到了森金與他的暗矛食人妖，在幫助他們逃離了荊棘谷的島嶼之後便邀請他們加入部落。
到達卡利姆多大陸後，索爾又結識了凱恩·血蹄與他的血蹄牛頭人，並協助他們遷移到新居所。之後遇到了失散的葛羅以及他的戰歌獸人，但是在此時葛羅卻與同時來到這塊大陸的人類們起了衝突，索爾在取得飛船之後便要葛羅在此地建立一個堅固的堡壘。而索爾則是藉由凱恩的幫助尋找石爪山脈中的神諭。
在石爪山脈內的洞穴的最深處終於找到了神諭，而神諭就是麥迪文本人，同時他們也遇到了同樣為了此地而來的珍娜·普勞德摩爾，麥迪文這時候才告知他們葛羅已被燃燒軍團所腐化，在激烈的戰鬥之後才終於淨化了葛羅的身心，並與葛羅一同對抗深淵領主瑪諾洛斯且成功地將他擊殺。
之後與泰蘭妲以及瑪法里恩一同對抗阿克蒙德，讓第三次戰爭就此落幕。之後索爾回到了原本的土地，並以他父親的名字來命名這塊他找到的獸人新天地。但是之後卻遇到了珍娜的父親普勞德摩爾上將的海軍突襲，最後藉著雷克薩、血蹄酋長凱恩、暗矛食人妖洛克漢、熊貓人釀酒師陳•風暴烈酒以及珍娜的幫助從終於打敗了強大的海軍上將，並鞏固了部落與塞拉摩之間的友好關係。
在黑暗之門重新開啟後，索爾回到了外域並找到了葛羅的兒子卡爾洛斯，並向他展示他的父親如何解救了獸人。接著便將他帶回艾澤拉斯並擔任戰歌氏族的酋長。在這之後試圖與瓦里安簽訂和平協議，卻因為暮光之鎚的突襲而與對方不歡而散。在遠征诺森德前夕，因卡爾洛斯對索爾的不滿而對他下了爭奪大酋長位置的決鬥，戰鬥進行到一半城市就遭到了天譴軍的突襲，之後便專心於诺森德的戰事。
在大災變期間，由於元素的混亂而讓整個艾澤拉斯遇到了一連串天災，索爾便回到外域並接受了原始的薩滿幻象試練。在試練過程中認識了祖母盖亚的徒弟阿格娜，並與這位女獸人相戀。在完成試練之後，便帶著親信前往大漩渦，並與穆恩·大地致怒以及諾伯多一起維持著深岩之洲的穩定度，直到世界支柱被修復完畢為止。
之後索爾接受了一個小小的任務，卻遇到了一連串暮光之鎚策劃的陰謀。索爾不斷地在整個艾澤拉斯以及錯縱複雜的時間裡來回，成功地喚回了青銅龍王諾茲多姆並說服了阿莱克斯塔萨回到群龍的身邊，最後他與其他四色龍軍團一同對抗暮光龍軍團以及最強大的多彩龍克洛瑪圖斯。
由於克洛瑪圖斯強大的力量壓制住了四色龍王，索爾便代替黑龍王奈薩里奧所掌握的大地之力，與其他龍王的力量結合並成功地擊敗了克洛瑪圖斯。之後與眾龍王以及瑪法里恩在海加爾山集會，但是卻遭到了火焰德魯伊的突襲。索爾的靈魂被分成四個部份並放逐到各個元素位面內，最後才經由冒險者、阿格娜以及各地的元素才終於恢復原狀。後與聯盟、熊貓人、部落的領袖及冒險者組成的反抗軍聯合進攻奥格瑞玛，正式擊潰卡爾洛斯。
在远征德拉诺中，在纳格兰的元素王座和加尔鲁什决斗，最後擊殺了加尔鲁什。暗影國度及相關版本中，與冒險者、盟友們合作解決暗影國度的事件，於9.1版本和母親德拉卡重逢，9.2版本中與冒險者、盟友們在奧利波斯見證仲裁者和泰蘭德對希瓦娜斯的罪行審判，表態這趟冒險旅程讓他理解包含自己和母親、留下的傳承在內的事物，稱這也許是他們必須走的道路。

### 瓦洛克·薩魯法爾（Varok Saurfang）
屬於黑石氏族，同時也是部落中最強大的戰士，是曾經擊退過薩格拉斯的布洛克斯希加·薩魯法爾的弟弟。在第二次流沙之戰時，擔任部落、聯盟以及巨龍軍團的卡利姆多之力大聯軍的總指揮，並在戰爭的最後擊退了其拉蟲族。
在《巫妖王之怒》期間，與卡爾洛斯一同在北風凍原的戰歌堡擔任軍隊指揮。在天譴之門戰後才得知自己的兒子德拉諾斯戰死，並在寒冰皇冠攻城戰當中被迫與被復活成死亡騎士的德拉諾斯戰鬥，最後德拉諾斯被擊敗了，瓦洛克便抱起兒子的屍體默默地返回炮艇。
在巫妖王殞落之後，瓦洛克因放不下對獨子之死的傷痛而自願留在北裂境，監視剩餘的天譴軍動向。
後也有參與圍攻奥格瑪的戰鬥，在砍倒許多螳螂妖後身負重傷退場。
由於加尔鲁什的背叛及之後被索爾擊殺，加上沃金在《軍臨天下》中陣亡，薩魯法爾大王開始擔任獸人領袖。《決戰艾澤拉斯》中，瓦洛克斥責希瓦娜斯火燒世界樹泰達希爾之舉有違榮譽，指出此舉將招致聯盟報復，故而於進攻卡林多和瑪法理恩交戰獲勝後，選擇放後者一條生路。瓦洛克在羅德隆防守戰中負責領軍防守聯盟攻勢，軍隊敗北後因為安度因敬佩瓦洛克不願取其性命，在安度因的示意下被聯盟方關進監獄裡。
瓦洛克死於和希瓦娜斯的決鬥。他的死換來了聯盟和部落短暫的和平。希瓦娜斯捨棄大酋長之位，在北裂境打敗伯瓦爾，開啟了聯通暗影之境的通道。

### 祖魯希德（Zuluhed）
在第一次與第二次戰爭期間為龍喉獸人的領導者，第一次戰爭結束後找到了被藏匿的惡魔之魂，並利用它讓紅龍女王雅立史卓莎屈服於他，替部落在第二次戰爭期間生產龍騎士對抗聯盟。然而在第二次戰爭時部落被擊敗，祖魯希德也逃回了德拉諾。
在第三次戰爭結束之後，他加入了伊利丹的軍隊並奴役了虛空龍，讓魔獄部落重新訓練龍騎士為伊利丹效命。之後被釋放的虛空龍族母凱瑞那古所殺死。

## 精靈

### 埃薩·奪日者（Aethas Sunreaver）
血精靈法師，達拉然肯瑞托六人議會成員。遠征北裂境期間，由於祈倫托與藍龍軍團交戰，埃薩作為肯瑞托的使者前往銀月城向洛索瑪·塞隆求助。洛索瑪拒絕了埃薩出兵的請求，但他請求埃薩協助前往北裂境的部落軍隊與冒險者。在潘達利亞之霧散去后，祈倫托的新領導人珍娜懷疑埃薩是卡爾洛斯的間諜(實際上雖不是埃薩本人，但間諜確實是被卡爾洛斯收買的血精靈-沙倫·織歌者)，因此將埃薩逮捕，并驅逐和屠殺達拉然城內的血精靈，但埃薩被洛摩斯救出。此後與洛索瑪一起前往雷神之島對抗復活的雷神。

### 艾蘭里亞·風行者（Alleria Windrunner）
高等精靈遊俠，風行者三姐妹的大姐。她大部分的家人在第二次戰爭中都被獸人殺死，導致她對獸人有著重度的仇恨。
在第二次戰爭期間幫助聯盟討伐獸人，並與圖拉揚相識。在第二次戰爭後，她加入了遠征德拉諾的聯盟遠征隊。她與圖拉揚以及卡德加到達劍刃山脈追查古爾丹之顱的下落，後來發現古爾丹之顱在黑龍王死亡之翼手中。接著便與古羅之王戈魯爾以及巨魔們聯合對抗黑龍軍團，最後死亡之翼被卡德加擊敗，遠征軍取得了古爾丹之顱。
之後與圖拉揚一行人回到黑暗之門，掩護卡德加摧毀黑暗之門，消除兩個世界之間的通道。在黑暗之門重新開啟之後，艾蘭里亞卻下落不明。與圖拉揚生有一子——「救贖者」阿拉特。
眾人進攻阿古斯時，和久違多年的小妹凡蕾莎重逢，獲知妹妹希瓦娜斯被轉化為不死族且成為部落的大酋長的消息，對此感到震怒。7.35版本承受墮落納魯的力量，成為擁有虛空力量的虛空精靈領導者。艾蘭里亞向現任血精靈領袖洛索瑪•塞隆請求回歸聯盟，但由於自身虛空力量和太陽之井相斥而被洛索瑪拒絕，轉而帶領虛空精靈加入聯盟。8.0版本中，希瓦娜斯率領軍團縱火燒毀世界樹泰達希爾，導致夜精靈首都達納蘇斯嚴重傷亡，艾蘭里亞作為虛空精靈代表，偕同安杜因、狼人王吉恩‧葛雷邁恩、地精王梅卡托克、珍娜率軍攻陷羅德隆，透過珍娜的協助成功逃離遭希瓦娜斯引爆瘟疫的羅德隆。
在暗影國度及後續相關版本，與冒險者、盟友們合作解決暗影之境的事件，9.2版本中與冒險者、盟友們在奥利波斯見證仲裁者和泰蘭德對希瓦娜斯的罪行審判，因為丈夫圖拉揚被安度因任命為暴風城攝政王，艾蘭里亞升格為攝政王妃。

### 安納斯提安·逐日者（Anasterian Sunstrider）
奎爾薩拉斯王國的高等精靈國王，凱爾薩斯·逐日者的父親，達斯雷瑪·逐日者的後裔。在第三次戰爭期間，率領高等精靈抵抗天譴軍團的入侵，戰敗後被阿薩斯所殺。

### 艾薩拉（Azshara）
夜精靈女王，在上古之戰期間企圖協助燃燒軍團的領導者薩格拉斯並獲得強大的力量，而與黑羽率領的反抗軍戰鬥。在天崩地裂之後，艾薩拉等人被捲入爆炸後產生的大漩渦中，他們為了活命而接受上古之神的幫助，被轉化為能夠在海底生存的那迦。
在大災變期間，艾薩拉曾現身於黑海岸，企圖轉移瑪法里恩在海加爾山的注意力，並協助暮光之鎚復活強大的無面者：「滑行者」索格斯。
8.2版本，艾薩拉利用潮石，於部落和聯盟在海戰時打開通往納沙塔爾的通道，與其他那迦在永恆宮殿等待冒險者的到來，雖然最後被冒險者打敗，但卻被恩諾斯救走。

### 布洛·熊皮（Broll Bearmantle）
夜精靈德魯伊。被獸人薩滿雷加·地怒奴役，與洛戈許（實際為瓦里安·烏瑞恩）以及瓦麗拉·桑古納爾組成角鬥士小隊，並贏得了厄運之槌競技場大賽的冠軍。此後三人逃離了雷加的控制，在冒險中結為生死之交，並得知了瓦里安的真實身份，最終幫助瓦里安奪回王位。

### 達克汗·崔希爾（Dar'Khan Drathir）
高等精靈法師，曾經是銀月議會的一員。在第三次戰爭中出賣了奎爾薩拉斯王國，投靠了阿薩斯並加入了他麾下的天譴軍團。
其後奉阿薩斯之名帶領一支天譴軍團小隊前往塔倫米爾搜尋作為太陽之井化身的人類女孩安薇娜，並將她抓往太陽之井廢墟，企圖利用安薇娜的力量徹底征服奎爾薩拉斯；但關鍵時刻安薇娜突然覺醒，達克汗也被安薇娜殺死。隨後被巫妖王復活，駐守幽魂之地的戴索姆，率領幽魂之地的天譴軍團繼續進攻奎爾薩拉斯，最終被血精靈和被遺忘者的聯軍擊殺。

### 達斯雷瑪·逐日者（Dath'Remar Sunstrider）
上層精靈，與艾薩拉女王和其他上層精靈一樣沉迷於奧術魔法。但在艾薩拉女王利用永恆之井召喚燃燒軍團后，達斯雷瑪與部份上層精靈以及泰蘭妲一起逃出了首都，加入了反抗軍。
但在上古之戰后，上層精靈繼續奧術魔法的研究，與其他夜精靈的關係因此破裂。達斯雷瑪與上層精靈被族人流放，遷徙到了東部王國。經過多年遷徙后，達斯雷瑪與他的部族在羅德隆大陸北部定居，建立了魔法王國奎爾薩拉斯。達斯雷瑪成為奎爾薩拉斯的第一任國王，並將他的民眾改名高等精靈。他們利用永恆之井的井水創造了太陽之井，作為他們的魔法源泉。

### 范達爾·鹿盔（Fandral Staghelm）
原是夜精靈的大德魯伊，曾經參與過一千年前的流沙之戰，擔任戰爭的總指揮。他原先派自己的兒子瓦爾斯坦去南風村偵查，卻一去不回。後來與其拉蟲人將軍拉賈克斯對峙時，拉賈克斯在范達爾的面前將瓦爾斯坦撕成兩半讓范達爾崩潰。
在巨龍軍團封印了安其拉帝國後，青銅龍王子安納克羅斯創造了流沙權杖，並告知范達爾可以用這把權杖解開封印。結果范達爾卻只是將權杖丟向帝國的城牆使其粉碎，並悲憤的告訴安納克羅斯他今天所得到的不是勝利，而是親生兒子的死亡。此舉動造成了夜精靈與巨龍之間的裂痕。在那之後范達爾踏上旅程，尋找可以讓他兒子復活的方法。
在旅途中，他被變成夢魘之王的薩維斯纏上，且被他污染了心智。薩維斯創造了一個夢魘來讓范達爾以為那是他的兒子而聽從他的命令。在第三次戰爭後，他強迫塞納里奧議會種下第二棵世界之樹泰達希爾，並請求龍王們給予祝福，龍王卻以夜精靈傲慢自大的理由而拒絕。之後范達爾幫助薩維斯污染泰達希爾，讓它能夠供應薩維斯穩定的力量。
在夢魘之戰期間，范達爾發動了叛變並攻擊塞納里奧議會的眾德魯伊，吸取泰達希爾的力量將眾人壓制住。但是在瑪法里恩消滅了夢魘所幻化的瓦爾斯坦之後，范達爾再度崩潰並在夢魘結束後被送進了囚牢。
在大災變期間，暮光之鎚想要將范達爾放出來並將讓他為暮光之鎚效命。原本在賽那·風暴行者的協助下而讓范達爾能夠轉移陣地，但是負責轉送的綠龍艾里斯拉卻將范達爾交給了拉格納羅斯，讓范達爾成為了火焰德魯伊。後來海加爾復仇者進入了火焰之地，而范達爾最後也被擊敗。

### 伊利丹·怒風(Illidan Stormrage)
瑪法里恩的弟弟，從小就與他以及泰蘭妲玩在一起。長大後與哥哥選了不同的道路：研究奧術魔法。在上古之戰開打時，一開始就加入黑羽的反抗軍，但是之後為了讓泰蘭妲刮目相看而愛上他，轉而加入了艾薩拉的陣營，但是之後計畫又失敗了。在雙方打的如火如荼之際，伊利丹卻在永恆之井旁，把暗藏的七個空瓶子都裝滿了井水。
在這之後接受了薩格拉斯的祝福，成為第一個狩魔獵人，並擊敗了末日守衛的領導者埃辛諾斯且奪得了他的雙刃。在戰爭結束後，伊利丹獨自一人跑到海加爾山，並把三瓶永恆之井井水倒入湖中，創造了第二個永恆之井。在事蹟敗露之後與其中幾個戰士起了衝突，而傷的最重的就是亞羅德·影歌。在這事件之後，伊利丹被判無期徒刑，並由亞羅德的姐姐瑪翼夫擔任他的典獄長。
在一萬年之後的第三次戰爭期間，瑪法里恩與泰蘭妲為了喚醒利爪德魯伊而來到地下洞窟，經過了伊利丹的牢房，泰蘭妲不顧瑪法里恩的反對而將伊利丹釋放了出來。伊利丹被釋放出來後就被任命去解決費伍德森林的惡魔們，在那時受到了阿薩斯的慫恿而去吸收了污染森林的力量——古爾丹之顱的能量而變成了惡魔。在這之後擊敗了提克迪奧斯，然而因為變成了惡魔而被瑪法里恩永久放逐。
在這之後他投靠了基爾加丹，並接受了摧毀冰封王座的任務。他到艾薩拉的海岸邊喚醒了瓦丝琪女士以及她領導的娜迦，並渡海到了破碎群島中的薩格拉斯之墓。在那裡取得了薩格拉斯之眼並逃脫了瑪翼夫的追殺，然後又渡海到東部王國，在達拉然的廢墟中執行融化诺森德的法術儀式，但是卻被瑪法里恩、瑪翼夫以及凱爾薩斯打斷。
在儀式被打斷後得知了泰蘭妲被困在河流中央，而與瑪法里恩一同救出泰蘭妲，之後便逃往了外域。但是隨即被追來的瑪翼夫抓住，然後被凱爾以及瓦丝琪救出來。伊利丹決定在外域拓展新的勢力，召入了阿卡瑪的破碎者並關閉了四扇惡魔傳送門，攻入了黑暗神殿並擊敗了深淵領主瑪瑟里頓，統馭了他的魔獄獸人軍團，自稱外域之王。
在勝利之時被基爾加丹找到，並再一次被給予了摧毀冰封王座的任務，之後與凱爾以及瓦丝琪動身前往诺森德。在到達冰冠冰川的山腳下後與阿薩斯展開對決，但即使是魔化之後還是被阿薩斯擊敗，受了重傷之後逃回外域并喪失了心智。爲了躲避基爾加丹的追殺，他固守外域，并給了凱爾和瓦丝琪各一瓶永恆之井的井水，試圖在外域創造第三個永恆之井。
日漸瘋狂的他，被想要解救人民的阿卡瑪找到機會，與被囚禁的瑪翼夫合作，攻入黑暗神殿並解放了自己的靈魂。在高台上的戰鬥中，伊利丹被瑪翼夫擊敗。
在另一个世界的平行的世界線（《大地的裂變》永恆之井副本）中，伊利丹在上古之戰的最後關頭擊敗了瑪諾洛斯，成為拯救世界的英雄。
在軍臨天下資料片中，燃燒軍團想要利用伊利丹的屍體來讓薩格拉斯降臨在艾澤拉斯上，在伊利達瑞等職業組織與部落、聯盟方的幫助之下，伊利丹在暗夜堡復活並殺死了平行時空線的古爾丹，之後作為引路人帶領聯軍進攻薩格拉斯之墓且擊敗基爾加丹。伊利丹運用薩格萊鑰石和燃燒軍團星艦的力量，將阿古斯星球傳送到艾澤拉斯附近並與費倫為首的聯軍進軍阿古斯。
在救出聖光軍團不久後，納魯「聖光之母˙瑟拉」想強行將聖光之力注入到伊利丹的身體內，但被伊利丹拒絕並消滅掉。
在萬神殿復活並將薩格拉斯從艾澤拉斯上抽出傳送回萬神殿時，伊利丹自願留在萬神殿等著挑戰薩格拉斯並看守他。

### 赫杜倫·亮翼（Halduron Brightwing）
現任的銀月城遊俠將軍。在大災變期間，赫杜倫率領血精靈的遠行者，與暗矛食人妖的酋長沃金以及高等精靈遊俠凡蕾莎一同對抗復出的阿曼尼食人妖。
在潘達利亞之霧散去后，與奎爾薩拉斯攝政王洛索瑪·塞隆一起前往雷神之島對抗復活的雷神。

### 凱爾薩斯·逐日者(Kael'thas Sunstrider)
通稱凱爾（Kael），古老的高等精靈王國—奎爾薩拉斯的王子，王位的繼承者，安納斯提安·逐日者國王的獨生子，同時也是高等精靈第一任國王達斯雷瑪·逐日者的直系子嗣，所以他一出生，便被享不盡的榮華富貴所包圍。
由於擁有極高的魔法造詣和天賦，所以在年輕時，已經是管治達拉然的祈倫托六人議會成員之一。曾經暗戀到達拉然求學的珍娜·普勞德摩爾，雖然展開了追求，但卻始終無法獲得其芳心。將自己奉獻給魔法的珍娜，將學業看得比任何事情都重要，所以兩人一直只是維持着導師和朋友的關係。
當珍娜已經把她的心託付給羅德隆的阿薩斯·米奈希爾王子時，凱爾薩斯感到十分難過。雖然之後珍娜與阿薩斯漸行漸遠，但在凱爾薩斯的眼裡，他們仍對彼此念念不忘。
多年以後，阿薩斯墜落成為巫妖王奈祖奧的死亡騎士，率領天譴軍團攻打奎爾薩拉斯，沿途所經，只留下死亡的痕跡。在奎爾薩拉斯的首都銀月城被天譴軍團攻陷並毀滅之後，凱爾薩斯即從達拉然返國率領人民，為了紀念被天譴軍殺死的族人，將自己的種族改名為血精靈。
此後加入加里索斯率領的洛丹伦殘部，一同對抗天譴軍團。偶然遇到登陸的瑪翼夫，協助她以及瑪法里恩阻止了伊利丹的計劃。之後得到了瓦丝琪的協助，完成了加里索斯交給的任務，但被加里索斯認為通敵，被關入達拉然的地牢。此後被瓦丝琪救出，逃到外域，被瓦丝琪引見給伊利丹。伊利丹保證會給他們固定的魔法來源，凱爾薩斯因此率領血精靈加入了伊利丹的軍隊，并協助伊利丹統一外域。
此後，凱爾薩斯隨伊利丹出兵诺森德消滅巫妖王，然而在冰封王座戰役中被阿薩斯擊敗。
回到外域後，凱爾薩斯表面上繼續協助伊利丹，但背著伊利丹與基爾加丹訂下契約，突襲纳鲁的空間船風暴要塞，並進行法力炸彈的實驗，造成了大量的死傷。在被沙塔尔聯軍擊敗之後，他的靈魂逃進了他的其中一顆嫩綠球體，隨後被燃燒軍團的女牧師戴莉莎帶到太陽之井，靠著胸前的魔化水晶勉強生存。
他率領鄙惡者以及魔化血精靈突襲了銀月城，帶走了莫魯以及安薇娜，打算利用他們的能量將基爾加丹召喚到艾澤拉斯。最終被破碎之日進攻部隊在博學者殿堂擊敗。
《暗影之境》資料片中，凱爾薩斯死後靈魂被分派至死後世界「暗影之境」裡罪惡者集中的「瑞文崔斯」區域贖罪。

### 莉雅德倫(Lady Liadrin)
在奎爾薩拉斯還沒有淪陷以前，莉雅德倫是一個高等精靈牧師，在奎爾薩拉斯被阿薩斯的的天譴軍團攻破之後，失去了魔法來源的同胞們在莉亞德琳的率領下囚禁了一名被在凱爾薩斯佔領風暴要塞時俘虜的納魯“穆魯”並從他身上吸取聖光以滿足他們對魔法的渴求，莉雅德倫和這部分人則成為“血騎士”（是聖騎士的一個分支，但血騎士並不崇拜聖光，而是控制與掌握聖光）。
但隨後被基爾加丹救活的凱爾薩斯將穆魯從銀月城奪走並將其轉化為熵魔（納魯聖光的力量耗盡後就會變成暗影狀態的熵魔），再次失去魔法來源的血騎士在他們的領袖莉亞德琳的領導下來到了撒塔斯並向納魯阿達爾懺悔自己對穆魯所做的一切，而阿達爾則接受了莉亞德琳與血騎士的歉意並告訴他們一切皆為穆魯自身的旨意，並且接受血騎士的效忠，在那之後莉亞德琳女士和她的血騎士加入了提拉薩蘭將軍的破碎殘陽組織，開始對惡魔佔據的奎爾丹納斯島與太陽之井高地發起猛攻，而莉亞德琳本人也與維倫一起參與了太陽之井擊敗基爾加丹的行動，在燃燒的遠征之後，莉亞德琳女士回到重生的太陽之井向新生的血精靈傳授聖光之道。
在資料片“德拉諾之王”中，莉亞德琳女士將跟隨守備官瑪爾拉德、卡德加與索爾等人前往德拉諾阻止鋼鐵部落與加爾魯什對艾澤拉斯的入侵。
在平行時空的德拉諾戰役結束後，燃燒軍團再次入侵正常時空線的艾澤拉斯，聯盟與部落聯軍在破碎海岸突襲失敗後，莉亞德倫與其他聖騎士與牧師聯合組成聖光軍團對抗燃燒軍團。之後黯刃騎士團在新任巫妖王伯爾瓦的要求下，攻打聖光之願禮拜堂要奪取剛在破碎海岸戰死的大領主提里奧•弗丁的遺體，想將他復活為新天啟四騎士之首。莉亞德倫力抗黯刃騎士團的精英，雖然不敵，但聖光之願禮拜堂的眾英靈對黯刃騎士團發動清算之力，最終守護住提里奧的遺體。
隨後莉亞德倫率領血騎士團到達蘇拉瑪爾，與泰蘭妲的夜精靈部隊與溫蕾薩的銀色盟約聯合，幫助夜落反抗軍起義，精靈聯軍浩浩蕩蕩的攻進蘇拉瑪城，當打到暗夜堡大門前，大博學者艾莉珊德的幻象突然出現，運用夜井之力，讓精靈聯軍陷入奧術時間流的陷阱之中，最後被卡德加和冒險者救出。
之後的進攻薩格拉斯之墓與阿古斯的戰役之中，莉亞德倫與她率領的血騎士團均有參與作戰，最終聯軍取得勝利。
對於夜裔對夜井那種如吸食毒品的瘋狂渴望，莉雅德倫不同於泰蘭妲和溫蕾薩的鄙視態度，反而給予同情與憐憫，並在對燃燒軍團的戰爭勝利之後，向部落大酋長希瓦娜斯˙風行者建議，拉攏夜裔精靈加入部落。

### 洛索瑪·塞隆(Lor'themar Theron)
目前奎爾薩拉斯王國的攝政王，血精靈的暫時領導者。在第二次戰爭期間擔任遊俠將軍希瓦娜斯·風行者的部下。
在第三次戰爭後，聽從凱爾薩斯的命令在艾澤拉斯繼續看管銀月城。後來遇到了太陽井化身安薇娜以及渴求她力量的背叛者達克汗·崔希爾，並與希瓦娜斯、卡雷苟斯以及考雷斯塔茲聯手，擊敗了達克汗並保住了安薇娜的性命。
在希尔瓦娜斯的引薦下，洛索瑪率領銀月城的血精靈加入部落。在凱爾薩斯背叛伊利丹、企图召唤基尔加丹后，洛索瑪派出血精靈部隊參與進攻奎爾丹納斯島。凱爾薩斯死後，洛索瑪成為血精靈實際上的最高領袖。
遠征诺森德期間，在希尔瓦娜斯的逼迫下派出血精靈部隊遠征诺森德。此後協助重新鑄造失落的精靈寶劍奎爾德拉。
在潘達利亞之霧散去后，被卡爾洛斯酋長派遣至潘達利亞調查魔古族遺跡。但由於卡爾洛斯的一系列不得人心的政策，洛索瑪在暗中積蓄力量，準備推翻卡爾洛斯。此後，洛索瑪率領血精靈的部隊前往雷神之島對抗復活的雷神，並與珍娜·普勞德摩爾達成共同推翻卡爾洛斯的默契。後與聯盟、熊貓人、部落的領袖及冒險者組成的反抗軍聯合進攻奥格瑞玛，正式擊潰卡爾洛斯。
隨著夜裔精靈加入部落和希瓦娜斯·風行者脫離部落後，洛索瑪趁空檔造訪夜裔精靈主城蘇拉瑪爾，在會晤夜裔精靈首席祕法師薩莉瑟拉期間和後者互生情愫。9.2版本中與冒險者、盟友們在奧利波斯見證仲裁者和泰蘭德對希瓦娜斯的罪行審判，對於希瓦娜斯對艾澤拉斯大陸造成的毀滅和損失、自己仍袖手旁觀一事無法釋懷，認為自己也許將為此受到審判。與貝恩談及想在離開暗影國度前見面的對象時，稱自己想會見凱爾薩斯。
在遊戲中由於銀月城地處偏僻，加上部落血精靈戲份偏低，導致玩家對於洛索瑪並無太深刻印象。在AFK PL@YERS所製作的影片《浩劫與富翁》中，加摩爾直接稱呼銀月城首領為阿強，因此洛索瑪在之後常以「阿強」代稱。

### 瑪翼夫·影歌(Maiev Shadowsong)
夜精靈守望者的領導者，在上古之戰期間擔任月之女祭司候補。在天崩地裂之後，伊利丹創造了第二個永恆之井，在途中還將瑪翼夫的弟弟亞羅德打成重傷，之後她自願擔任伊利丹的典獄長。
在海加爾山之戰過後，瑪翼夫為了將逃走的伊利丹帶回去，一路追到了破碎群島中的薩格拉斯之墓。但是卻遭到伊利丹的反擊，因而向瑪法里恩求救。之後卻欺騙了他女祭司泰蘭妲·語風已死而繼續追殺伊利丹。爾後謊言被拆穿，伊利丹與瑪法里恩一起去救被天譴軍困住的泰蘭妲。之後便尾隨伊利丹到了外域。
到了外域之後原本成功地將伊利丹抓住，卻被隨後跟來的凱爾薩斯王子以及瓦丝琪女士所擊敗，反而成了伊利丹的俘虜。伊利丹在冰封王座戰敗了之後回到外域，瑪翼夫便與看守她的阿卡瑪結盟，兩人與薩塔聯軍聯手將伊利丹擊殺。然而在伊利丹死後，瑪翼夫在一段漫無目的的遊蕩后，回歸了夜精靈社會。
在大災變期間，瑪翼夫變得瘋狂，殺死了多名回歸夜精靈社會的上層精靈後，甚至試圖殺死瑪法里恩和亞羅德，但最終被瑪法里恩和亞羅德擊敗，通過傳送逃走。
在《軍臨天下》資料片中，燃燒軍團大舉入侵，並企圖奪回伊利丹的遺體。瑪翼夫不敵，釋放了被她囚禁的惡魔獵人。但是伊利丹的遺體還是被奪走。瑪翼夫追至破碎群島，反被囚禁在黑鴉堡壘。亞羅德率部解救了她，兩者和解。瑪翼夫之後再度回歸夜精靈麾下，輔佐泰蘭妲和瑪法里恩。9.2版本中與冒險者、盟友們在奧利波斯見證仲裁者和泰蘭德對希瓦娜斯的罪行審判，感慨戰友賽拉死後受操控與她刀劍相向、自己仍有第二次贖罪的機會，對希瓦娜斯犯下諸多罪行仍被允許活著雖感到憤怒，仍肯定後者被判決在噬淵救贖受害者靈魂的審判結果。

### 瑪法里恩·怒風(Malfurion Stormrage)
艾澤拉斯首位夜精靈德鲁伊，师从半神塞纳留斯。與泰蘭妲·語風是青梅竹馬。在上古之戰中加入黑羽的反抗軍，並成功地將燃燒軍團趕出艾澤拉斯。在天崩地裂之後，瑪法里恩的弟弟伊利丹·怒風將私藏的其中三瓶永恆之井井水倒入了海加爾山的湖中，創造了第二個永恆之井。瑪法里恩為了不讓這口井再次成為惡魔到艾澤拉斯的通道，與三位龍王一起在井的上方種下了世界之樹諾達希爾。做好一切的必要措施之後，瑪法里恩為了修復這個破碎的世界，一起與綠龍女王伊瑟拉以及眾多德魯伊進入了翡翠夢境。
在第三次戰爭期間，為了對抗再次入侵的燃燒軍團，瑪法里恩被泰蘭妲從萬年的長眠中一同喚醒，並喚醒其他的德魯伊，在途中還釋放了弟弟伊利丹。在之後的海加爾山之戰中，瑪法里恩與珍娜率領的殘存聯盟以及索爾所領導的部落組成聯軍，成功地將阿克蒙德消滅掉。
在阿薩斯登上冰封王座之後，瑪法里恩為了繼續修復艾澤拉斯而進入了翡翠夢境，但是從此失去了聯絡。在夢魘之戰中，瑪法里恩醒了過來並與眾多人物對抗夢魘之王薩維斯，成功地解除了噩夢並拯救了同樣被夢魘纏身的綠龍女王伊瑟拉。在夢魘之戰後，終於與泰蘭妲結為伴侶。
在大災變期間，瑪法里恩在海加爾山帶領眾人，對抗想要將世界之樹燃燒殆盡的火元素領主拉格納羅斯。此後率領海加爾復仇者攻入火焰之地，成功擊敗了拉格納羅斯。
由於在上古之戰時付出的重大功績，被整個夜精靈社會稱作「尊師」。8.0版本中，希瓦娜斯率領軍團縱火燒毀世界樹泰達希爾，導致夜精靈首都達納蘇斯嚴重傷亡，被希瓦娜斯重傷的瑪法里恩由泰蘭妲載往暴風城療傷兼安置夜精靈人民。

### 洛摩斯（Rommath）
銀月城的大博學者，曾經是凱爾薩斯的部下之一。在血精靈加入部落之前，曾被凱爾指派回國並給人民吸取惡魔能量。在凱爾背叛了血精靈並劫走穆魯以及安薇娜之後，洛摩斯也就離開了凱爾的軍隊，轉而加入洛索瑪的陣營。

### 珊蒂斯·羽月(Shandris Feathermoon)
夜精靈最高女祭司泰蘭妲·語風和大德魯伊瑪法里奧·怒風的養女。羽月要塞的夜精靈哨兵領導者。家人於上古之戰時全數犧牲，被泰蘭妲和瑪法里奧收為養女。
偕同夜精靈、高等精靈、血精靈聯軍參與了夜裔精靈的起義作戰。
《暗影國度》中，出於擔心受月夜戰神力量和部落燒毀世界樹泰達希爾仇恨的泰蘭妲，跟著玩家（冒險者）和死後重現於熾藍仙野的綠龍伊瑟拉商討對策，試圖阻止屠戮被轉化成怪物的夜精靈往生者魂魄和企圖追殺希爾瓦娜斯的泰蘭妲未果，轉而幫助冒險者將生前死於泰達希爾縱火事件、被帶往噬淵的無辜夜精靈往生者魂魄帶回熾藍仙野展開新生活。9.2版本中與冒險者、盟友們在奧利波斯見證仲裁者和泰蘭德對希瓦娜斯的罪行審判，認為希瓦娜斯被判處在噬淵救贖受害者靈魂、藉此贖罪的判決比處死希瓦娜斯更有價值。

### 泰蘭妲·語風(Tyrande Whisperwind)
現任夜精靈社會的領導者，同時也是月之女神伊露恩的主祭司。在上古之戰中，她加入了反抗軍對抗艾薩拉女王。當時還是實習牧師的她被當時的主祭司看中，任命她為月之女祭司的候補。戰爭結束後，由於瑪翼夫退出月祭司的候補，因此這個職務就由泰蘭妲所擔任。她當時被瑪法里恩以及伊利丹所愛慕着，然而她最後選擇了瑪法里恩。
在第三次戰爭期間，燃燒軍團再次入侵艾澤拉斯，看到這個重大危機的泰蘭妲使用塞納留斯的號角來喚醒瑪法里恩與德魯伊們，在潛入地下喚醒利爪德魯伊的途中經過了伊利丹的牢籠，泰蘭妲不顧瑪法里恩的反對放出伊利丹。在海加爾山之戰中與部落以及聯盟合作，成功地將阿克蒙德消滅掉。
在海加爾山之戰結束後，泰蘭妲接到了瑪翼夫的求救信，請他們調派兵力追捕伊利丹。在到達東部王國時，他們遇見了凱爾薩斯所領導的血精靈們，並幫助他們抵禦天譴軍的攻擊。但是天譴軍團源源不斷地出現，泰蘭妲決定拖延時間，自己一個人扛下了整個天譴軍。雖然天譴軍團暫時撤退了，但是泰蘭妲也掉進了河中被沖到下游，隨後被怒风兄弟給救回來。之後便帶領夜精靈加入了聯盟。
在夢魘之戰期間，泰蘭妲曾一度被翡翠夢魘囚禁，之後又被瑪法里恩救了出來。在與夢魘之龍的戰鬥中，泰蘭妲呼喚了月神的力量並消滅了夢魘之龍艾莫莉絲。夢魘之戰結束後，正式地與瑪法里恩舉行婚禮。後與聯盟、熊貓人、部落的領袖及冒險者組成的反抗軍聯合進攻奥格瑞玛，正式擊潰卡爾洛斯。
在軍臨天下期間，聯盟與部落聯軍在破碎海岸突襲失敗，泰蘭妲與瑪法里恩等領袖（除了狼人之王葛雷邁恩）一同至暴風城參加瓦里安的葬禮。隨後率領夜精靈部隊去維爾薩拉去防守月神神殿抵擋燃燒軍團的入侵，戰鬥期間聽聞瑪法里恩被夢魘之王薩維斯給俘虜，馬上趕去營救，同時間薩維斯運用被腐化的創世神柱之一：「伊露恩之淚」打入綠龍女王伊瑟拉體內，導致伊瑟拉的腐化並前去攻擊月神神殿，最終由泰蘭妲和神殿守衛與冒險者聯合擊敗腐化的伊瑟拉並奪回伊露恩之淚，之後泰蘭妲拜託冒險者去翡翠夢魘救出瑪法里恩。
泰蘭妲的夜精靈部隊、溫蕾薩的銀色盟約與莉亞德倫的血騎士團組成精靈聯軍，前去幫助夜落反抗軍起義，在暗夜堡大門前中了大博學者艾莉珊德的秘法陷阱，被卡德加與冒險者救出。事後因為和溫蕾薩不認同夜裔精靈過度仰賴夜井魔力的特性，對夜裔精靈表達了鄙視，這使得夜裔精靈轉而認同願意釋出善意的血精靈軍隊代表聖騎士莉雅德倫而選擇效忠部落。8.0版本中，希瓦娜斯率領軍團縱火燒毀世界樹泰達希爾，導致夜精靈首都達納蘇斯嚴重傷亡，泰蘭妲戴著被希瓦娜斯重傷的瑪法里恩前往暴風城療傷兼安置夜精靈人民，還為了向部落復仇實行月之儀式化身成「夜之戰神」的型態作戰。
《暗影之境》中，泰蘭妲為了替被部落摧毀的達納蘇斯及犧牲的同胞復仇，和希瓦娜斯的隨身勇士纳萨诺斯·凋零者展開對決，試圖追問希瓦娜斯的下落未果，遂斬殺了纳萨诺斯。聯盟和部落代表會晤前任巫妖王兼死亡騎士首領伯瓦爾，對於夜精靈遭受的苦難憤恨不平。在場的珍娜·普勞德摩爾同時為泰蘭妲承受「夜之戰神」力量的負荷感到擔憂。她在「夜之戰神」力量失控時獲得盟友們的協助恢復正常，9.2版本中與冒險者、盟友們解決暗影之境的事件後，因為奥利波斯的仲裁者讓希瓦娜斯決定掌握指定裁判權的當事者，獲得審判希瓦娜斯的權利，遂判決希瓦娜斯必須至噬淵救贖所有先前被她戕害的靈魂、引領祂們接受奥利波斯的審判，直至最後的犧牲者靈魂離開噬淵為止。

### 瓦莉拉·桑古纳尔（Valeera Sanguinar）
血精灵盗贼。曾是瓦里安国王失忆时期的竞技场队伍战友，帮助瓦里安国王寻回记忆、平定奥妮克希亚事件后，留在暴风城继续协助瓦里安。
在軍臨天下資料片中，得知好友瓦里安的死訊之後，加入了由刺客、盜賊所組成的『無冕者』。

### 凡蕾莎·風行者（Vereesa Windrunner）
高等精靈遊俠，風行者家族中的小妹。在第二次戰爭後與法師罗宁一起去拯救阿莱克斯塔萨，在任務途中漸漸地與罗宁產生愛意，兩人生有兩子。第三次戰爭後率領不想追隨凱爾薩斯的精靈們並組成了银色盟约。
在燃燒的遠征結束後，因表親贊達因意圖奪取兩個兒子的力量而遭到她追殺，一路追到了格瑞姆巴托。在途中意外遇到了同樣是為了格瑞姆巴托而來的卡薩斯、卡雷苟斯以及德萊尼牧師伊莉迪。後來發現黑龍后希奈丝特拉研發暮光龍的計畫，與眾人對抗暮光龍的第一個成品：達貢納克斯。
在遠征诺森德期間，與罗宁一起到晶歌森林處理魔枢之戰與十字军的试炼的事務。
在大災變期間，與血精靈的遊俠將軍赫杜倫以及沃金一起對抗試圖復出的阿曼尼食人妖。後來罗宁在部落突襲塞拉摩時為了保護珍娜等人而犧牲，凡蕾莎和倖存的珍娜進而驅逐達拉然的奪日者勢力，使達拉然正式成為聯盟的城邦。於“决战奥格瑞玛”隨同聯盟和部落的領袖及冒險者組成的反抗軍聯合進攻奥格瑞玛，正式擊潰卡爾洛斯。
卡爾洛斯於白虎寺接受審判期間，凡蕾莎冀望法庭將卡爾洛斯宣判死刑以報罗宁遇害之仇，但由於以貝恩·血蹄為辯護人的律師堅决不讓步，萬念俱灰的凡蕾莎遂秘密聯絡身為幽暗城領導人的二姐希尔瓦娜斯試圖於卡爾洛斯的餐餚投毒，預謀於毒殺卡爾洛斯後前往幽暗城成為被遺忘者一員，但被安杜因·烏瑞恩發現異狀，並且在後者的關懷和勸導下道出毒殺卡爾洛斯的計畫，從而令安杜因·烏瑞恩及時阻止卡爾洛斯食用投毒的餐餚。事後凡蕾莎返回達拉然，以代表罗宁感謝安杜因·烏瑞恩對其的救贖。
在軍團再臨資料片中，溫蕾薩率領銀色盟約與泰蘭達的夜精靈部隊和莉雅德倫的血騎士團聯合，幫助夜落反抗軍起義，精靈聯軍浩浩蕩蕩的攻進蘇拉瑪城，當打到暗夜堡大門前，大博學者艾莉珊德的幻象突然出現，運用夜井之力，讓精靈聯軍陷入奧術時間流的陷阱之中，最終被卡德加和冒險者救出。事後因為和夜精靈代表泰蘭妲不認同夜裔精靈過度仰賴夜井魔力的特性，對夜裔精靈表達了鄙視，這使得夜裔精靈轉而認同願意釋出善意的血精靈軍隊代表聖騎士莉雅德倫而選擇效忠部落。
在進攻阿古斯時，凡蕾莎見到許久不見的大姐艾蘭里亞˙風行者並告之二姐希瓦娜斯被轉化為不死族且成為部落的大酋長，這個消息讓艾蘭里亞十分憤怒。三姐妹重聚期間，艾蘭里亞和凡蕾莎因為理念和希瓦娜斯分歧發生爭執，正式和希瓦娜斯決裂。
暗影國度及相關版本中，與冒險者、盟友們合作解決暗影國度的事件，9.2版本中與冒險者、盟友們在奧利波斯見證仲裁者和泰蘭德對希瓦娜斯的罪行審判，與姊姊艾蘭里亞表明願意等待希瓦娜斯完成她的贖罪。

### 薩維斯（Xavius）
上層精靈的一員，曾參與過上古之戰，是支持艾薩拉的精靈貴族。在戰爭當中他被瑪法里恩殺死，但是隨後被薩格拉斯復活，成為第一個薩特。但即使是變成了薩特，還是不敵瑪法里恩，再次被他打敗並變成了一棵樹，天崩地裂過後他就被捲入大海之中。
可是在他落海的時候，他又接受了上古之神的祝福，成為夢魘之王。他慢慢地從海中升起，並在流砂之戰過後腐化了大德魯伊范達爾·鹿盔的心志並讓他強迫塞納里奧議會種下新的世界之樹：泰達希爾，然而范達爾原本想讓龍王祝福這顆世界樹時卻失敗了，只好利用其他方法讓薩維斯的計畫進行著。
接著在瑪法里恩再次沉睡之後，薩維斯悄悄地進入了翡翠夢境，並讓瑪法里恩以及綠龍女王伊瑟拉陷入惡夢之中無法脫身，還連帶污染了伊瑟拉的首席配偶伊蘭尼庫斯以及許多翡翠夢境的生物。在巫妖王殞落之後，薩維斯讓噩梦擴散至整個艾澤拉斯，大部分在艾澤拉斯上的種族都陷入噩梦之中。
然而瑪法里恩因為泰蘭妲的協助而從惡夢中脫困，並率領反抗軍對抗薩維斯，最後薩維斯的靈魂被薩魯法爾家族的女戰士蘇拉消滅掉，而樹木真身則被瑪法里恩摧毀了，但萬萬沒想到有一根樹枝卻逃過一劫。
軍團再臨時，重生的薩維斯佈下了層層陷阱，令翡翠夢境與維爾薩拉的部分地區遭到腐化，導致半神塞那留斯、熊神烏索克等均受到腐化，更用已腐化的創世之柱之一的伊露恩之淚突擊綠龍女王伊瑟拉，並使其墮落，迫使泰蘭德˙語風帶領部隊將之擊殺。薩維斯則是趁此時機將大德魯依瑪法理恩˙怒風帶往翡翠夢魘想將其腐化，最後薩維斯在冒險者（玩家）的突擊中被擊敗。

## 亡靈

### 阿薩斯·米奈希爾(Arthas Menethil)
羅德隆王國的王子，卡莉亞·米奈希爾的弟弟。與當年暴風城的王子瓦里安·烏瑞恩為幼時好友。第二次戰爭結束之後，由矮人穆拉丁·銅鬚作為他的戰鬥導師，聖騎士烏瑟則作為他的聖騎士導師。在十九歲時加入了白銀之手騎士團；與庫爾提拉斯的王女珍娜·普勞德摩爾曾是情侶，後因某些因素而分手。之後由於詛咒神教在羅德隆境內散播瘟疫，導致人民被轉化為不死族，阿薩斯與珍娜一同前去調查。在斯坦索姆，阿薩斯爲了防止瘟疫擴散，執意領導軍隊進行屠城，並與珍娜、烏瑟決裂。爾後前往北裂境獵殺瘟疫事件的主謀瑪爾加尼斯，且意外遇到前來尋找符文劍霜之哀傷的穆拉丁·銅鬚一行人。
在找到霜之哀傷之後，阿薩斯舉起霜之哀傷將瑪爾加尼斯擊敗，但是卻被它的低語所逼瘋，變為忠於巫妖王的死亡騎士。接著便帶著天譴軍團返回羅德隆，親手殺死父王泰瑞納斯二世和老師烏瑟，將羅德隆王國毀滅。之後率軍入侵奎爾薩拉斯，在太陽之井復活科爾蘇加德，並入侵達拉然獲得麥迪文之書，將阿克蒙德召喚來艾澤拉斯。
阿克蒙德覆滅后，率領天譴軍團割據羅德隆。此後接到巫妖王的召喚，突破恐懼魔王叛軍和希瓦娜斯的阻擊，返回北裂境的冰封王座，與試圖要摧毀巫妖王的伊利丹·怒風交戰。在最後的戰鬥中，阿薩斯擊敗了伊利丹，並與巫妖王合而為一，就此沉睡了五年。
在這五年當中，有三個靈魂佔據著這副身體，阿薩斯、奈祖奧以及米希阿斯·薩爾奈（阿薩斯的善良面），而最後阿薩斯將奈祖奧以及米希阿斯的意識壓制，獨自佔據了巫妖王的身體。甦醒之後，阿薩斯立刻向全艾澤拉斯宣戰，並率領以達瑞安·莫格萊尼為首的死亡騎士團，企圖摧毀聖光之願禮拜堂底下的聖騎士英靈。然而最後達瑞安發覺到阿薩斯把他們當作棄子，隨即脫離了天譴軍團；而阿薩斯則被手持淨化的灰燼使者的聖騎士提里奧·弗丁擊退。
在遠征北裂境期間，阿薩斯派出天譴軍團精銳，抵抗聯軍的攻勢。在天譴之門之戰中，阿薩斯親自上陣，對抗伯瓦爾·弗塔根和小薩魯法爾所率領的聯軍，但由於幽暗城大藥劑師普崔司的叛變，雙方都損失慘重，阿薩斯也被瘟疫所傷，退回寒冰皇冠。在寒冰皇冠之戰中，希瓦娜斯和珍娜率領的部落和聯盟突襲隊攻入倒影大廳，並從阿薩斯的追殺中逃脫。
在寒冰皇冠的最終戰役中，阿薩斯被提里奧·弗丁所擊殺，霜之哀傷也被灰燼使者擊碎。
《暗影之境》版本補充說明阿薩斯的靈魂被晉升的烏瑟拋至死後世界最底層的「淵喉」。後續版本安杜因取得阿薩斯持有的遺劍「霜之哀傷」，險遭阿薩斯殘存其中的靈魂控制時，瓦利安和薩魯法爾的靈魂現身協助安度因破壞「霜之哀傷」擺脫典獄長和阿薩斯的控制，亦讓阿薩斯僅存其中的靈魂隨之消散。9.25版本中耗盡自己的心能，協助淨化洛丹倫。

### 阿努巴拉克（Anub'arak）
原是尼鲁布蟲人的國王，在蜘蛛之戰中與巫妖王的天譴軍團戰鬥而死，之後整個艾卓-尼鲁布帝國變成了巫妖王的王國版圖，阿努巴拉克也被復活成地穴領主。曾帶領科爾蘇加德參觀納克薩瑪斯並介紹天譴軍。
在第三次戰爭過後，收到巫妖王的命令而帶領阿薩斯前往冰封王座並與伊利丹決戰，在伊利丹被擊敗後，阿薩斯成為了巫妖王並沉睡了五年，阿努巴拉克則是回到了艾卓-尼鲁布繼續統治整个尼鲁布蟲族。
在遠征北裂境期間，艾卓-尼鲁布被阿格瑪大王率領的部落軍隊攻陷，而阿努巴拉克也在戰鬥中殞落。但是在之後的十字軍的試煉中，阿努巴拉克又被巫妖王復活並試圖阻撓試煉的進行，但是他隨後又被部落與聯盟勇士擊敗。

### 達瑞安·莫格萊尼（Darion Mograine）
亞歷山卓斯·莫格萊尼的次子，雷諾·莫格萊尼的弟弟。在得知父親在斯坦索姆戰死並被復活為死亡騎士後，達瑞安帶領四名戰友潛入納克薩瑪斯企圖拯救他的父親。最後只有達瑞安一人生還，成功擊敗了亞歷山卓斯並釋放了父親被禁錮的靈魂，奪回了灰燼使者。隨後爲了徹底拯救父親的靈魂，達瑞安在聖光之願禮拜堂用墮落的灰燼使者自殺，並被復活成為一名死亡騎士。
此後在巫妖王的命令下，以達瑞安為首的死亡騎士團發動了對聖光之願禮拜堂的進攻，企圖摧毀禮拜堂下的聖騎士英靈。最後亞歷山卓斯的亡魂再次出現，喚回了達瑞安的正義良知，達瑞安隨即脫離了天災軍團，並把灰燼使者交給了聖騎士提里奧·弗丁；而巫妖王則被手持凈化的灰燼使者的提里奧擊退。達瑞安帶領死亡騎士團的餘部組建了黯刃騎士團，並向天譴軍團宣戰。
在《巫妖王之怒》期間，達瑞安率領黯刃騎士團與銀白十字軍一起討伐巫妖王，在冰冠冰川的暗影拱頂建立據點，並參與了進攻寒冰皇冠的最終之戰。
《軍臨天下》資料片時，黯刃騎士團與新巫妖王伯爾瓦•弗塔根達成協議，會重組天啟四騎士並以巫妖王的名義與燃燒軍團開戰，之後新巫妖王任命的死亡領主（玩家）順利地復活獸人將軍納茲格寧姆、激流堡國王索拉斯•托爾貝恩與血色大祭司莎莉•懷特邁恩將其轉化為死亡騎士，但在新巫妖王表示要將不久前戰死在破碎海岸的提里奧•弗丁復活成天啟四騎士之首時，達瑞安表現出猶豫的態度但還是與死亡領主（玩家）率領黯刃騎士團攻入聖光之願禮拜堂，在打敗血騎士領主莉亞德倫並準備復活弗丁之際，沉睡在聖光之願禮拜堂的眾英靈發動清算之力重創黯刃騎士團，達瑞安在危急之際犧牲自己讓黯刃騎士團得以逃回黯刃堡，最終在新巫妖王的認可下，死亡領主（玩家）復活了達瑞安並任命其成為天啟四騎士之首。

### 加文拉德·厄運（Gavinrad the Dire）
暴風城騎士團的騎士，為首批受洗的聖騎士，與烏瑟、賽丹·達索漢、提里奧·弗丁和圖拉揚同為白銀之手騎士團的創始元老。曾參加第一次抵抗部落入侵的戰爭，但隨著暴風城的淪陷，他跟隨洛薩等人來到了羅德隆，後因洛薩的推薦，而有幸被大主教阿隆索斯·法奧接納成為五大聖騎士之一。此後，他一直跟隨洛薩、烏瑟等人一直站在抵抗部落的前線堅持作戰。
隨著戰爭的結束，加文拉德決定留在羅德隆，他恪守著聖騎士的職責和使命為國王泰納瑞斯服務。
然而當羅德隆的王子阿薩斯加入成為白銀之手的一員，並被烏瑟收為徒弟時，身為元老的加文拉德與絕大部分聖騎士的見解不同，他對阿薩斯並不看好，不過礙於烏瑟以及泰納瑞斯的顏面，他沉默了。
當阿薩斯墜落成為死亡騎士，侮辱了聖騎士之名後，重燃了加文拉德昔日對其加入白銀之手的不滿，他親自率領部隊作為安多哈爾的第一道防線與天譴亡靈大軍交戰，憤怒的他在此時終於對阿薩斯說出了埋藏在心中多年的話，他認為將這個被寵壞了的王子引薦入騎士團是錯誤之舉，終有一天他會使白銀之手蒙羞。
怒火中燒的阿薩斯舉起霜之哀傷與加文拉德決鬥，最終這位初代聖騎士在此戰喪命。

### 科爾蘇加德(Kel'thuzad)
原六人議會的成員，因為在背地裡進行死靈法術的研究，而被大法師安東尼達斯放逐。隨後聽到巫妖王的聲音而前往诺森德，成為第一個加入天譴軍團的人類，並創立了詛咒神教。在第三次戰爭期間，在羅德隆境內散播瘟疫，接著被阿薩斯所殺。在洛丹伦被毀滅之後，又在太陽之井被復活成巫妖，接著到達拉然奪取麥迪文之書，將阿克蒙德召喚到艾澤拉斯。
在阿薩斯成為巫妖王的四年後，科爾蘇加德帶著天譴軍突襲整個艾澤拉斯，然而最終還是被銀色黎明擊敗。但是他的骨匣被变节者英尼戈·蒙托尔神父接收後，神父隨即背叛了銀色黎明，將克尔苏加德重新復活。在遠征诺森德期間，克科爾蘇加德再次帶著天譴軍突襲聯盟的暮冬城，最终在旗舰納克薩瑪斯上被聯盟和部落合力击败。
《暗影之境》資料片中，科爾蘇加德死後靈魂被分派至死後世界「暗影之境」裡罪惡者集中的「瑞文崔斯」區域。

### 莉莉安•佛斯(Lilian Voss)
不死族刺客。生前原本是血色十字軍的成員，父親為高階祭司本尼迪塔斯˙沃斯(非暴風城大主教)，從小接受了十字軍的狂熱思想與刺客訓練，被父親當成對付天譴軍團的武器利用。
直到莉莉安在一次任務中戰死，但其被希瓦娜斯手下的華爾琪復活。莉莉安無法接受自己成為被遺忘者的一員，便來到十字軍的軍營要求本尼迪塔斯淨化她，但父親為保住自己的威信，要求下屬處死。憤怒的莉莉安在逃出據點後便了解到十字軍的錯誤，轉而對抗十字軍，並最終在血色修道院殺死首領懷特邁恩。
之後莉莉安來到通靈學院想殺光這裡的亡靈生物，但被院長加丁的死靈法術控制轉而攻擊前來援助的冒險者們，雖然危急之時，莉莉安擺脫加丁的控制並反擊他，但莉莉安卻深受重傷，最後莉莉安把擊敗加丁的任務託付給冒險者們後，獨自留下來面對死亡，生死不明。
在軍團再臨時，在盜賊職業大廳中會發現莉莉安也在其中，不久後莉莉安就加入「無冕者」（部落方玩家觸發）一同對抗燃燒軍團。
《魔兽世界：争霸艾泽拉斯》中，莉莉安作为“荣耀战团”的成员，亲自策划和执行了破坏联盟在库尔提拉斯的秘密行动。後來隨著希瓦娜斯離開部落，莉莉安拒絕擔任不死族領導者，偕同珍娜·普勞德摩爾和復活為光鑄亡靈的前羅德隆公主佳莉婭·米奈希爾商討不死族的領導者職缺事宜。

### 普特雷斯（Putress）
被遗忘者皇家药剂师协会的大药剂师，与恐惧魔王瓦里玛萨斯私通意图叛变，天灾入侵事件中研制出一种新的解药解开了天灾军团的瘟疫攻击，联盟与部落“天谴之门”之战中作为第三方用瘟疫袭击了正在激战的联盟、部落与亡灵天灾三方，导致了联盟与部落损失惨重，以及指挥官伯瓦尔·弗塔根的死亡（其实被巫妖王带走），在这之后大药剂师普特雷斯与他率领下的被遗忘者药剂师公然叛变，他们与瓦里玛萨斯的恶魔军团联手占领幽暗城并驱逐希尔瓦娜斯，最后被决意给伯瓦尔报仇的暴风城国王瓦里安·乌瑞恩杀死。

### 希尔瓦娜斯·风行者（Sylvanas Windrunner）
生前為奎爾薩拉斯王國的遊俠將軍，風行者家族中的二姐。在第三次戰爭中因處處阻撓阿薩斯，在死亡之後被他復活成女妖。在巫妖王的力量減弱之後，成功地取回了自己的身體並脫離了天譴軍，將那些反抗巫妖王的不死族們組織起來，並自稱被遺忘者，後來與洛丹伦的恐惧魔王三兄弟對抗，最後將瓦里瑪薩斯納入自己的軍隊中，而其他兩位恐惧魔王則被擊敗。征服了整個洛丹伦之後就加入了部落，並推薦血精靈們也加入部落。
在遠征诺森德期間，由於瓦里瑪薩斯與大藥劑師普特雷斯的叛變導致天谴之门戰役的失敗，讓部落與聯盟雙方同時進攻幽暗城。希尔瓦娜斯與索爾一同進入皇家區並擊敗了瓦里瑪薩斯，後來與瓦里安一行人對峙，不過瓦里安卻被珍娜送走了。後來與珍娜一同進入冰冠堡垒的側邊，打通了灵魂洪炉以及萨隆矿坑，在最後的映像大廳中由烏瑟的靈魂得知了巫妖王的秘密。
在大災變期間，她將巫妖王殘存的瓦格里集結成精英部隊，並參與吉爾尼斯王國以及安多哈爾的戰事。雖然在吉爾尼斯王國的戰鬥中節節敗退，但是她後來成功地利用了瓦格里拿下了安多哈爾城。後與聯盟、熊貓人、部落的領袖及冒險者組成的反抗軍聯合進攻奥格瑞玛，正式擊潰卡爾洛斯，卻在白虎寺審判卡爾洛斯期間暗地和自己的么妹凡蕾莎聯繫，於卡爾洛斯的餐餚投毒，還試圖勸服凡蕾莎在毒殺卡爾洛斯後成為被遺忘者一員，最終此計畫由於安度因·烏瑞恩發現凡蕾莎的異狀，加上凡蕾莎出於醒悟而告之安度因毒害卡爾洛斯的計畫而以失敗告終。
在军团再临开端与瓦里安·乌瑞恩国王并肩作战，共同对抗燃烧军团。后因沃金阵亡，继任部落大酋长的职位。隨後帶領被遺忘者部隊登陸斯鐸海姆，但在途中遭遇由葛雷邁恩所率領的吉爾尼斯狼人部隊與暴風城第七艦隊，雙方展開激戰，而希瓦娜斯的旗艦遭受嚴重的傷害並擱淺到艾蘇納的岸邊。之後希瓦娜斯隻身一人到冥界與海妖黑爾雅簽訂契約，獲得一個靈魂之燈的寶器，想藉由此寶器的力量來束縛華爾琪女神逼迫她創造更多華爾琪供希瓦娜斯使用，此計畫最後被葛雷邁恩給破壞，而希瓦娜斯則揚言並不會就此放棄，因為她認為華爾琪就是被遺忘者能延續的關鍵。
三姊妹重聚期間，因為理念分歧和大姊艾蘭里亞及小妹凡蕾莎決裂。8.0版本中，希瓦娜斯率領軍團進攻卡林多並放火燒毀世界樹泰達希爾，造成夜精靈首都達納蘇斯毀滅和人民傷亡。偕同部落守衛羅德隆遺跡，被聯盟攻陷羅德隆後，搭乘飛船逃離的同時引爆疫病化學炸藥。後命令纳萨诺斯·凋零者和部落勇士执行解救塔兰吉公主和先知祖尔的机密任务，得知刺殺反對自己的萨鲁法尔大王計畫失敗、準備處決的贝恩·血蹄獲救而感到憤怒。最終希尔瓦娜斯於《魔兽世界：争霸艾泽拉斯》中對峙和聯盟合作進攻的萨鲁法尔等人，遭萨拉迈尼双刃击伤，憤而斥責部落盡是廢物和殺死萨鲁法尔，对部落和联盟表達輕蔑，正式脫離部落離去。
《暗影之境》資料片時，希瓦娜斯·風行者設局擊敗時任巫妖王伯瓦爾，破壞其配戴的统御头盔，打破了現世和死後世界的界線，成為《暗影之境》的劇情開端。後續版本中，希瓦娜斯讓試著讓安杜因理解她的行動背後的緣由，發現自己被「淵喉」典獄長利用的真相，經由烏瑟協助整合起生前的記憶和體認自己在戰爭期間犯下的過錯，與烏瑟、薩爾、珍娜、牛頭人領袖貝恩•血蹄合流協助解決暗影國度的問題。在安杜因透過瓦利安和薩魯法爾的靈魂現身協助、破壞「霜之哀傷」擺脫典獄長和阿薩斯的控制後，對自己一度變得和憎恨的阿薩斯同樣感慨萬千，目送阿薩斯殘存的靈魂消散。9.2版本在奥利波斯被仲裁者要求決定掌握指定她的裁判權的當事者，為了贖罪將裁判權交給泰蘭德，接受泰蘭德提出「前往噬淵救贖所有先前被她戕害的靈魂、引領祂們接受奥利波斯的審判，直至最後的犧牲者靈魂離開噬淵為止」的贖罪條件。

### 薩沙理安(Thassarian)
為黯刃騎士團旗下的一名死亡騎士。出生於羅德隆王國的一個軍人家庭，父親齊羅倫（Killoren）是聯盟的老兵以及第二次大戰的英雄之一，薩沙理安也因此對後來光榮戰死的父親極為崇敬，長大後加入羅德隆的軍隊。
後來薩沙理安跟隨阿薩斯王子在追殺魔將瑪爾加尼斯的過程中來到北裂境，並且在王子外出尋找霜之哀傷時和隊長法勒瑞克留下來固守整個軍隊的基地。然而阿薩斯以霜之哀傷擊敗瑪爾加尼斯後，卻突然消失在暴風雪中，前往尋找的法勒瑞克也隨後失蹤。後來薩沙理安獨自找到了法勒瑞克，殊不知他早已被阿薩斯變成死亡騎士，大意的薩沙理安也被一刀殺死，復活後更與兩人一同血洗營地，將整個軍團變成死亡騎士團，隨後這群不死族在阿薩斯的帶領下打著凱旋的旗幟回到羅德隆並攻陷了王國都城，阿薩斯為了讓薩沙理安證明自身的忠心，甚至強迫他砍下親生母親薇薇安的頭顱。
其後他在天譴軍團征服奎爾薩拉斯的過程中，遇見一名精靈遊俠將軍寇爾提拉，寇爾提拉從薩沙理安無法下手殺死他所擊敗的同胞時，了解到薩沙理安仍在抵抗巫妖王的控制，便在一天晚上請求他倒戈，但還是被拒絕了。隨著奎爾薩拉斯的陷落，寇爾提拉最後也在與薩沙理安的對決中殞命，諷刺的是他復活後從此成了薩沙理安最好的戰友。

## 矮人

### 布萊恩·銅鬚（Brann Bronzebeard）
矮人探險家，是銅鬚三兄弟中的老么，麥格尼和穆拉丁的弟弟，曾經參與過第二次戰爭。在第三次戰爭結束之後，他便開始他的探險生涯。在到卡林多探險時，發現了安其拉帝國的封印裂隙，他便告知夜精靈牧師希洛瑪，接著便爆發了第二次流沙之戰。之後他便不知去向，可能是到外域探險了。
之後在《巫妖王之怒》期間，布萊恩到達了泰坦在艾澤拉斯的主要實驗室奧杜亞，他首先進入了石之大廳的電腦，得知關於矮人以及上古之神的資訊。之後他率領探險隊進入奧杜亞內部，卻發現了一個可怕的秘密：上古之神尤格薩倫已經污染了奧杜亞守護者的心智，企圖逃出囚禁祂的這座監獄。最後布萊恩率領探險者協會以及祈倫托解除了尤格薩倫的危機。
然而在他進入到奧杜亞的主控電腦室時，卻發現了一個更為驚人的資訊。由於守護者洛肯的死亡，使得泰坦的萬神殿議會派出觀察者艾爾加隆前來查看艾澤拉斯的情況。而他的情況分析是艾澤拉斯的物種已偏離泰坦設定的演化軌道，準備送出星球重塑的指令。在一番激烈的戰鬥之後，艾爾加隆終被擊敗並說出了他的心聲，並給了布萊恩安全代碼，拯救了艾澤拉斯的人民。
在大災變期間，布萊恩進入了第三個泰坦之城奧丹姆，並潛入了起源大廳的主控室。後來發現起源大廳是執行星球重塑的裝置，並不小心啟動了它；啟動後十秒，布萊恩把電線剪斷後才關閉了它。

### 弗斯塔德·蠻鎚（Falstad Wildhammer）
前蠻鎚矮人大族長庫德蘭·蠻鎚的兄弟。曾幫助達拉然的法師羅甯解救被龍喉獸人奴役的紅龍女王雅立史卓莎。在庫德蘭前往外域之後便接下了大族長的位置。
在大災變期間，由於暴風城國王瓦里安提議讓三族矮人的代表組成三鎚議會，弗斯塔德便以蠻鎚氏族的代表擔任三鎚議會的成員。

### 庫德蘭·蠻鎚(Kurdran Wildhammer)
前任蠻鎚矮人的大族長，曾加入聯盟遠征隊擔任獅鷲騎士的隊長，他的座騎是天翼。在泰罗卡森林追擊部落軍隊時，不慎被對方抓去做為俘虜，後來被達納斯的軍隊救出來。之後與圖拉揚一行人回到黑暗之門旁，掩護卡德加將黑暗之門催毀掉，消除了兩個世界的通道。在黑暗之門開啟後，庫德蘭在影月谷建立了蠻鎚要塞並持續對抗着燃燒軍團。
回到艾澤拉斯後，由於銅鬚矮人公主茉艾拉帶領黑鐵矮人回國，爾後又由暴風城國王瓦里安提出建議，由三族矮人的領導者組成三鎚議會。原本庫德蘭是擔任蠻鎚矮人的代表，但是隨後他宣布打破三族的枷鎖，與穆拉丁以及茉艾拉將三族矮人的聖物摧毀掉。之後讓他的兄弟弗斯塔德·蠻鎚來擔任蠻鎚矮人的代表。
在大災變期間，庫德蘭回到了暮光高地並對抗暮光之鎚以及部落的軍隊。

### 麥格尼·銅鬚(Magni Bronzebeard)
銅鬚三兄弟的大哥，穆拉丁和布萊恩的哥哥，曾參與過第二次戰爭，在父親死後接下了鐵爐堡國王的位置，育有一女茉艾拉。在阿薩斯回國並毀了洛丹伦後，穆拉丁的死訊也傳到了鐵爐堡，麥格尼便憤怒地利用聖騎士亞歷山卓斯·莫格萊尼在第二次戰爭期間撿到的神祕水晶打造一把能夠消滅不死族的武器，也就是灰燼使者。
在第三次戰爭結束後，由於麥格尼對茉艾拉待遇極度不佳，導致茉艾拉離家出走並與黑鐵矮人皇帝達格蘭·索瑞森結婚。麥格尼為此傷心不已並極度後悔，之後找來了聯盟勇士突襲黑石深淵並殺了達格蘭，試圖將茉艾拉帶回去，但是茉艾拉非常憤怒並拒絕回國，麥格尼變得更加沮喪。
之後麥格尼向瓦里安國王尋求援助以對抗黑鐵矮人，然而瓦里安一次又一次地散漫拒絕，讓麥格尼覺得大大地不對勁。後來才遇到珍娜所描述的人類競技場鬥士洛戈許，才認定洛戈許就是瓦里安，並協助他們前往黑石深淵拯救被囚禁的暴風城元帥雷吉納德·溫德索爾。
在遠征诺森德期間收到布萊恩的通知，才知道穆拉丁其實並未死亡，為此麥格尼感到非常開心。然而在遠征結束後，穆拉丁與布萊恩又到處去探險，留下麥格尼一個人。直到瓦里安把安杜因送來鐵爐堡學習，麥格尼才高興有個伴可以陪。之後卡茲莫丹王國發生了慘烈的大地震，麥格尼認為在奥杜尔找到的石板會是解決問題之鑰。但是麥格尼卻誤解了石板上的意思，雖然大地震被平息，麥格尼卻因此變成了鑽石。

### 茉艾拉·索瑞森（Moira Thaurissan）
原姓銅鬚，是鐵爐堡國王麥格尼的獨生女。年輕時曾在前往湖畔鎮的路上被黑鐵矮人綁架，但黑鐵氏族國王達格蘭·索瑞森並沒有將她當作人質，反而給予尊重，認真傾聽她的言語。由於茉艾拉對父親重男輕女的態度不滿已久，她索性趁此機會離家出走，還嫁給了索瑞森大帝，並生了一個兒子達格蘭二世。
然而麥格尼在聽見消息後，反而大怒並認為是黑鐵氏族以魔法迷惑了公主，並派遣刺客殺死達格蘭。茉艾拉得知後非常哀傷，便以自己有孕在身為理由拒絕回家，至此斷絕了與父親的一切聯絡。
後來麥格尼因為用魔法石板平息地震而變成鑽石像，茉艾拉便趁此機會以鐵爐堡唯一繼承人的名義，率領黑鐵氏族進駐鐵爐堡，期間以鐵腕手段統治鐵爐堡，實施戒嚴，甚至連當時來作客的暴風城王子安杜因都被扣留當做人質，除此之外還對外宣稱要重新統一矮人部族。此舉引起了暴風城國王瓦里安的不滿，他親率軍隊並派遣軍情七處打算刺殺茉艾拉。後來安杜因主動與茉艾拉談話，才得知索瑞森並沒有控制她，而是給予父親所沒有的尊重與信任。安杜因親自向瓦里安求情，鐵爐堡危機因此解除，而穆拉丁則繼承了銅鬚氏族的大位，並由矮人三大氏族組成「三鎚議會」一同執掌鐵爐堡。
不久後贊達拉食人妖突擊卡茲莫丹，茉艾拉帶領黑鐵矮人與瓦里安率領的暴風王國援軍一同擊退了贊達拉的部隊。

### 穆拉丁·銅鬚（Muradin Bronzebeard）
銅鬚三兄弟的二哥，曾參與第二次戰爭。在第二次戰爭結束後，擔任鐵爐堡與洛丹伦的大使。在洛丹伦這龐大的王宮中迷路時，看到了阿薩斯慘不忍睹的戰技，便自願擔任阿薩斯的戰鬥導師，結束教導後兩人也變成了好朋友。
與老么布萊恩一樣喜歡到處探險，之後就與探險者協會搭船到诺森德尋找傳說中的符文劍霜之哀傷，可惜去好幾次都一無所獲，但是穆拉丁堅決不放棄。在一次尋找霜之哀傷時遇到天譴軍，便與它們起了衝突，但是穆拉丁也只能勉強擋住它們。後來遇到為了替人民復仇而來的阿薩斯，兩人便決定一起尋找霜之哀傷。
但是看著阿薩斯燒毀了自己的船，並背叛了自己所雇用的傭兵的穆拉丁其實早就知道霜之哀傷的位置，不過穆拉丁卻斥責阿薩斯不該這麼做。只是這時候，天譴軍包圍了整個營地，穆拉丁不得已只好帶阿薩斯去找霜之哀傷；找到霜之哀傷後，穆拉丁解讀了臺座上的古老文字才發現，霜之哀傷是個被詛咒的物品並打消念頭去拿取它，然而阿薩斯卻不聽勸告而召喚了霜之哀傷，包覆符文劍的冰塊就這樣爆裂開來並擊中了穆拉丁。
阿薩斯原本以為穆拉丁已死，但是其實穆拉丁只是暈了過去並失去了記憶，穆拉丁在风暴峭壁中遇到了自己的遠親霜脉矮人，霜脉矮人一看到受重傷的穆拉丁便準備把他帶回去安養。只是這時候在風雪中出現了比矮人高大的螫猛巨蟲，霜脉矮人毫無能力對抗這樣的巨獸，但只見昏迷的穆拉丁甦醒過來，並以自己的斧頭與鎚子擊倒了巨蟲。霜脉矮人一看到穆拉丁拯救了自己便把他稱為霜脉矮人之王，而穆拉丁也願意傳授霜脉矮人他的戰鬥技巧。穆拉丁從此被霜脉矮人稱作約尔格·雷心。
在遠征诺森德期間，聯盟的人找到了穆拉丁走過的足跡，而布萊恩終於在风暴峭壁中找到了穆拉丁，而穆拉丁也因為兄弟重逢而找回了自己的記憶，並同意對抗巫妖王阿薩斯。在冰冠堡垒的砲艇戰中，穆拉丁就擔任聯盟破天號的指揮官。阿薩斯被擊敗後，穆拉丁重新開始他的探險之旅。
在大災變期間，由於大哥麥格尼為了平息大地震而變成了鑽石，之後茉艾拉為了控制整個鐵爐堡居民而實行戒嚴。經過一連串誤會，瓦里安差點就殺了茉艾拉，直到聽到兒子的解說之後才冷靜了下來，並提議讓蠻鎚矮人回歸卡茲莫丹王國，讓茉艾拉代表黑鐵矮人與穆拉丁以及弗斯塔德一同統治矮人王國。

## 巨魔

### 洛克漢（Rokhan）
洛克漢是屬於暗矛食人妖，沃金旗下最厲害的偵查兵，在魔獸爭霸3寒冰霸權首次登場，沃金派洛克漢去幫助雷克薩完成許多困難重重的冒險與任務。
在巫妖王之怒資料片中，洛克漢也被沃金派到部落北伐軍擔任斥候的角色，而在進攻平行時空線的德拉諾時，洛克漢被派遣幫助部落指揮官（玩家）打點要塞的情報收集任務。
在軍團再臨資料片時，沃金戰死後，部落各種族領袖的大會中，食人妖代表方僅洛克漢一人，但這是否代表洛克漢接任暗矛食人妖一族領袖的位置就不得而知了。

### 沃金（Vol'jin）
暗矛巨魔首领，是暗矛巨魔前首领森金的儿子。最早被流放在荆棘谷。后在《魔兽争霸III：冰封王座》兽族奖励战役中接受雷克萨劝说，随雷克萨回到杜隆塔尔。
之后沃金成为萨尔重要的智囊，一直到大灾变时期，萨尔为了修复艾泽拉斯大陆的元素的狂暴决定卸下部落大酋长的职务并转让给加尔鲁什，沃金便又开始辅佐加尔鲁什。
然而事实上沃金作为巨魔，从来就没得到过加尔鲁什的信任。沃金也深知这一点，为了避开加尔鲁什、保护暗矛巨魔，沃金带领族人搬出杜隆塔尔、重回回音岛生活。
在《魔兽世界：熊猫人之谜》中，沃金和加尔鲁什的矛盾更加激化，沃金只是表面服从、内心开始萌发反抗的火焰，但被加尔鲁什抢先出手、派出库卡隆卫士刺杀了沃金。沃金幸运地避开了致命伤，被陈·风暴烈酒带到影踪禅院接受治疗，恢复后的沃金重回回音岛开始组织反叛，此时奥格瑞玛内部的巨魔已经全员处于库卡隆的严密监视中。
最后联盟和部落的反对加尔鲁什的力量齐心协力，攻破了奥格瑞玛，拘捕了加尔鲁什并要求审判他。这时已是极端仇视加尔鲁什和部落的吉安娜趁机向瓦里安·乌瑞恩提出把部落一举消灭，在部落生死存亡的关头，沃金挺身而出，代表部落聆听瓦里安的忠告。后成为部落新任大酋长。
可惜好景不长，而《魔兽世界：军团再临》中，沃金战死。部落大酋长之位也由希尔瓦娜斯接任。《暗影之境》版本中，死後的沃金得知自己生前聽見任命希尔瓦娜斯的低語源自穆爾札拉·低語者和噬淵的陰謀後感到自責，協助玩家（冒險者）解放被流放至噬淵的往生者魂魄，取得綠龍萊贊的最後精華，被熾藍仙野的統治者冬之女王讚許和允諾會給與未來重生的機會。

### 祖爾金（Zul'jin）
阿曼尼食人妖的督軍，在第二次戰爭期間曾加入部落並協助他們進攻奎爾薩拉斯，然而奧格林在奎爾薩拉斯完全地被毀滅之前便把攻擊目標轉向洛丹伦，讓祖爾金非常地不滿並帶著族人脫離了部落。
在第二次戰爭結束之後，阿曼尼食人妖的戰力持續下降，祖爾金在戰鬥途中被俘虜，並被高等精靈刺瞎了一隻眼睛。在其他的食人妖攻擊囚禁祖爾金的營地的時候，祖爾金又切下了自己的左手臂才得以逃跑，在這之後就回到祖阿曼休養。
在黑暗之門重新開啟後，祖爾金趁著精靈衰弱之際想給他們一記打擊並企圖讓阿曼尼食人妖重新統治這片森林，然而祖阿曼卻被霸德的探險隊以及各地來的冒險者攻破，祖爾金也在這場戰鬥中死亡。
但是祖爾金死後所留下來的血影響了霸德的心智，或許有一天他會回來並重新統整阿曼尼帝國。

## 牛頭人

### 貝恩·血蹄（Baine Bloodhoof）
牛頭人酋長凱恩·血蹄之子。第三次戰爭結束後，曾被半人馬（Centaurs）俘獲，後被雷克薩等人救出。
在大災變前夕，由於凱恩死於與卡爾洛斯·地獄吼的决鬥，瑪迦薩·恐怖圖騰發動政變控制了雷霆崖，並派出殺手企圖暗殺貝恩。貝恩前往塞拉摩尋求珍娜·普勞德摩爾的協助，並結識了安杜因·烏瑞恩。貝恩在珍娜的協助下奪回了雷霆崖，將瑪加薩放逐，成為了新任牛頭人酋長。此後貝恩與卡爾洛斯和解，並代表牛頭人向部落宣誓效忠。
在大災變期間，卡爾洛斯由於魯莽行動而陷入野豬人的圍攻，最終被貝恩救下，貝恩也因此解決了奧格瑪的水源問題。
在潘達利亞之霧散去后，貝恩由於沃金被卡爾洛斯暗算而意圖反抗卡爾洛斯。在沃金率領暗矛食人妖起事后，貝恩加入了沃金的反抗軍。後與聯盟、熊貓人、部落的領袖及冒險者組成的反抗軍聯合進攻奧格瑪，正式擊潰卡爾洛斯。
軍團再臨時，貝恩與沃金、索爾所率領的部落軍隊遭到燃燒軍團的埋伏，死傷慘重，在希瓦娜斯•風行者吹響撤退的號角後，背著因擋下三發魔能炮而重傷的索爾離開戰場。
在與燃燒軍團的戰爭結束後，貝恩•血蹄向部落大酋長希瓦娜斯建議，拉攏高嶺牛頭人加入部落。在得到女王的許可後，貝恩邀請高嶺牛頭人酋長梅拉•高嶺來雷霆崖作客，誰知宴會遭到古神部隊的襲擊，貝恩與冒險者一同擊退古神部隊的威脅後馬上趕往高嶺去拯救黯角靈行者，之後梅拉•高嶺為了感謝貝恩與冒險者的幫助，決定加入部落。(在這個事件之後，貝恩•血蹄成為少數知道靈行者黯角是黑龍的人。)
《決戰艾澤拉斯》版本，因為對希瓦娜斯多次有損部落榮譽的行為不滿，在德瑞克·普勞德摩爾復活後便與浪潮賢者澤靈前去救出德瑞克，並將他送還給珍娜，不過也因此導致自身被囚禁和澤靈的死亡。而後，珍娜和奉安度因之命的肖爾與薩魯法爾、索爾、冒險者等聯手救出了貝恩。
暗影國度及相關版本中，與冒險者、盟友們合作解決暗影國度的事件，9.2版本中與冒險者、盟友們在奧利波斯見證仲裁者和泰蘭德對希瓦娜斯的罪行審判，表態雖憎恨希瓦娜斯對包含他在內的部落成員和受害者造成苦痛，但是懷抱仇恨已無益於事，必須讓希瓦娜斯面對自己的受害者、為罪行付出代價。在洛索瑪詢問是否希望在離開暗影國度前與父親見面時，回應父親的精神已常伴身邊，婉拒探視父親的機會。返回艾澤拉斯後招集部落領袖與聯盟簽訂停戰協議。

### 凱恩·血蹄（Cairne Bloodhoof）
年老的牛頭人大酋長，貝恩·血蹄的父親，率領牛頭人一族對抗半人馬的長年侵襲。在第三次戰爭期間，索爾率領的部落協助凱恩擊敗了半人馬，並尋找到新的棲息地，凱恩因此率領部族加入部落。
第三次戰爭后，凱恩在莫高雷建立了新的城市雷霆崖。在雷克薩救出凱恩的兒子貝恩后，作為回報，凱恩協助雷克薩擊敗了海軍上將戴林·普勞德摩爾。
大災變期間，凱恩被索爾指名協助部落的新酋長卡爾洛斯·地獄吼。但由於暮光之錘的挑撥，以及對卡爾洛斯的不滿，兩人決定進行生死决鬥。决鬥中，瑪迦薩·恐怖圖騰在卡爾洛斯的武器上施毒，導致凱恩最後被卡爾洛斯擊殺。
凱恩過身後，貝恩接替凱恩成為新任牛頭人一族領袖。

### 哈缪爾·符文圖騰（Hamuul Runetotem）
牛頭人的大德魯伊，大德魯伊瑪法里恩·怒風的學生，也是已逝的牛頭人酋長凱恩·血蹄的兒時玩伴。接受珍娜的邀請而加入了新提瑞斯法議會。
在夢魘之戰期間，發現了范達爾·鹿盔早已被腐化的事實，但是卻被吸收泰達希爾力量的范達爾擊倒，後來與瑪法里恩等人成功地將他壓制並囚禁起來。戰爭結束後收了在翡翠夢境出生的人類魯坎·狐血為學生。
在大災變前夕，作為牛頭人德魯伊的代表與暗夜精靈德魯伊接觸，但被假扮成卡爾洛斯酋長屬下的暮光之錘教徒偷襲。傷癒后幫助貝恩·血蹄奪回雷霆崖的控制權。
在大災變期間在海加爾山抵禦火元素領主拉格納羅斯的入侵，遭到范達爾的兒媳婦同時也是火焰德魯伊的蕾雅拉襲擊，全身受到嚴重灼傷的哈缪爾被帶回到營地裡接受治療。在傷癒復原后，與瑪法里恩一起成功地擊敗蕾雅拉。此後與海加爾守護者一起進入火焰之地對抗火元素軍團，並與瑪法里恩以及塞納留斯進入薩弗隆內塔擊敗拉格納羅斯。

## 德萊尼

### 阿卡瑪（Akama）
原是卡拉波神廟的的祭司與主教，在獸人被污染並攻佔神廟之後，阿卡瑪便帶著倖存者逃往贊格沼澤避難，但是卻在避難途中被術士的惡魔法術所影響而成了破碎者，之後便對抗著來犯的燃燒軍團。
在伊利丹帶領瓦許以及凱爾前來此地對付瑪瑟里頓的軍團時，阿卡瑪便加入了他們並誓言要奪回卡拉波神廟，然而在瑪瑟里頓被擊敗後，伊利丹卻將神廟占為己有並束縛了阿卡瑪的靈魂。
伊利丹在冰封王座被擊敗後，阿卡瑪密謀要推翻他，便與部落、聯盟以及納魯和瑪翼夫結盟討伐伊利丹，最後伊利丹被擊敗，而阿卡瑪解救了自己與族人並成功地奪回了卡拉波神廟。
在《軍臨天下》資料片中，伊利達瑞再次攻入神廟，希望阿卡瑪能幫助他們對抗燃燒軍團，然而阿卡瑪並不想幫助他們，在凱恩•日怒等惡魔獵人的圍攻之下，阿卡瑪終究不敵被俘，而伊利達瑞決定再次把阿卡瑪的黑暗面剝離出來協助他們並把原本的阿卡瑪留在神廟。（此段若選擇另一位副官受難者˙奧圖斯的話，在神廟擊敗阿卡瑪後，阿卡瑪會欣然接受與伊利達瑞聯手對抗燃燒軍團）

### 諾柏多（Nobundo）
原本是一位德萊尼復仇者，但是與獸人交戰期間被黑暗魔法所影響而變成了破碎者，與聖光失去了聯繫，但是反而讓他可以與德拉諾的元素進行溝通。之後與维纶一起奪取了被凱爾薩斯佔領的暴風要塞的子船埃索达，並於幾個月後在艾澤拉斯迫降。由於维纶的請求，他開始訓練新生代的德萊尼薩滿，也加入了大地之环。
在大災變期間，諾柏多與索爾以及大地之环的首領穆恩·大地之怒，在大漩渦維持地元素位面深岩之洲以及艾澤拉斯之間的裂隙穩定度。

### 復仇者馬瑞德（Vindicator Maraad）
德莱尼的守备官，在以往的资料片中并没有什么太大的作为，因此我们对于玛尔拉德知之甚少，唯一知道的他是暗影议会刺客迦罗娜·半血的舅舅（迦罗娜是玛尔拉德外甥，迦罗娜的母亲是玛尔拉德的妹妹，在古尔丹的兽人攻占卡拉波神殿的时候被俘虏并遭到兽人士兵的凌辱生下了半德莱尼半兽人的迦罗娜），玛尔拉德则在得知迦罗娜的存在后跨越了两个世界最终在艾泽拉斯找到了自己的外甥女迦罗娜，并在之后成为新的提瑞斯法守护者麦德安（麦迪文与迦罗娜的儿子）的导师，在漫画中曾被邀请加入提瑞斯法议会并在之后的一段时间中继续留下来教导麦德安，直到联盟吹响了远征诺森德的号角，玛尔拉德也放下了对麦德安的教导，响应联盟的召唤并与联盟站在一起（玩家可以在联盟炮艇“破天号”上看到玛尔拉德，虽然并没有一个任务指向玛尔拉德）。
在官方小说《先知的教诲》中，伴随着死亡之翼所带来的大灾变，埃索达也受到了同样的冲击，大量难民涌入，加之人类是个本身就喜欢猜忌的种族，眼前的德莱尼又是艾瑞达人的亲族，面对修复完好可能即将驶离艾泽拉斯的埃索达飞船，一场混乱在埃索达爆发，而先知维伦则不愿意接见除了安度因王子之外任何一个人，而此时面对即将修复完成的埃索达，一个问题摆在了德莱尼人面前，那就是是否要继续留在艾泽拉斯，在这个问题上玛尔拉德本人则希望回到外域去重建被兽人毁灭的家园，此时联盟都认为德莱尼会背弃联盟，因此在埃索达的引擎响起轰鸣声之际难民营发生了暴乱，尽管如此玛尔拉德还是用最不愿意使用的暴力手段压制难民的暴动，最终维伦出现平息了混乱并宣称德莱尼人不会离开，此时玛尔拉德第一个站出来反对维伦，而维伦则告诉他“为了对付燃烧军团，他们要让这个世界的人们团结起来构成一个对抗邪恶的终级联盟”。
在新的资料片“德拉诺之王”中守备官玛尔拉德将作为重要人物出场并跟随萨尔、卡德加、莉亚德琳女士等人一起前往德拉诺阻止钢铁部落与加尔鲁什入侵艾泽拉斯的计划，同时关于他的一切也将真相大白，玛尔拉德本人也将重新走上历史舞台。

### 費倫（Velen）
阿古斯的三大領導者之一，與阿克蒙德和基爾加丹同是領袖和好友。擁有一顆名叫阿塔瑪並可預知未來的神秘古老水晶，因此被稱為預言者費倫。曾被來到阿古斯世界的黑暗泰坦薩格拉斯邀請加入燃燒軍團，但費倫卻預知到艾瑞達人若選擇加入，將會被腐化成惡魔，不但阿古斯會生靈塗炭，其它世界也會被毀滅。但基爾加丹和阿克蒙德為了得到力量卻不聽他的勸告，費倫只好帶著部分不願成為惡魔的族人，偷偷地了逃離了阿古斯，展開了漫長的逃亡旅程，而此舉也導致他一直被基爾加丹追殺。
後來在一位名叫克烏雷的納魯幫助下搭乘飛船來到德拉諾世界，建立了沙塔斯並從此與族人自稱德萊尼(意為流亡者)，與當地的獸人保持互不侵犯的關係，持續了數百年安定的日子。但基爾加丹卻在之後找到了他們，利用惡魔之血煽動了狂暴的獸人攻陷沙塔斯。當費倫遂打算逃進納魯的空間飛船風暴要塞，但又被凱爾薩斯佔領，最後德萊尼逃到艾澤拉斯，為了生存選擇加入聯盟。其後與洛索瑪聯合阻止凱爾薩斯召喚基爾加丹，並不計前嫌的幫助血精靈淨化太陽之井。
軍團在臨資料片中，基爾加丹為傷害費倫，派遣其子拉基什進攻德萊尼主城艾索達，最後拉基什在戰爭中被殺，此事成為費倫加入進攻薩格拉斯之墓的原因。而在攻陷薩格拉斯之墓後，阿古斯被傳送到艾澤拉斯附近，所以費倫帶領德萊尼們聯合伊力丹、聯盟勢力、血騎士團和冒險者們一同搭乘艾索達飛往阿古斯與聖光軍團匯合，想在阿古斯與燃燒軍團決戰，最終取得勝利。

## 食人魔

### 丘加利（Cho'gall）
是術士古爾丹創造出來的第一個雙頭巨魔，古爾丹的徒弟，暮光之鎚氏族的酋長。在第二次戰爭期間，丘加利被進一步地改造成巨魔法師。之後在部落進攻羅德隆的時候，古爾丹以及丘加利背叛了部落，率領他們的軍隊前往破碎群島的薩格拉斯之墓。
丘加利被憤怒的部落追兵逼到絕境時，接受了上古之神的祝福而詐死。隨後他重組了暮光之鎚，將其變成信奉上古之神的秘密教派。第二次流砂之戰過後，丘加利率領暮光之鎚前往破碎的安其拉帝國，將那裡當做根據地。之後他與新提里斯法議會對決，最後丘加利被擊敗，但是並未死亡。
在大災變期間，丘加利選定了暮光高地作為暮光之鎚的主基地，突襲了格瑞姆巴托繼續進行暮光龍的培育。最後丘加利被聯盟和部落的冒險者在暮光堡壘擊敗。

### 雷克萨（Rexxar）
兽人和食人魔的混血儿，驯兽师。最早出现在冰封王座兽族奖励战役中。起初和母熊米莎一起在刀锋山流浪，后来穿越到卡利姆多的贫瘠之地时遇到濒死的兽人战士莫戈林，莫戈林请求他为兽人的新酋长送信，遂结识萨尔。萨尔的热情和雄心打动了雷克萨，后雷克萨与巨魔暗影猎手洛坎（旧译“洛克汗”）一起替萨尔处理杜隆塔尔周边的一些问题，途中又结识了陈·风暴烈酒。
雷克萨一行人到荆棘谷说服沃金的暗矛巨魔加入部落并迁移到杜隆塔尔的回音岛。随后雷克萨又从半人马的手中救出贝恩·血蹄，令凯恩·血蹄的神智恢复正常，凯恩遂加入雷克萨的小队。接着雷克萨征服了尘泥沼泽的石槌食人魔。后一行人与吉安娜接触，抵御海军上将戴林·普罗德摩尔对奥格瑞玛的进犯，雷克萨的英勇令他被大酋长萨尔授予“部落英雄”的称号。战后雷克萨婉拒了萨尔的挽留，继续流浪，但雷克萨发誓在部落需要的时候他一定会回来。
黑暗之門再次開啟後，雷克薩回到了外域在刀锋山的雷神要塞，雖然剛開始不被他的父親所接納，但雷克薩還是幫忙解決了在刀鋒山的古羅和食人魔的威脅，最後父子冰釋前嫌。
軍團再臨時，雷克薩從外域回歸並加入了獵人職業大廳「強擊小屋」與其他獵人英雄們一同對抗燃燒軍團。
雷克薩的四個動物伙伴：母巨熊米莎、野猪胡弗、雙足翼龍里奧克和獵鷹斯比雷。

## 惡魔

### 阿克蒙德（Archimonde）
燃燒軍團的兩大高層幹部惡魔之一，號稱污染者，地位僅次於薩格拉斯。原本是來自於阿古斯世界的艾瑞達人，與費倫以及基爾加丹一起為阿古斯的三大領導者，後來與基爾加丹加入了薩格拉斯的燃燒軍團，成為強大的惡魔，並擁有無與倫比的破壞能力。但由於費倫不願意加入燃燒軍團，因此將以費倫為首的艾瑞達人趕盡殺絕。在及後成為薩格拉斯的左右手，並領導着燃燒軍團入侵和摧毀大量世界。曾在艾澤拉斯領導燃燒軍團參與上古之戰，在戰爭期間，殺死了將其惡魔大軍消滅的鹿神瑪洛尼，但自己也受重傷。最後被巨龍和上古精靈的聯軍打回扭曲虛空。
在第三次戰爭期間，被巫妖科爾蘇加德引導到艾澤拉斯，率領燃燒軍團重返艾澤拉斯進行侵略。由於看上世界之樹那無盡的魔力，因此率軍攻打卡林多大陸，並在途中用邪能將達拉然摧毀。而在最後的海加爾山戰役中，阿克蒙德成功突破由人類、獸人和夜精靈所組成的聯軍，並試圖吸取世界之樹的能量，但瑪法里恩卻在其吸取能量途中，喚醒了大量上古精靈的靈魂來引爆世界之樹，炸死了阿克蒙德。
後來又被另一個平行時空的古爾丹召喚並復活，重新領導燃燒軍團。最後被聯盟和部落的冒險者聯手擊敗。臨死前，利用自身力量將古爾丹傳送回正常時空，讓他繼續實行復活薩格拉斯的計劃。

### 巴納札爾（Balnazzar）
屬於恐懼魔王一族，曾與阿薩斯、希瓦娜斯以及加里索斯的軍隊對抗，後來假裝被瓦里瑪薩斯擊敗，實際上是要與他密謀推翻希瓦娜斯。在亞歷山卓斯·莫格萊尼一行人掃蕩斯坦索姆時殺死了聖騎士賽丹·達索漢並附著於他的屍體上，在白銀之手騎士團分裂之後藉著聖騎士元老的名義創立了血色十字軍。
在大災變期間，他將血色十字軍的所有成員轉化成不死生物並捨去了達索漢的軀殼，後來在斯坦索姆被銀白十字軍以及聖光兄弟會打回到扭曲虛空。

### 德赛洛克（Detheroc）
恐懼魔王三兄弟中的大哥，與巴納札爾、瓦里瑪薩斯一起接受阿克蒙德的命令看守羅德隆的天譴軍，在阿薩斯回國之後便與他作對。
在發現巫妖王試圖脫離燃燒軍團獨立時，與另外兩名恐懼魔王一起發動政變，奪去了羅德隆城的控制權。
德賽洛克控制住了加里索斯以及他的殘餘聯盟軍隊的心智以替他效命，後來被希瓦娜斯擊敗，靈魂回到了扭曲虛空。

### 基爾加丹(Kil'jaeden)
艾瑞达的三大領導者之一，與先知维纶是好友。在薩格拉斯到達阿古斯星時接受了他的提議並加入了燃燒軍團，當维纶退出並開始逃亡時他勃然大怒，開始對维纶進行無止盡的追殺。
在過了長久的時間之後，基爾加丹一路追到了德拉諾，找到了维纶以及在這生活的獸人。基爾加丹想要利用獸人來幫他消滅德萊尼，便化作奈祖奧妻子的靈魂，告訴他德萊尼是敵人。在奈祖奧發現被欺騙並自我放逐之後，基爾加丹便將目標轉向他的徒弟古爾丹，教導他術士的法術並讓他組成了部落，將德萊尼消滅殆盡，從此銷聲匿跡。
在第二次戰爭過後，奈祖奧開啟了大量的傳送門並進入了其中一道門，結果遇上了基爾加丹，基爾加丹將奈祖奧的靈魂折磨殆盡，將他的肉體消滅至只剩骨骸，並結合扭曲虛空的冰塊並丟到艾澤拉斯的诺森德，要他創造出能夠替燃燒軍團增加戰力的士兵。
在第三次戰爭過後，奈祖奧背叛了燃燒軍團，因此基爾加丹找上了伊利丹並命令他摧毀冰封王座；然而伊利丹卻失敗了。伊利丹回到外域後將自己封閉在黑暗神殿內，而基爾加丹派出了厄運行者成天敲打著神殿的大門。而在這之後又與凱爾薩斯定下契約，凱爾計劃要將基爾加丹召喚到艾澤拉斯，而突襲了銀月城劫走了安薇娜以及莫魯，利用他們的能量重新啟動太陽之井。後來基爾加丹半成功地進入了艾澤拉斯並與破碎之日進攻部隊以及藍龍軍團戰鬥，最後他被卡雷苟斯以及安薇娜的力量擊敗並退回到了扭曲虛空。
之後基爾加丹又與平行世界的古爾丹合謀，企圖在薩格拉斯之墓再度召喚薩格拉斯，並派遣費倫的兒子拉基什進攻艾索達作為牽制。原本要以伊利丹的屍體作為媒介，但又受到聯盟與部落軍隊阻撓而使召喚儀式失敗，並導致伊利丹復活，古爾丹也被殺死。事後基爾加丹藉由靈視得知費倫對自己尚存戒心，便親自率領艦隊攻打敵軍據點，結果被卡德加、伊利丹和費倫聯手擊倒，葬身於飛船的爆炸中。

### 瑪爾加尼斯(Mal'Ganis)
被阿克蒙德派去監視巫妖王的恐惧魔王。在第三次戰爭期間，散播瘟疫到洛丹伦的各地並在斯坦索姆與阿薩斯會面，接著引導他到北裂境做最後決戰。瑪爾加尼斯最後被手持霜之哀傷的阿薩斯击败。
在遠征北裂境期間，他附身于之前失踪已久的血色十字军海军将军韦斯温，暗地裡控制著這些狂熱的聖騎士們。後來在寒冰皇冠與黯刃騎士團對決，在瀕死之際打開了通往克索諾斯的傳送門，回到自己的母星休養。

### 瑪諾洛斯（Mannoroth）
深渊领主的領導者，也是燃燒軍團的將軍，曾參與過上古之戰。在基爾加丹與奈祖奧接觸後，瑪諾洛斯讓獸人喝下他的血，將大部分的獸人變成綠皮膚的狂暴戰士，藉著這股狂暴之力將德萊尼消滅殆盡。在第三次戰爭中，瑪諾洛斯與燃燒軍團再次入侵艾澤拉斯。之後他跟著獸人來到了卡利姆多，並讓當時與夜精靈陷入苦戰的葛羅再次喝下惡魔之血成為魔獄獸人，藉機將強大的半神塞納留斯殺死。
而在索爾與珍娜的淨化之下，葛羅恢復到喝血前的狀態，之後索爾與葛羅兩人前往屠魔峡谷與瑪諾洛斯戰鬥。瑪諾洛斯最後被葛羅的奮力一擊所擊殺，而他死後噴出的烈焰也燒死了葛羅。

### 提克迪奧斯(Tichondrius)
扭曲虛空的惡魔種族納斯雷茲姆的領袖，號稱恐懼魔王。曾經率領族人入侵多個世界，後來與族人被泰坦薩格拉斯所撃敗並囚禁。當薩格拉斯成為黑暗泰坦並變成惡魔時，這些惡魔被其重新釋放，以作為其爪牙。在體驗了薩格拉斯那無與倫比的黑暗力量後，提克迪奧斯決定和族人一起投靠這位黑暗泰坦，加入燃燒軍團，將所有世界摧毀。
在第三次大戰期間，作為監視巫妖王奈祖奧一舉一動的他來到了艾澤拉斯世界，確保其不會辜負燃燒軍團的期望和入侵艾澤拉斯的計劃能順利進行。在阿薩斯墜落成為巫妖王的死亡騎士後，現身向他下達利用太陽之井復活死靈法師科爾蘇加德的命令。及後又指使阿薩斯奪取其父的骨灰罈，以測試他的忠誠。在見證了偉大的聖騎士烏瑟之死、高等精靈王國奎爾薩拉斯的摧毀、科爾蘇加德的復活、天譴軍團對魔法城市達拉然的圍攻、以及燃燒軍團領導者之一的阿克蒙德重新降臨艾澤拉斯。之後燃燒軍團便隨著阿克蒙德的到來而展開第二次對艾澤拉斯世界的侵略，而阿克蒙德也宣布了巫妖王再沒有存在的必要，並將天譴軍團的指揮權交給了提克迪奧斯。而之後在費伍德森林中，他被吸取古爾丹之顱力量的伊利丹所擊敗。

### 瓦里瑪薩斯（Varimathras）
在第三次戰爭期間奉命看守羅德隆天譴軍的恐懼魔王三兄弟之一，原本想要用武力來逼希瓦娜斯加入推翻阿薩斯的計畫，後來反被她擊敗並作為她的顧問、幫助她推翻自己的兄弟來奪取羅德隆的控制權。雖然表面上是臣服於希瓦娜斯，卻在暗地裡與巴納札爾密謀推翻她的計畫。
在《巫妖王之怒》期間，與大藥劑師普崔斯發起叛變，殺光了天譴之門的部落與聯盟士兵，並趁亂奪得了幽暗城的控制權，後來被索爾以及希瓦娜斯擊敗，靈魂回到了扭曲虛空。

## 龍

### 雅立史卓莎（Alexstrasza）
紅龍軍團的領導者，生命守縛者，五大守護巨龍之一，負責守護艾澤拉斯的生命。曾在上古之戰期間分配力量來製作巨龍之魂。在上古之戰結束后，與瑪法里恩、伊瑟拉和諾茲多姆一起種下了世界之樹諾達希爾。
第一次戰爭結束后，龍喉氏族的首領祖魯希德找到了被藏匿的惡魔之魂，并利用它讓雅立史卓莎屈服於他，替部落在第二次戰爭期間生產龍騎士對抗聯盟。在格瑞姆巴托之戰中，雅立史卓莎被羅甯等人釋放，並在其他守護巨龍的協助下挫敗了死亡之翼的陰謀。
在遠征北裂境期間，由於瑪里苟斯統治的藍龍軍團粗暴地干涉凡人種族使用魔法的權利，雅立史卓莎被迫于其他龍族組成龍眠協調者，對抗藍龍軍團。在奧核之戰中，瑪里苟斯最終被龍眠聯軍與祈倫托聯合擊殺。
在大災變期間，雅立史卓莎率領紅龍軍團在暮光高地與死亡之翼以及暮光龍軍團展開決戰，但雅立史卓莎被死亡之翼擊敗，身負重傷，最後在凱雷斯塔茲的掩護下逃脫。此後由於對配偶凱雷斯塔茲的誤會與聖所被毀的打擊，雅立史卓莎幾近崩潰，但在索爾的幫助下，雅立史卓莎回到了龍群身邊，並與索爾和其他守護巨龍一起擊敗了暮光龍軍團的入侵。
在與死亡之翼的最後決戰中，雅立史卓莎與其他守護巨龍一起將力量全部灌輸到巨龍之魂中，最終擊敗了死亡之翼，雅立史卓莎與其他守護巨龍也因此失去了泰坦的力量，變回了普通巨龍。
《暗影之境》版本中，透過玩家扮演的冒險者得知綠龍伊瑟拉在死後世界暗影國度的亞登曠野復甦的消息，委託冒險者將伊瑟拉生前贈與她的雕像和對伊瑟拉的思念轉達給她。

### 安納克羅斯（Anachronos）
青銅龍王諾茲多姆的子嗣，青銅龍軍團的領袖之一。一千年前的流沙之戰中龍族的領導者。
在第二次流沙之戰中，召集凡人冒險者尋回流沙節杖的碎片，打開安其拉之門，並與聯盟和部落的聯軍一起擊敗了其拉蟲人的入侵。
在大災變期間，安納克羅斯洞察到了魔樞的邪惡魔法波動，並委託冒險者調查此事。

### 亞雷苟斯（Arygos）
藍龍王子，瑪里苟斯之子。在一千年前的流沙之戰中，與麥琳瑟拉以及凱雷斯塔茲一同進入安其拉帝國內壓制其拉蟲族，以讓安納克羅斯完成封印法術，之後被困在帝國內長達一千年的時間。
一千年後，由於封印的不完全而讓其拉蟲族再次在地面上游走，之後由部落、聯盟以及巨龍軍團所組成的卡林多之力大聯軍解除了安其拉帝國的封印並與其拉蟲族軍團對抗，亞雷苟斯等人也因此而重獲自由，並打倒了上古之神克蘇恩。
在奧核之戰中支持瑪里苟斯。在瑪里苟斯被擊敗后，亞雷苟斯與卡雷苟斯競爭藍龍王之位，並與死亡之翼勾結。其間冒險者與塔瑞克苟薩一同發現了亞雷苟斯的陰謀。
在雙月相擁之刻，藍龍一族舉行會議選舉新的藍龍王，卡雷苟斯獲得了藍龍王的力量，揭穿了亞雷苟斯，並擊退了暮光龍軍團的入侵。亞雷苟斯被暮光軍團處死，作為失敗者的代價。

### 凱雷斯塔茲（Caelestrasz）
雅立史卓莎的兒子，正統的紅龍王子，人形態是夜精靈凱倫（Calen）。在一千年前的流沙之戰中，與麥琳瑟拉以及亞雷苟斯一同進入安其拉帝國內壓制其拉蟲族，以讓安納克羅斯完成封印法術，之後被困在帝國內長達一千年的時間。
一千年後，由於封印的不完全而讓其拉蟲族再次在地面上游走，之後由部落、聯盟以及巨龍軍團所組成的卡林多之力大聯軍解除了安其拉帝國的封印並與其拉蟲族軍團對抗，凱雷斯塔茲等人也因此而重獲自由，並打倒了上古之神克蘇恩。
在大災變期間，凱雷斯塔茲率領一部份的紅龍軍團來到暮光高地以對抗暮光之鎚，之後加入了與死亡之翼以及暮光龍軍團的戰鬥，在雅立史卓莎被擊倒後，凱雷斯塔茲成功地引開了死亡之翼的注意並成功逃脫。但是在暮光堡壘內與冒險者一同對抗辛薩莉雅時，凱雷斯塔茲犧牲了自己讓冒險者能夠擊敗辛薩莉雅。

### 伊蘭尼庫斯（Eranikus）
綠龍女王伊瑟拉的配偶。率領綠龍軍團在悲傷沼澤與哈卡及其信徒作戰。
此後受到上古之神的腐蝕，墮落成爲了“夢境暴君”。由於持有流沙節杖的碎片，伊蘭尼庫斯最終被冒險者召喚到現實世界並擊敗，伊蘭尼庫斯自身也被淨化。
在夢魘之戰期間，伊蘭尼庫斯爲了拯救翡翠夢境和伊瑟拉而自爆。

### 葛拉克朗（Galakrond）
巨大的上古元龍，由於作為泰坦創造守護巨龍的原型而被稱為“巨龍之祖”。被守护者提爾與五色巨龍擊殺於龍骨荒野。在遠征北裂境期間，天譴軍團試圖將葛拉克朗的遺骨復活為冰霜巨龍，但他們的陰謀被龍眠協調者挫敗。

### 考雷斯塔茲(Korialstrasz)
屬於紅龍軍團的成員，擁有許多人形的偽裝，其中一個是著名的高等精靈法師卡薩斯（Krasus），原六人議會的成員。他是紅龍女王雅立史卓莎的第四任配偶，始終對他的女王忠心如一。曾參與過上古之戰，在戰爭期間被騙，分出自己的一部分力量鑄造聖物巨龍之魂。
在第二次戰爭結束後數年，秘密指派學徒罗宁去格瑞姆巴托拯救被囚禁的阿莱克斯塔萨，也就是那期間真實身分被罗宁拆穿。在第三次戰爭過後，將太陽之井的精華幻化為安薇娜。此後又被青銅龍王諾茲多姆送回過去，與罗宁以及獸人戰士布洛克斯希加一起修正上古之戰中被擾亂的時間線。在遠征诺森德期間，曾與其他龍族進行關於對抗藍龍軍團的會議並參與魔枢之戰。
在大災變期間，又因為死亡之翼復出的問題而在龍眠神殿進行聚會。由於與阿莱克斯塔萨為了藍龍軍團的事情而吵了一架，爾後自願去红玉圣殿看管龍蛋。但是暮光之鎚突然突襲並腐化了在場所有的龍蛋，為了不讓更多的龍蛋腐化，考雷斯塔茲將五個龍族聖所利用秘法能量連結起來，並犧牲了自己來摧毀龍蛋。

### 奈法利安（Nefarian）
黑石塔的主人，死亡之翼奈薩里奧的長子，黑龍公主奧妮克希亞的長兄。在其父退隱后，坐上領袖交椅領導黑龍軍團。在其忠誠的巨龍黨羽協助下，與拉格納羅斯展開鏖戰並最終掌控了整個黑石山及其周邊地區。
在取得黑石山的統治地位後，奈法利安決定反擊其他巨龍和凡人世界，但最終被聯盟與部落的聯軍們所擊敗。

### 奈薩里奧（Neltharion）
黑龍軍團的領導者，曾是五大守護巨龍之一，為大地看守者，其力量由塑形者卡茲格羅斯所賦予，被泰坦任命看守深岩之洲的地元素。在上古之戰期間遭到上古之神的低語所洗腦，最終淪為邪惡的巨龍。他欺騙了其他四位龍王分出一些力量來製作極具毀滅性的神器——巨龍之魂。
雖然巨龍之魂的力量消滅了數以百計的惡魔，但是奈薩里奧隨即將矛頭轉向反抗軍，想要創造由黑龍所統治的世界。想要阻止他的藍龍王瑪里苟斯以及藍龍軍團反而被巨龍之魂的力量所害，絕大多數的藍龍都在這場戰爭中死亡，瑪里苟斯也因此而發瘋；而奈薩里奧也因為身體承受不住巨龍之魂的力量，而變成全身為熔炎狀的怪物，之後自稱死亡之翼；而他的巨龍之魂也在戰爭過後被其他三個龍王下詛咒，讓所有的龍族無法使用這項神器，並藏到一個隱密的地方，之後巨龍之魂也改名作惡魔之魂。
在第一次戰爭結束後，他還是發現到了惡魔之魂的藏匿處，並引導獸人來找到這項神器。龍喉獸人的領導者祖魯希德利用它來控制紅龍女王阿莱克斯塔萨以及其配偶塔蘭尼斯塔茲，讓她生產供部落使用的龍騎士。當部落在第二次戰爭中敗退後，奈薩里奧幫助了尋求其他神器的死亡騎士泰朗·血魔，並趁機把黑龍蛋送到德拉諾去孵化，且奪取了古爾丹之顱。
他把蛋放在刀锋山脈中，但是隨即卻被圖拉揚一行人打破。憤怒的他現身並與圖拉揚以及古羅起了衝突，原先是奈薩里奧佔了上風，但是之後卻被卡德加利用閃現術將他身上的板甲拆除，之後便逃回艾澤拉斯。戰爭結束後又過了幾年，奈薩里奧假冒為流亡的奧特蘭克貴族，名為普瑞斯托並藉機涉入聯盟的事務。但是在格瑞姆巴托之戰期間，他現身並與被釋放的塔蘭尼斯塔茲對抗，最後塔蘭尼斯塔茲因年老以及長期受創而死在卡茲莫丹的山脈中。
在惡魔之魂被罗宁摧毀後，龍王們恢復了他們的力量並與奈薩里奧對抗，不過奈薩里奧卻在命危之時趁機逃入深岩之洲，之後便在地元素位面休養。在燃燒的遠征結束之後，他接下了配偶希奈丝特拉死前未完成的暮光龍研究，並在遠征诺森德期間任命自己的兒子奈法利安回到黑曜聖所並繼續研究暮光龍；巫妖王殞落之後又突襲了红玉圣殿並嘗試孵化更加強大的暮光龍。
之後在深岩之洲休養的他，加入了上古之神的行列並讓暮光之鎚替他裝上由源質礦所製作的板甲，並衝破了泰坦創造的世界支柱，導致深岩之洲無法保持穩定並撕扯艾澤拉斯的大地，讓艾澤拉斯產生了一連串的天災，這就是在天崩地裂之後艾澤拉斯所面臨到的第二個災難。
他在大災變期間不斷地在世界各地焚燒，並於暮光高地與雅莉史卓莎戰鬥。接著便率領暮光龍軍團突襲了在龍眠神殿的集會的其他四色龍群，並趁機挑撥離間讓藍龍王子亞雷苟斯加入他。之後讓暮光神父俘虜藍龍公主泰蕾苟萨，將她的後裔腐化成暮光龍並實行可怕的實驗。之後利用亞雷苟斯的死亡來觸動永恆之眼內的聚焦之虹，將瑪里苟斯在魔枢之戰中所收集的所有能量全部輸入到奈法利安的最終巨作——多彩龍克洛瑪圖斯。而在整個事件結束之後，奈薩里奧便又躲了起來並盤算著新的計畫。
最後死亡之翼率領暮光之鎚在龍眠神殿與大地之环以及巨龍軍團戰鬥，之後他飛到大漩渦並瓦解了自己的鎧甲，冒出了自己本身被上古之神污染的熔岩物質與龍王們戰鬥，最後死亡之翼終於在大漩渦被消滅。

### 諾茲多姆（Nozdormu）
青銅龍軍團的領導者，五大守護巨龍之一，是掌管時間的龍王，其力量由萬神殿議會的領導者阿曼瑟尔所賜與。在格瑞姆巴托之戰期間，曾與其他三個龍王一起對抗死亡之翼。之後卻栽入研究時間的秘密而陷入忘我的狀態，失蹤了好一段時間。在遠征诺森德期間，另一個時間線的他在青銅龍殿與恆龍軍團對抗着。
在大災變期間，忘我的他終於被索爾所點醒，並回到所屬的時間線。之後與其他龍王以及瑪法里恩和索爾一起在海加爾山集會。
在回到過去取得巨龍之魂的過程中，諾茲多姆與冒險者將會在終焉之刻擊敗未來的自己，也就是恆龍王姆多茲諾。
由於把泰坦給自己的力量全部灌輸到巨龍之魂以擊敗死亡之翼，諾茲多姆變成了普通的青銅龍，但是依舊執行守護艾澤拉斯的任務。

### 辛薩莉雅(Sintharia)
黑龍軍團的一員，死亡之翼的配偶，同時也是奈法利安以及奧妮克希亞的母親。人形態是血精靈希奈丝特拉，是唯一與死亡之翼交配還能存活下來的母黑龍，但即使是活了下來身體還是受到嚴重的灼傷，即使是變為人形態也無法掩蓋住傷口。因為憎恨死亡之翼，因此總是以人型態化名自稱，捨棄了身為龍型態的真名。
在黑暗之門重新開啟之後到了破碎的外域，並威脅龍喉魔獄獸人的酋長莫格交出一些虛空龍的蛋，並以這些蛋為原型，創造出了第一個完全體暮光龍：達貢納克斯。但是由於達貢納克斯的心智不完全以及力量使用不當而打開了撕裂力場，將自己以及辛薩莉雅殺死。
在大災變期間，死亡之翼使用了死靈法術將辛薩莉雅復活，並將她安排到暮光堡壘內協助丘加利。後來與凱雷斯塔茲以及冒險者戰鬥，凱雷斯塔茲接著犧牲了自己協助冒險者擊敗辛薩莉雅。

### 怒西昂（Wrathion）
又譯為怒西昂(wrath在英文中意為憤怒)，黑龍王奈薩里奧的兒子。由於他還在龍蛋裡面的的時候，就被紅龍族的科學家莉雅史卓莎(Rheastrasza)以泰坦神器淨化，因此成為了唯一逃過古神污染的黑龍，但死亡之翼聽聞莉雅史卓莎的黑龍育種實驗成功後，便開始追殺她，於是莉雅史卓莎用自己的蛋掉包，成功犧牲自己蛋救了拉西昂。
之後拉西昂被拉文霍德盜賊收養，並開始計畫剷除會威脅他的黑龍族，但由於他不信任紅龍族，他便雇傭許多暗殺者，刺殺了躲在吉爾尼斯和卡拉贊等地的強大黑龍，死亡之翼死後，他的暗殺黑龍的計畫讓他幾乎成為唯一一條僅存的黑龍。（除了玩家的兩隻黑龍坐騎、外域的賽柏利安和高嶺的黯角）
大災變結束後，拉西昂帶著手下來到潘達利亞，並結識了暴風城王子安杜因，兩人成為朋友。但後來他看到聯盟與部落為了搶奪資源爭戰不休，認為這樣的艾澤拉斯無法抵抗即將入侵的燃燒軍團，於是開始派手下激化雙方的戰爭，並在戰爭末期加入圍攻奧格瑪的行動，企圖讓聯盟消滅部落，這樣統一的世界才能對抗將來的威脅。但之後瓦里安卻與大酋長沃金和解，拉西昂得知消息後勃然大怒，暗中協助了青銅龍叛徒凱洛斯，幫卡爾洛斯逃獄，並將他送回了三十五年前的德拉諾。拉西昂認定他保護艾澤拉斯的計畫已經失敗，面對安杜因的阻止，怒西昂並沒有聽從這位好友的勸告。最後，黑龍王子前往德拉諾，繼續他拯救世界的計畫。
軍團再臨時，冒險者（玩家）受到青銅龍克羅米的請託來阻止她再不久的未來會被暗殺的命運（據克羅米所說，她以前就看過自己的結局，並不是被暗殺死的，所以她被暗殺的事情才是被扭曲的時空），當克羅米和冒險者來調查黑曜龍殿時，遇到黑龍王子拉西昂，黑龍王子表示克羅米被暗殺的事絕對跟他沒有任何關係，因為他才剛回來就發現黑曜龍殿已經被不死族給佔領了。並反過來要求克羅米和冒險者去幫他清除黑曜龍殿裡的不死族部隊。

### 伊瑟拉（Ysera)
綠龍軍團的領導者，掌管的翡翠夢境的一切，其力量由生命守縛者伊歐娜所賦予，曾在上古之戰期間分配力量來製作巨龍之魂；她同時也是半神塞納留斯的養母。在上古之戰結束後，與瑪法里恩、雅立史卓莎以及諾茲多姆種下了世界之樹諾達希爾，並讓德魯伊們能夠在夢境中進行協助治癒大地的工作。
在第三次戰爭結束後，她因為翡翠夢魘的緣故而受困於噩梦之中。在夢魘之戰期間，她成功地被瑪法里恩救出來，並於戰爭結束過後賜與泰達希爾祝福。
在大災變期間，與海加爾守護者一同對抗火元素軍團，並把死去及失蹤的半神們找回來。之後與眾龍王以及瑪法里恩與索爾在海加爾山集會，試圖治愈世界的創傷。在與死亡之翼的最後決戰中，伊瑟拉與其他守護巨龍一起將力量全部灌輸到巨龍之魂中，最終擊敗了死亡之翼，与雅立史卓莎和其他守護巨龍一样，也因此失去了泰坦的力量，變爲了普通巨龍。
在《軍團再臨》中,伊瑟拉被夢魘之王薩維斯用被腐化的創世支柱之一的神器:伊露恩之淚所擊中而被夢魘腐化，最後在伊露恩神殿被泰蘭德與祭司們擊倒，靈魂得到月神的祝福得以解脫，進而淨化伊露恩之淚。
在《暗影國度》中，伊瑟拉死後抵達暗影國度裡的熾藍仙野，告訴冒險者她在夢境感知的事件和艾澤拉斯的連串重大事件不謀而合，委託冒險者協助引導被「夜之戰神」力量和仇恨影響的泰蘭德。

## 泰坦

### 阿格拉瑪(Aggramar)
泰坦萬神殿的成員。曾與薩格拉斯共同對抗來自扭曲虛空的惡魔。當初便是他發現艾澤拉斯被上古之神侵蝕。由於阿格拉瑪認為艾澤拉斯擁有龐大潛力，因此他說服萬神殿全員出動進攻古神，並為此創造了守護者提爾。
但戰爭結束後阿格拉瑪在卻又在宇宙中發現了一群兇惡的惡魔軍團，反常的有計畫，行動一致地到處破壞星球，而此惡魔軍團的首領竟是出走的薩格拉斯。驚愕的他想與薩格拉斯談判，但無奈昔日的戰友卻完全不聽勸，他只得找來萬神殿與其對抗。最後阿格拉瑪在與薩格拉斯的決鬥中被砍死。隨後被薩格拉斯復活並被其控制。
在阿古斯戰役中，阿格拉瑪被費倫、伊利丹、卡德加與冒險者們擊敗並恢復理智，最後聯合其他甦醒的泰坦們，一起把寄生在艾澤拉斯上的薩格拉斯拉回萬神殿。

### 阿曼蘇爾(Aman'Thul)
萬神殿的至高之父，薩格拉斯的兄長，為傳說記載最早的泰坦。曾主導對上古之神的戰爭，期間創造了守護者萊和歐丁。能力相當強大，連最強古神亞煞拉懼都敵不過。戰爭結束後指派了艾爾加隆監視艾澤拉斯，但由於薩格拉斯毀滅了萬神殿，阿曼蘇爾便與守護者們失聯了。

### 薩格拉斯（Sargeras）
薩格拉斯原本是泰坦萬神殿議會的成員，也是議會中最強大的戰士。但是在與惡魔的戰鬥中卻被納斯雷茲姆（恐惧魔王）所污染，就此背叛了萬神殿，並組成了惡魔的大聯軍燃燒軍團。
他在阿古斯星時，成功說服了當時艾瑞达的其中兩位領導者——基爾加丹以及阿克蒙德加入燃燒軍團。
在黑暗之門開啟前一萬年，薩格拉斯企圖對艾澤拉斯展開第一次的入侵，便帶著燃燒軍團與上層精靈結盟，對抗黑羽領導的反抗軍。當薩格拉斯踏入艾澤拉斯時，獸人戰士布洛希加犧牲自己，將薩格拉斯打回到扭曲虛空。
之後在诺森德時，與前任守護者艾格文對決卻故意輸給她，並在她不知情的狀況下潛藏在她的身體內。當艾格文懷了麥迪文時，薩格拉斯藉機附身到他身上，並在他醒過來之後將提瑞斯法議會摧毀。
之後在卡拉贊的戰鬥中，麥迪文被洛薩以及卡德加所擊殺，薩格拉斯的靈魂轉而寄生在艾澤拉斯這個星球之中。
軍團再臨最後的戰役中，所有甦醒的泰坦們集合眾神之力，要將薩格拉斯從艾澤拉斯拉回萬神殿，在最後一刻之時，薩格拉斯將自己的劍插進了艾澤拉斯作為一個伏筆。

## 古神和元素領主

### 馭風者奧拉基爾(Al'akir the Windlord)
統治著天空之牆的風元素領主。在上古時代與其他三名元素領主一起作為上古之神的僕從，上古之神被擊敗后被泰坦封印於元素位面。
在大災變期間，奧拉基爾作為上古之神的僕從，協助死亡之翼進攻艾澤拉斯。由於元素位面的障壁被死亡之翼打破，奧拉基爾與他的風元素軍團現身於奧丹姆，意圖奪取起源大廳。最終冒險者們攻入了四風王座，將奧拉基爾擊敗。

### 克苏恩（C'Thun）
曾經統治艾澤拉斯的上古之神之一，在泰坦到來後被泰坦擊敗並封印在希利蘇斯。
之後克蘇恩腐化並控制了其拉蟲人，安其拉帝國在克蘇恩的操縱下與夜精靈之間爆發了第一次流沙之戰。戰爭中夜精靈獲得了巨龍的幫助，成功的擊退了其拉蟲人，並以巨大的代價將其封印在了甲蟲之門後面。
在一萬年后的第二次流沙之戰中，克蘇恩和其拉蟲人軍隊最終被聯盟、部落與龍族組成的卡林多之力聯軍擊敗，並被再次封印。
名字源自克蘇魯神話中的舊日支配者克蘇魯（Cthulhu）。

### 恩若斯（N'Zoth）
被認為是艾澤拉斯四大古神中最弱的一位，在遊戲中也和玩家的主線劇情少有接觸，被認為在背後主導奈薩里奧的腐化、艾薩拉女王與其他高等精靈納迦的轉化與翡翠夢魘的生成。恩若斯在亞煞拉懼遭到泰坦們擊殺後率先遭到封印。
在大災變期間，恩若斯呼喚元素與暮光教徒前來輔佐死亡之翼，計畫在死亡之翼殲滅部落與聯盟以及其他龍族後，殺死死亡之翼重新主導艾澤拉斯，復興黑暗帝國（在泰坦來到之前，由古神所統治的艾澤拉斯）。不過即使在恩若斯給予了死亡之翼許多力量後，仍然不敵泰坦的力量，最後死亡之翼遭到巨龍之魂擊殺，間接破壞了恩若斯征服艾澤拉斯的計畫。
翡翠夢魘的薩維斯聲稱自己是恩若斯的僕從。
軍團再臨時，暗影牧師所持有的神兵武器薩拉塔斯·黑暗帝國之刃可以將其外觀變形為恩若司之爪。
名字源自克蘇魯神話中的舊日支配者克蘇魯（Cthulhu）第三位子嗣佐斯·奧摩格（Zoth-Ommog）。

### 拉格納羅斯（Ragnaros）
火元素的領主，原本是上古之神的手下，在上古之神被泰坦封印之後，拉格納羅斯也同樣被泰坦囚禁在火元素位面火焰之地。
在黑暗之門開啟前三百年的三鎚之戰中，拉格納羅斯被黑鐵矮人的大族長索瑞森召喚出來，被召喚出來後奴役了黑鐵矮人，並以純淨的火焰之力將大半部份的赤脊山脈燒成灼熱峽谷以及燃燒平原，並帶著黑鐵矮人們進入黑石山，建造了暗爐城以及黑石塔，而拉格納羅斯則在黑石山中的熔火之心休養。
在第三次戰爭之後，由於冒險者的侵入而被召喚出來，力量恢復不完全的他被冒險者擊敗並回到了火焰之地。
在大災變期間，重新加入了上古之神的陣營，並在海加爾山開啟了一條通往火焰之地的裂隙，試圖焚毀世界之樹諾達希爾。現身於薩弗隆內塔時，與哈缪爾、瑪法里恩以及塞納留斯戰鬥，但是卻被迫退回到火焰之地。之後海加爾復仇者進入火焰之地並擊敗了拉格納羅斯。

### 瑟拉贊恩（Therazane）
土元素領主，人稱石母。是所有元素領主中最愛好和平的，不過她在上古時期常常受到其他三名元素領主的侵擾，後來上古之神來到艾澤拉斯，瑟拉贊恩最初帶領手下抵抗，但後來卻受到古神的腐化而成為它們的手下，並一同對抗泰坦，隨後瑟拉贊恩敗在泰坦守護者的手下，被囚禁在土元素位面深岩之州。
大災變發生時，深岩之州重新與艾澤拉斯互通，大量的暮光之錘教徒得以入侵此處，恣意抓捕並腐化土元素。隨後來到的聯盟與部落軍隊又與暮光之錘展開大戰，對此瑟拉贊恩起初因為聯盟和部落在瑪拉頓殺了他唯一的女兒瑟萊德絲而懷疑他們的意圖，後來解除誤會後便與英雄們一同擊退了暮光之錘。

### 尤格薩倫(Yogg-Saron)
曾經統治艾澤拉斯的上古之神之一，千喉之獸，為創造血肉詛咒的元凶。此詛咒讓許多泰坦造物的身體由金石之身變為血肉，使他們更容易受到傷害。由於人類、矮人與地精(原本分別是維庫人、土靈和機械地精)的出現都是因為它，被許多玩家戲稱為「大導演」。
曾被泰坦創造的守護者奧丁和洛肯擊敗，之後被囚禁在奧杜亞並由六位守護者(洛肯、弗雷亞、彌彌倫、索林、霍迪爾、提爾)把守。然而尤格薩倫還是腐化了洛肯，並讓他囚禁了其他守護者。
部落和聯盟遠征諾森德時，意外發現了它。並殺死洛肯，釋放了被囚禁的守護者，最後尤格薩倫被擊敗。
名字源於克蘇魯神話中的外神猶格·索托斯（Yog-Sothoth）

### 亞煞拉懼(Y'shaarj)
曾經統治艾澤拉斯的上古之神之一，為四古神中統治區域最大也是力量最強的。
泰坦討伐它時，據說只靠一聲巨吼就摧毀了泰坦的軍隊。泰坦領袖阿曼蘇爾為了消滅它。將它從艾澤拉斯上抓起，直接撕碎。不料亞煞拉懼的觸手已經深入星球的地底。導致星球產生一個巨大的傷口，此戰後泰坦決定以監禁取代消滅其他古神。
但亞煞拉懼即使死後，仍然影響甚大。由於它被撕碎時，屍塊落回地面，導致潘達利亞出現了以負面情緒為食的生物"煞"。而它的心臟也曾被卡爾洛斯用來汙染恆春谷。

## 熊貓人和潘達利亞生物

### 陳·風暴烈酒（Chen Stormstout）
漂流島出來的傳奇熊貓人釀酒大師。
漂流島是巨島龜神真子背上的一片巨大陸地。他在那里鍛鍊出一身的好武藝，一心想效仿數千年来離開潘達利亞的熊猫人旅者，探索與發掘新的大陸（還有傳奇佳釀的新材料[帝王酒]）。陳的流浪令他踏上一段又一段的冒險，從開創了大受歡迎的美酒節狂歡，到杜洛塔的建立。
在卡林多的旅途中，結識了雷克薩一行人並與之冒險，而當海軍上將戴林·普羅德摩爾攻擊部落時，陳也與他的好友們一起戰鬥，最終成功擊敗了海軍上將。
數年後，陳的小姪女莉莉也從漂流島跑來與他一同旅行，而他們在之後也獲得了一顆能找到熊貓人的故鄉潘達利亞的寶珠。
在潘達利亞時會與冒險者們一起探索這塊未知的大陸，在得知潘達利亞上也有風暴烈酒的族人時，陳興沖沖前往風暴烈酒酒坊，誰知卻被同家族的高叔叔趕出來。爾後也發現了高叔叔的瘋狂釀酒行徑，及時與冒險者們一同阻止。並與影潘和當地熊貓人、聯盟方與部落方一同防衛螳螂人的進攻。
之後拯救了被庫卡隆襲擊的沃金，並帶他到影潘祠院接受治療。在與影潘接觸的過程裡，陳•風暴烈酒和影潘精英雅里亞•賢語者產生微妙的情愫。
軍臨天下資料片中，陳與姪女莉莉一同在崑萊峰協助當地武僧幼徒撤退，後來與倖存的武僧們一同在故鄉：巨大島龜「神真子」上成立「振虎會」，和宗師（玩家）與其他武僧們一同對抗燃燒軍團。
在薩滿的神器任務中，陳與莉莉一同參加白虎雪怒所舉辦的「萊公之拳」持有者的試煉，陳雖然輸給了大地之環派來的勇士（玩家），但也幫忙擊退襲擊白虎寺的燃燒軍團大軍。
在武僧職業戰役中，陳保護維酷人釀酒師艾綺菈釀製「風暴蜜酒」，最後靠著風暴蜜酒的加持之下，振虎會成功扭轉頹勢，擊敗入侵神真子的燃燒軍團部隊。

### 雷神(God of Thunder)
魔古人古代的皇帝，本名不詳。原本是一個魔古人督軍的兒子，父親遭到刺殺後流離失所，過程中他悲憤魔古人深受尤格薩倫的血肉詛咒之苦又彼此內戰，決定尋找隱居的泰坦守護者萊。
然而找到他後，萊卻帶領雷神來到雷神之島上的雷霆山，向他展示了阿曼蘇爾殘存的力量碎片，並表示泰坦萬神殿已經被毀，他沒有理由再守護他們，憤怒的雷神遂偷襲並吸收了萊的全部力量，捨棄了自己原來的名字，自稱雷神，並統一了整個魔古部族，隨後雷神也幫魔古人解除了血肉詛咒，並使血肉魔法成為魔古族的主流法術，蜥蜴人就是這種邪惡魔法的產物。
雷神在統治潘達利亞的過程中，從一開始想代替泰坦守護者們守護艾澤拉斯的初衷，逐漸演變成征服艾澤拉斯成為唯一的統治者。為了達成這個目標，雷神必須鞏固自己在潘達利亞上的統治權。於是驕傲的他奴役了熊貓人和錦魚人等弱小民族去建造防禦螳螂人進攻的長城「蟠龍脊」，還要求奧達姆的托維爾人交出擁有重塑生命力量的起源熔爐，遭到拒絕後，雷神便聯合贊達拉食人妖進攻他們，結果托維爾人啟動起源熔爐炸毀了整個奧達姆，雷神因此被炸死，屍身被帶回潘達利亞，在他死後魔古人因為陷入長期的內戰消耗國力，最後潘達利亞霸主的地位也被熊貓人所取代。
在潘達利亞資料片中，贊達拉食人妖復活了雷神，雷神率領剩餘的魔古人與贊達拉再次結盟，妄圖重現兩大帝國的昔日榮光，但卻被影潘、銀月城與祈倫托組成的聯軍攻入雷霆王座並被擊殺。

### 莉莉•風暴烈酒(Lili Stormstout)
莉莉‧風暴烈酒出生於漂流島（島龜神真子），她一直過著平淡無奇的生活，一直到讀過叔叔陳‧風暴烈酒的傳奇事蹟，她就再也按捺不住內心的渴望。她在半丘開始冒險和探索，到處搗蛋惹麻煩。雖然莉莉的父親程波不贊同她的流浪渴望，她最後還是踏上了旅程，開始記錄她的旅行日誌，其中包括她在家鄉漂流島禁忌之地的危險探索。
莉莉終究還是選擇離開漂流島，展開自己的冒險，加入了她的叔叔陳˙風暴烈酒的行列。兩人在旅途中獲得一個寶物，可以找到熊貓人傳說中的家鄉潘達利亞，就此踏上一趟驚險刺激的旅程。
在軍團再臨時，莉莉與陳在崑萊峰一同幫助年幼的武僧學徒得以撤退，之後也跟著陳與其他倖存的武僧們一起成立振虎會來對抗燃燒軍團。
在薩滿的神器任務中，陳與莉莉一同參加白虎雪怒所舉辦的萊公之拳持有者的試煉，陳與莉莉雖然輸給了大地之環派來的勇士（玩家），但他們也幫忙擊退襲擊白虎寺的燃燒軍團部隊。
莉莉也協助振虎會宗師（玩家）去奧丹姆的天空之牆擊敗作亂的風元素領主並奪得御風武僧神兵：蒼天之拳。而在武僧的職業戰役：「怒拳為誰握」燃燒軍團入侵神真子時，作為治療者幫助影潘宗主塔蘭•祝抵抗燃燒軍團的進攻，最後在風暴蜜酒的加持之下，終於扭轉頹勢擊退入侵的燃燒軍團部隊。

### 美猴王（Monkey King）
潘達利亞所有猴人部族的共主。在先祖之戰前幾年,憑藉美猴王的智慧,成功登上猴人共主之位並且和平統一所有猴人。隨後通過玉龍所給予的考驗,得到了芙蕾雅所創造的神兵:「福山之杖 漫行者之伴」。不久後與其好友熊貓人末代皇帝紹昊一同尋找拯救潘達利亞的方法,最後紹昊犧牲了自己,化為迷霧保護潘達利亞大陸。
在此之後數百年間,美猴王靠著福山之杖的力量擊敗了任何想在潘達利亞上興風作浪的野心家,直到一名叫做「翠玉督軍」的魔古人的出現,在美猴王的大意下,翠玉督軍獲得始皇帝雷神遺留下來的力量,而美猴王與翠玉督軍在崑萊峰下激戰數小時,最後雙方都被魔法封印在翠玉之中,直到安度因與冒險者為了找尋聖槌的下落才幫美猴王復原。脫離封印的美猴王在安度因與冒險者的合作下擊殺了翠玉督軍,之後幫助安度因找到聖槌來阻止卡爾洛斯運用聖鐘的陰謀,事件結束後美猴王向玉龍歸還福山之杖並到永恆之島上去找他許久未見的好友紹昊大帝。
在資料片「軍臨天下」時,美猴王與冒險者合作,到玉龍寺去拯救被燃燒軍團部隊打傷的玉龍。事後不久,燃燒軍團的軍隊攻擊天僧寺,在美猴王、影潘宗主塔˙祝與振虎會宗師(冒險者)的合作下,擊退了入侵的燃燒軍團,之後加入振虎會繼續對抗燃燒軍團。

### 紹昊(Shaohao)
熊貓人最後的皇帝。年輕時被錦魚人水語者告知燃燒軍團將大舉入侵，為了保護他的子民，他必須屏除自身的軟弱。
他開始周遊四海，面臨各種煞的考驗：疑惑、絕望、恐懼、憤怒、仇恨，以及暴力之煞，他一一克服了這些情緒，除了驕傲以外。直到潘達利亞發生了大地震，眼看恆春谷就要毀滅，紹昊突然出現在他的子民面前鼓舞他們。多年來他終於理解去除軟弱並不是指精神上的堅強與治理國家的權術，而是將人民的安全置於自己的尊榮之前。最後紹昊化作重重濃霧，保護潘達利亞不受侵害，直到千年後大災變的來臨。

### 塔蘭•祝（Taran Zhu）
塔蘭•祝是潘達利亞熊貓人唯一也是最強的武裝組織：「影潘」的宗主。
在聯盟與部落的先鋒部隊交戰時，出手相救即將被煞魔腐化的納茲格寧與泰勒。在此之後對於這些外來者的看法，一直處於觀察且反感的態度，因為負面情緒會使煞的能量增強並衝破封印。然而在聯盟與部落在潘達利亞交戰也愈發激烈，使部分錦魚人與猴人也加入戰爭，同時間揚古牛人與螳螂人更分別攻打影潘鎮守的關卡，戰火已經蔓延到整個潘達利亞，而部落和聯盟間的毀滅性衝突也在雄偉的影潘僧院中引起動亂。在那裡，三大邪惡本體 - 暴力之煞、仇恨之煞與憤怒之煞從它們的監牢中逃脫了。雖然憤怒之煞完全逃離了隱蔽的僧院，剩下的煞卻開始對當地勇敢的影潘防衛者們造成嚴重傷亡，塔蘭•祝更是被暴力和仇恨之煞給腐化，後被冒險者們給解救。
之後贊達拉食人妖聯合魔古人盜取了魔古始皇帝「雷神」的遺體並用法術將其復活，想藉由雷神的力量重現古時候贊達拉與魔古兩大帝國的榮光。塔蘭˙祝率領影潘部隊並聯合銀月城與祈倫托一同進攻雷王島，並時不時地調解聯盟、部落的緊張關係，最終取得了勝利。
在卡爾洛斯挖掘出上古之神：「亞薩拉懼」的心臟要腐化恆春谷的泉水時，塔蘭˙祝雖奮力抵抗，但最終被卡爾洛斯擊敗，深受重傷的他即時被博學行者阿洲與冒險者們解救，之後與聯盟、部落組成聯軍，一同擊敗卡爾洛斯並將他帶回潘達利亞審判。
在軍團再臨資料片時，燃燒軍團大舉入侵潘達利亞，雖然塔蘭•祝與影潘精銳們火速至豐泉台保護熊貓人末代皇帝紹昊所遺留的神兵：「迷霧之杖 雪崙」，仍不敵為數眾多的惡魔大軍，影潘傷亡慘重、精英被俘，而塔蘭•祝傷重逃離，後與振虎會宗師（冒險者）一同救出被俘的影潘精英，並擊敗燃燒軍團的部隊和淨化豐泉台水源，奪回神兵雪崙。
在武僧戰役中，塔蘭•祝與美猴王一同在天禪寺抵抗燃燒軍團的部隊，擊退入侵的部隊後加入振虎會，並派遣一部分的影潘精英加入其他對抗燃燒軍團的組織，一同對抗燃燒軍團。

## 其他

### 阿達歐（A'dal）
撒塔的納魯領袖，撒塔斯城的主人。曾幫助德萊尼逃離燃燒軍團的追殺。
撒塔斯城被獸人洗劫后，阿達歐與撒塔斯的其他納魯降臨外域，並在名為奧爾多的祭司幫助下重建撒塔斯城。不久之後，凱爾薩斯·逐日者派遣一支軍隊進攻撒塔斯城，但這些血精靈在阿達歐的感召下加入了納魯的陣營，自稱占星者。燃燒的遠征期間，阿達歐在撒塔斯城召集冒險者，對抗燃燒軍團以及伊利丹的軍隊。

### 觀察者艾爾加隆（Algalon the Observer）
在泰坦任命的奧杜亞守護者中的總理——智慧守護者洛肯死亡后，泰坦派往艾澤拉斯的觀察者，觀察該星球是否有重塑的必要。他的情況分析是艾澤拉斯的物種已偏離泰坦設定的演化軌道，整個星球被上古之神侵蝕的非常嚴重，防禦體系已經崩潰，準備送出星球重塑的指令。在一番激烈的戰鬥之後，艾爾加隆被擊敗并被冒險者們說服，將安全代碼交給了布萊恩·銅鬚，拯救了艾澤拉斯的人民。
之後艾爾加隆並未離去，他留在艾澤拉斯繼續觀察世界以解除自己的疑惑（爲什麽艾澤拉斯與他觀察過的其他世界不同）。

### 安薇娜（Anveena Teague）
太陽之井精華的化身，在第三次戰爭后被紅龍考雷斯塔茲凝聚成人類女孩的外形。考雷斯塔茲為她幻化了兩個人類父母，將他們送往塔倫米爾生活。在藍龍卡雷苟斯等人的幫助下，安薇娜覺察到了自己的真實身份，並打退了奉阿薩斯之命前來抓捕安薇娜的高等精靈叛徒達克汗·崔希爾。此後安薇娜留在奎爾薩拉斯，以太陽之井化身的身份協助洛索瑪·塞隆重建銀月城。
在《燃燒的遠征》期間，凱爾薩斯·逐日者和忠於他的軍隊突襲了銀月城，擄走了莫魯以及安薇娜，打算利用他們將基爾加丹召喚到艾澤拉斯。在太陽之井高地的決戰中，卡雷苟斯用他對安薇娜的愛喚醒了被基爾加丹控制著的安薇娜。安薇娜最終犧牲了自我，幫助破碎殘陽聯軍擊敗了基爾加丹。

### 塞納留斯（Cenarius）
艾澤拉斯半神之一，曾將德魯伊的知識傳授給瑪法里恩。在上古之戰期間，協助反抗軍抵抗燃燒軍團的入侵。上古之戰結束後，德魯伊的訓練更加地頻繁，塞納留斯成為夜精靈社會中不可或缺的一部分。
在第三次戰爭期間，塞納留斯率領夜精靈對抗濫砍森林的獸人並爆發了衝突，最後葛羅喝下了惡魔之血並成為了魔獄獸人，便將強大的塞納留斯擊殺。塞納留斯死後，靈魂回到了翡翠夢境。
在大災變期間，伊瑟拉將塞納留斯從翡翠夢境帶了回來，並一同對抗想要焚燒世界之樹的火元素領主拉格納羅斯。
資料片《軍臨天下》時，夢魘之王薩維斯藉由燃燒軍團賦予的力量腐化了翡翠夢境，使身在其中的翡翠夢境守護者們紛紛腐化，連半神的塞納留斯也無法倖免，最終由其弟子瑪法里恩與冒險者們一同擊敗已腐化的塞納留斯，隨後瑪法里恩留下來淨化並治癒重傷的塞納留斯。
《暗影之境》資料片時，塞納留斯因為和大自然密切相關的特質，靈魂被分配至死後世界「暗影之境」的「亞登曠野」區域和當地居民暗夜妖精共同生活。

### 艾德溫·范克里夫（Edwin Vancleef）
迪菲亞兄弟會的頭目。曾經是軍情七處的頂級刺客，退伍後加入石工兄弟會，並在普瑞斯托女爵(奧妮克希雅)的委託下參與了暴風城的重建工作。然而工作完成後，由於委託沒有事先向議會告知，貴族遂不付薪水。此事使石工兄弟會展開了大規模的抗議，國王瓦里安為了安撫他們親自接見，但一同出現的王后卻意外被丟來的石頭打死，於是石工兄弟會便被驅逐出城。
范克里夫眼見同伴無以為繼，將石工兄弟會改組為迪菲亞兄弟會，企圖討回工資。但由於兄弟會缺乏物資與人力，導致成員經常搶劫地方平民，甚至招募了海盜、刺客與山賊等危險分子，兄弟會漸漸變成了恐怖組織，范克里夫的目的也從追求公義變成製造恐怖。他在死亡礦坑秘密製造了一艘戰艦，企圖從海上炸毀風暴城。但尚未完工，兄弟會的基地便被聯盟軍隊攻擊。最後范克里夫戰死。

### 伊露恩（Elune）
夜精靈供奉的月亮女神，在暗夜精灵传说中與瑪洛恩一起誕下了塞納留斯。在夜精靈面前總是偽裝成以為皮膚微微泛光的女性幽靈。和暗影之境的熾蘭仙野統治者冬之女王為姐妹關係。

### 加里維克斯（Gallywix）
锈水财阀的貿易親王，最有錢有勢的哥布林之一。
在大災變期間，由於科贊島毀於大災變，加里維克斯與科贊島的地精逃出。加里維克斯試圖把族人賣為奴隸，但被出現的索爾阻止。索爾寬恕了加里維克斯，作為回報，加里維克斯與锈水财阀一起加入了部落。
在圍攻奧格瑪時,與暗矛起義軍等聯軍一同推翻卡爾洛斯的統治。

### 加茲魯維（Gazlowe）
哥布林工程師，棘齒城城主。第三次戰爭結束後被索爾聘請為杜洛塔爾的總工程師，日後成為獸人主城的奧格瑪也是他所設計，期間在建立水利設施時受到雷克薩的幫助。

### 格尔宾·梅卡托克（Gelbin Mekkatorque）
大工匠，諾莫瑞根地精的領導者。由於一股神秘力量侵佔了諾莫瑞根，梅卡托克被迫率領他的族人來到鐵爐堡尋求矮人的庇護。
在大災變前夕，梅卡托克率領族人收復了諾莫瑞根。

### 吉恩·葛雷邁恩（Genn Greymane）
吉爾尼斯現任國王。在與獸人戰爭吉恩‧葛雷邁恩覺得自己的國家足以應付任何威脅，並拒絕加入聯盟一起對抗部落，因為他不想削減自己國家的實力。直到後期在其他國家的壓力下，他才不得已加入聯盟的陣營，並跟著打敗了部落，但他拒絕為了建立獸人集中營而繳巨額稅款，因此退出了聯盟。
第二次戰爭後，葛雷邁恩構建了葛雷邁恩之牆，一個巨大的石頭屏障從羅德隆分離吉爾尼斯。試圖永遠從他的國家去除他認為“別人的煩惱”，吉爾尼斯在他搭成的牆後面。沒有人被允許進出吉爾尼斯,嚴格執行他的孤立主義。即使在天災入侵羅德隆，儘管人類難民來到企求被允許，葛雷邁恩之牆仍然關閉。
但為了抵禦天譴軍團的威脅，葛雷邁恩之下令他在大法師，阿魯高，發動了“秘密武器”對抗天災軍團：狼人。不幸的是，狼人在擊退天災軍團之後，便開始襲擊生活在銀松森林的人類並感染,甚至連部分的吉爾尼斯士兵都開始變成狼人，來越過這道牆。不久，狼人詛咒已越過這道高牆，逐步蠶食吉爾尼斯人的人性。而在狼人詛咒擴散至整個吉爾尼斯之前,他的親信達瑞亞斯‧克羅雷領主曾在第三次戰爭中協助過珍娜‧普勞德摩爾。他認為吉恩國王的鎖國政策是完全的錯誤，因此他決定發動革命，強迫國王打開城門協助其他聯盟成員，但革命還未成功發動，他就已經因為陰謀敗露被監禁。因為他與國王是多年好友，吉恩國王也知道他並不是真心的背叛，也沒有因此而處決他，所以玩家才可以在狼人入侵的時候（狼人新手任務）把達瑞亞斯‧克羅雷從監獄中救出一同對抗狼人的威脅，只可惜終究無法阻止狼人詛咒的擴散。
包含吉恩在內,大部分的吉爾尼斯人都已經變成狼人，此時卡爾洛斯趁著大災變導致葛雷邁恩之牆受到嚴重毀壞時，命希瓦娜斯˙風行者率領她的被遺忘者入侵吉爾尼斯，儘管吉恩率領軍隊反擊，終究敵不過為數眾多的被遺忘者部隊，加上吉恩唯一的兒子為了拯救他，被希瓦娜斯的黑蝕箭所射殺，從此與希瓦娜斯結下深仇大恨。後來在夜精靈德魯伊的幫助之下，吉爾尼斯狼人終於能控制他們的野性與怒火，吉恩在夜精靈的引薦之下，希望能重回聯盟，但暴風城國王瓦里安˙烏瑞恩對吉恩以前的鎖國政策感到相當不滿，所以堅決反對吉爾尼斯加入聯盟的提案。直到在夜精靈的搓合之下，吉恩與瓦里安進行一場狩獵競賽，突然有野獸攻擊瓦里安的隨從，危及之中他們聯手擊殺了野獸，令瓦里安開始對吉恩改觀，而吉恩也建議瓦里安用德魯伊之道來平息瓦里安那莽撞與易怒的性格，之後瓦里安欣然同意吉爾尼斯的回歸。
在《軍臨天下》資料片時，在破碎群島的戰役中,部落的臨時撤退(聯盟不知道部落受到埋伏)導致突擊失敗和瓦里安戰死。吉恩因此更加痛恨部落，在撤退到暴風城後，吉恩拜託冒險者把瓦里安的遺書交給安度因˙烏瑞恩，自己重整軍隊再次前往破碎群島，途中遇到希瓦娜斯的被遺忘者艦隊，雙方展開激戰，而吉恩的飛艇墜落在斯鐸海姆進行短暫的休息後，吉恩開始追擊希瓦娜斯並阻止希瓦娜斯想捕獲華爾琪女神的陰謀。8.0版本中，希瓦娜斯率領軍團縱火燒毀世界樹泰達希爾，導致夜精靈首都達納蘇斯嚴重傷亡，吉恩‧葛雷邁恩以吉爾尼斯代表身份、偕同安度因、虛空精靈代表艾蘭里亞、地精王梅卡托克、珍娜率軍攻陷羅德隆，透過珍娜的協助成功逃離遭希瓦娜斯引爆瘟疫的羅德隆。
暗影國度及相關版本中，與冒險者、盟友們合作解決暗影國度的事件，9.2版本中與冒險者、盟友們在奧利波斯見證仲裁者和泰蘭德對希瓦娜斯的罪行審判，表明絕不會原諒殺害兒子的希瓦娜斯。

### 戈魯爾（Gruul）
外域古羅一族的首領，用無情而野蠻的鐵腕統治着刀鋒山的食人魔部族。
在第二次戰爭后與卡德加的聯盟遠征軍結盟對抗死亡之翼與黑龍軍團，并親手將數隻黑龍釘死在刀锋山脈上，因此得到了“弒龍者”的稱號。
在燃燒的遠征期間，戈魯爾對食人魔的統治被歐格利拉氏族推翻，他也在自己的巢穴中被擊敗。

### 露娜拉(Lunara)
樹精德魯伊，是半神塞納留斯的女兒。原本是《暴雪英霸》的原創人物，後來在軍臨天下資料片中也有出現。
生性活潑好動，平時喜歡在夢境林地中散步，身後總是跟著一名叫艾菲(Iphy)的樹精。

### 穆魯（M'uru）
原是守護風暴要塞的納魯，曾在沙塔斯被獸人攻陷時，幫助德萊尼逃跑。當納魯來到外域並進入沙塔斯城參與對伊利丹麾下惡魔的戰鬥時，只留下了穆魯作為風暴要塞的留守成員。在這時，在伊利丹手下的凱爾薩斯·逐日者率領他的手下突襲風暴要塞，俘虜了穆魯並將它作為禮物送至銀月城。
在天災入侵期間，許多牧師失去了感應聖光的能力，他們認為聖光拋棄了他們，於是背棄聖光之道，轉而試圖奴役聖光。穆魯被囚禁在銀月城的地下室，每一個血騎士（Blood Knight）都需要從它身上獲得純正的聖光之力從而奴役聖光。在無數人不間斷的抽取下，穆魯的聖光力量變得極度的虛弱。
後來德萊尼成功奪回了風暴要塞，但凱爾卻以假死逃脫，並突襲銀月城劫走太陽之井的化身安薇娜，以及被囚禁在地下室的穆魯。而穆魯在聖光力量極度虛弱的情況下，被基爾加丹的力量腐蝕，墮落為可怕的熵魔，最後穆魯被破碎殘陽部隊擊殺，僅留下一顆核心。但其實費倫早就預知了穆魯的墮落和死亡，而它也早已原諒了血騎士的作為。穆魯所剩的核心淨化了太陽之井，血精靈因此脫離了魔癮的控制。

### 瓦許女士（Lady Vashj）
原本是上层精灵的一员，艾萨拉女王的侍女长，在永恒之井的大爆炸中为了活命而接受上古之神的祝福成为娜迦。
第三次战争中响应了伊利丹·怒风的召唤带领自己的娜迦军团协助伊利丹，来到破碎群岛的萨格拉斯之墓寻找神器萨格拉斯之眼，在轰炸冰封王座的任务失败之后，瓦許女士的娜迦跟随伊利丹逃亡外域，并沿途拯救了被加里索斯囚禁的凯尔萨斯·逐日者以及他的血精灵。
穿越黑暗之门来到外域的瓦許女士与伊利丹、凯尔萨斯和阿卡玛共同击败了控制着外域的深渊领主玛瑟里顿并推翻了他的统治，在那之后瓦許女士与她的娜迦进驻赞加沼泽的毒蛇神殿（位于盘牙水库）并接受伊利丹的命令在赞加沼泽建立多个抽水泵以抽取水进入毒蛇神殿建立一个大型蓄水池，为创造第三口永恒之井做准备（注：伊利丹在凯尔萨斯与瓦許女士决定效忠他的时候将自己手中的三瓶永恒之井的井水中的两瓶分别给了瓦許女士和凯尔萨斯），但因抽水泵大量抽取水资源导致赞加沼泽部分地区土地枯竭（例如：死亡泥潭）而被意图保护外域的自然生态的塞纳里奥远征队召集的冒险者消灭。
在《暗影国度》中，瓦許的灵魂来到暗影界的玛卓克萨斯，并成为锐眼密院的成员。